# Jardinería del Barroco

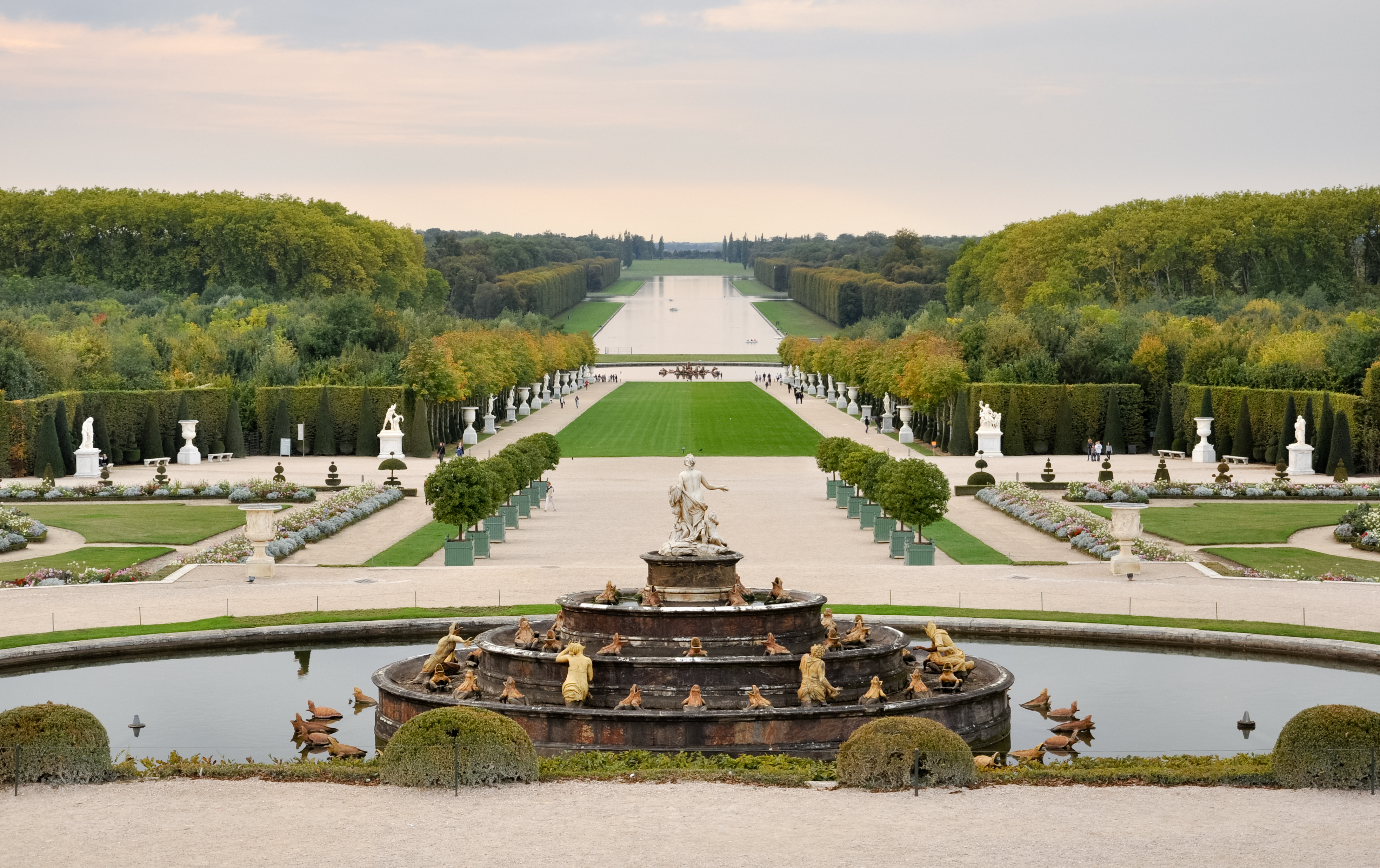
Jardines de Versalles, vista desde la Place d'Armes.

La jardinería del Barroco se desarrolló en Europa desde el siglo XVII hasta mediados del siglo XVIII. Durante ese período la jardinería estuvo muy vinculada a la arquitectura y el urbanismo, con diseños racionales donde cobró preferencia el gusto por la forma geométrica. Su prototipo fue el jardín francés (también llamado clásico o formal), caracterizado por mayores zonas de césped y un nuevo detalle ornamental, el parterre, como en los Jardines de Versalles, diseñados por André Le Nôtre. El gusto barroco por la teatralidad y la artificiosidad conllevó la construcción de diversos elementos accesorios al jardín, como islas y grutas artificiales, teatros al aire libre, ménageries de animales exóticos, pérgolas, arcos triunfales, etc. Surgió la orangerie, una construcción de grandes ventanales destinada a proteger en invierno naranjos y otras plantas de origen meridional. El modelo de Versalles fue copiado por las grandes cortes monárquicas europeas, con exponentes como los jardines de Schönbrunn (Viena), La Granja (Segovia), Het Loo (Apeldoorn), Drottningholm (Estocolmo) y Peterhof (San Petersburgo).
En esta época surgieron dos tendencias opuestas a la hora de concebir jardines: una más racional, más centrada en la intervención del hombre en la naturaleza, cuyo paradigma fue el «jardín francés» (o «jardín tectónico»), que fue el que más estuvo de moda en este período y se considera el arquetipo del jardín barroco; y otra que otorgaba más libertad a la naturaleza salvaje, con pequeñas intervenciones para acentuar el aire bucólico del paisaje, cuyo principal exponente fue el «jardín inglés» (o «jardín de paisaje»), que tuvo su máximo desarrollo durante el romanticismo, entre los siglos XVIII y XIX.
El jardín francés se articuló en función de diversos factores: el aprovechamiento del terreno y los recursos hidráulicos, la configuración de una perspectiva visual abierta hacia el horizonte y el sometimiento de la vegetación en razón de la escala y la geometría, con setos tallados en forma de topiaria y parterres diseñados conforme a patrones, de los cuales el más arquetípico resultaría ser el «parterre bordado» (broderie). El jardín se estructura por lo general alrededor de un castillo o palacio, y además de las zonas vegetales se da mucha importancia al sistema de caminos y avenidas (allées) que lo envuelve, así como a los canales, estanques y fuentes que, junto a la decoración escultórica, son el principal detalle ornamental del jardín. El complemento de todo ello es el bosquete, un tipo de bosque de jardín que se suele podar y acondicionar para albergar espacios de reunión o pabellones de recreo, y que puede ser irregular o configurado en quincunx, un patrón básico de cinco árboles dispuestos como en el dibujo del número cinco de los dados, y que repetido sucesivamente genera unas arboledas alineadas perceptibles en ángulo recto o diagonal.

## Contexto histórico

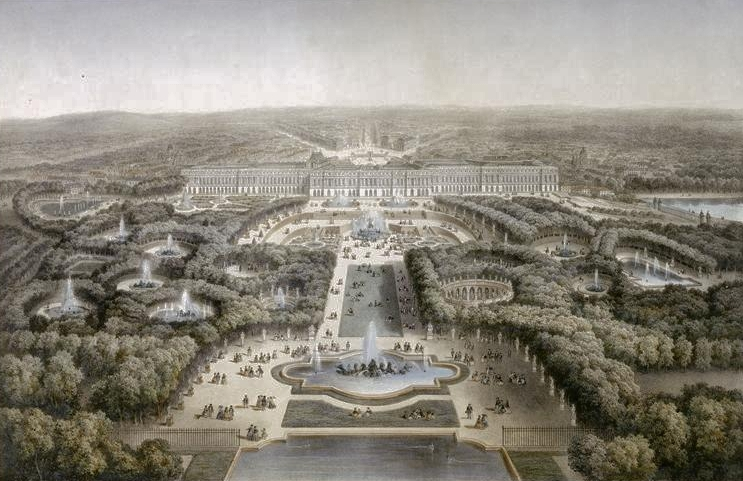
Vista aérea de los Jardines de Versalles, grabado del.

El Barroco fue un período de la historia del arte propio de la cultura occidental, originado por una nueva forma de concebir el arte (el «estilo barroco») y que, partiendo desde diferentes contextos histórico-culturales, produjo obras en numerosos campos artísticos: literatura, arquitectura, escultura, pintura, música, ópera, danza, teatro, etc. Se manifestó principalmente en la Europa occidental, aunque debido al colonialismo también se dio en numerosas colonias de las potencias europeas, principalmente en Latinoamérica. Cronológicamente, abarcó todo el siglo XVII y principios del XVIII, con mayor o menor prolongación en el tiempo dependiendo de cada país. Se suele situar entre el Manierismo y el Rococó, en una época caracterizada por fuertes disputas religiosas entre países católicos y protestantes, así como marcadas diferencias políticas entre los Estados absolutistas y los parlamentarios, donde una incipiente burguesía empezaba a poner los cimientos del capitalismo.
El siglo XVII fue por lo general una época de depresión económica: las malas cosechas conllevaron el aumento del precio del trigo y demás productos básicos, con las subsiguientes hambrunas; el comercio se estancó, especialmente en el área mediterránea, y solo floreció en Inglaterra y Países Bajos gracias al comercio con Oriente y la creación de grandes compañías comerciales, que sentaron las bases del capitalismo y el auge de la burguesía. La mala situación económica se agravó con las plagas de peste que asolaron Europa a mediados del siglo XVII, que afectaron especialmente a la zona mediterránea. Otro factor que generó miseria y pobreza fueron las guerras, provocadas en su mayoría por el enfrentamiento entre católicos y protestantes, como es el caso de la guerra de los Treinta Años (1618-1648). Todos estos factores provocaron una grave depauperación de buena parte de la población.
Por otro lado, el poder hegemónico en Europa basculó de la España imperial a la Francia absolutista, que tras la Paz de Westfalia (1648) y la Paz de los Pirineos (1659) se consolidó como el más poderoso estado del continente, prácticamente indiscutido hasta la ascensión de Inglaterra en el siglo XVIII. Así, la Francia de los Luises y la Roma papal fueron los principales núcleos de la cultura barroca, como centros de poder político y religioso —respectivamente— y centros difusores del absolutismo y el contrarreformismo. España, aunque en decadencia política y económica, tuvo, sin embargo, un esplendoroso período cultural —el llamado Siglo de Oro— que, aunque marcado por su aspecto religioso de incontrovertible proselitismo contrarreformista, tuvo un acentuado componente popular, y llevó tanto a la literatura como a las artes plásticas a cotas de elevada calidad. En el resto de países donde llegó la cultura barroca (Inglaterra, Alemania, Países Bajos), su implantación fue irregular y con distintos sellos peculiarizados por sus distintivas características nacionales.

## Teoría de la jardinería en el Barroco

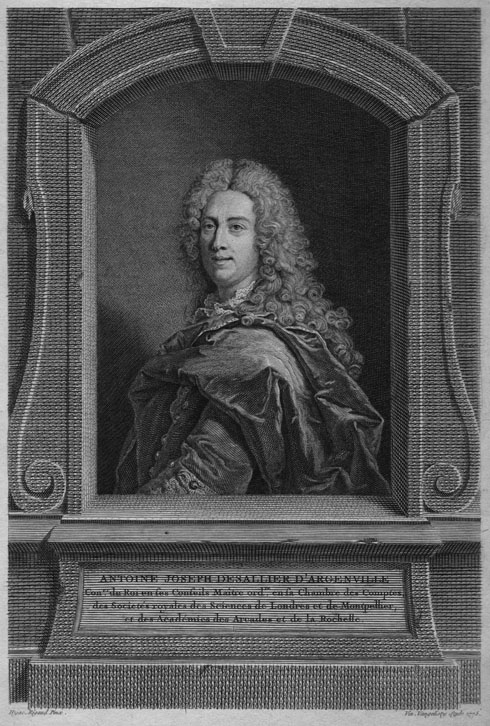
Antoine Joseph Dezallier d'Argenville, grabado de Vincenzo Vangelisti (1775) basado en una pintura de Hyacinthe Rigaud de 1719.

Durante la era barroca la jardinería tuvo un amplio desarrollo tanto técnico como teórico, y evolucionó desde la simple adecuación de un espacio natural adaptado a la habitabilidad del ser humano hasta elevados grados de diseño y planificación, de ordenación del espacio e integración del elemento natural con elaborados programas artísticos capaces de generar conjuntos de refinada evocación tanto sensorial como intelectual. La jardinería se elevó en esta época a un arte de pleno derecho, casi indisolublemente asociado a la figura del arquitecto, por cuanto su diseño conlleva un elaborado proyecto racional y profesionalizado. La concepción del jardín se planifica globalmente con el resto de las artes, especialmente la arquitectura, pero también la escultura, la escenografía, el diseño hidráulico, etc. Así, en esta época la jardinería pasó a ser «el arte de ordenar la naturaleza según principios arquitectónicos».
El modelo arquetípico de jardín barroco, el jardín francés, se nutrió en buena parte de las aportaciones teóricas y técnicas del jardín renacentista italiano, especialmente de la concepción elaborada por Leon Battista Alberti de la casa y el jardín como una unidad artística basada en formas geométricas (De Re Aedificatoria, IX, 1443-1452), así como en el modelo expuesto por Francesco Colonna en su Hypnerotomachia Poliphili (1499), que introducía el uso de parterres y el empleo del arte topiario para dar formas caprichosas a los árboles. También influyó en el jardín barroco el diseño de las eras a partir de formas axiales, expuesto por Sebastiano Serlio en Tutte l'opere d'architettura (1537).
La evolución del modelo italiano al francés estuvo marcada por diversos factores, especialmente en lo referente al auge político de Francia y a la propagación de sus valores programáticos, como el centralismo, el absolutismo y el racionalismo, que acentuaron los aspectos dramáticos del estilo renacentista. Así, aunque la jardinería francesa asumió el concepto geométrico de la italiana, derivó hacia nuevas formas, debido por una parte a una nueva concepción del jardín como elemento de prestigio social y por otra al desarrollo económico y social del estado francés, que tras sus continuos conflictos y divisiones hasta prácticamente comienzos del siglo XVI empezó una nueva etapa de consolidación nacional, que comportó una bonanza económica y una visión de fomento de las bellas artes como seña de identidad de la cultura francesa por un lado, y como producto de prestigio para la economía nacional por otro. Por otro lado, el factor medioambiental marcó las pautas para una diferenciación de ambas tipologías jardineras: así como en Italia el terreno es más abrupto, el clima más caluroso y la pluviometría más escasa, en Francia el terreno suele ser más llano, y el clima más estable y con abundantes precipitaciones. Por lo demás, la cultura francesa asimiló parcialmente las innovaciones renacentistas, tomando lo superficial sin profundizar en su esencia, y adaptando sus características a la idiosincrasia francesa —como el frecuente uso en arquitectura de la tipología del castillo—. Todos estos factores conllevaron a la diferenciación entre ambos estilos: el mayor uso de flores en la jardinería francesa propició el desarrollo de los parterres, al tiempo que un mayor aprovechamiento de los recursos hidráulicos favoreció el aumento de fuentes, estanques y canales; unido a la proliferación de estatuas y otros detalles ornamentales gracias al impulso otorgado a las artes fueron los principales puntos de caracterización del nuevo jardín francés.
Un punto de inflexión entre el jardín renacentista y el barroco fueron las teorías de Olivier de Serres, que elevó la jardinería a la categoría de arte y la introdujo en los medios cortesanos. En Le Théâtre d'Agriculture et Mesnage des Champs (1600) comparó el diseño de parterres con la composición pictórica, y defendió la concepción del jardín en función de cánones estéticos, desligados de la mera técnica agrícola. Serres señaló cuatro tipos principales de jardines: el aromático, el frutal, el herbolario y el de recreo. Otro importante tratado de la época fue Traité du jardinage selon les raisons de la nature et de l'art. Ensemble divers desseins de parterres, pelouzes, bosquets et autres ornements (1638), de Jacques Boyceau de la Barauderie, el primero donde se aborda la jardinería desde un aspecto tanto estético como práctico. Boyceau realizó numerosos diseños para parterres, que influyeron notablemente en la obra de Le Nôtre. En este punto de intersección cabe situar también la obra de Étienne Dupérac, que, aunque no plasmó sus planteamientos por escrito, influyó notablemente en las realizaciones de su época. Dupérac había estudiado en Italia, donde ilustró numerosos restos arqueológicos y monumentos antiguos, y a su vuelta trabajó como arquitecto para Enrique IV, para el que elaboró los jardines de Fontainebleau, Las Tullerías y Saint-Germain-en-Laye. Dupérac defendía el diseño unitario para el parterre, sin caer en concepciones únicamente estéticas o artificiosas, y sus planteamientos tuvieron una rápida difusión en su época.
Las bases del jardín barroco fueron asentadas en primer lugar por André Mollet, premier jardinier du roi de Luis XIV, autor del célebre tratado Le Jardin de Plaisir (1651). André era hijo de Claude Mollet, creador de los parterres del Castillo de Anet y de los Jardines de Saint-Germain-en-Laye (con Étienne Dupérac), y autor de Théâtre des plans et jardinages (1652), uno de los primeros trabajos teóricos encaminados hacia lo que sería el jardín barroco. André asentó los principios del clasicismo en jardinería, y sus ideas fueron muy bien acogidas en Inglaterra, donde influyó en el palladianismo arquitectónico. Fue el introductor de la patte d'oie («pata de oca»), un diseño de avenidas establecidas a partir de una plaza circular, bordeadas de setos de bojes u otros arbustos. Aparte de sus trabajos en Francia, en Inglaterra intervino en el Parque de Saint James y en Wimbledon, y fue gardener-in-chief de la ciudad de Londres.

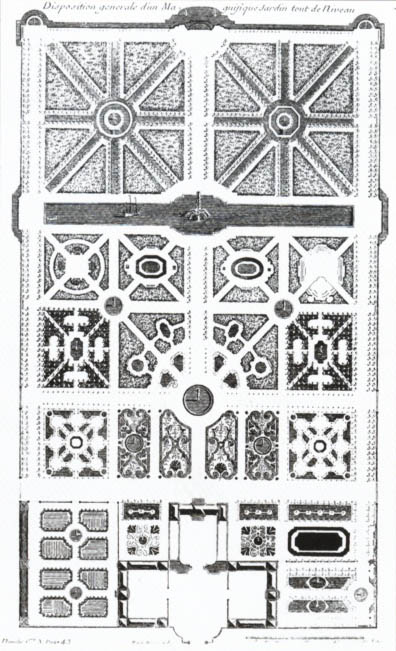
Plano tipo de jardín, publicado por Antoine Joseph Dezallier d'Argenville en La Théorie et la Pratique du Jardinage (1710).

El gran renovador del jardín francés fue André Le Nôtre, que, aunque no dejó sus teorías por escrito, sus innovaciones prácticas sentaron los precedentes del jardín barroco, que pronto se extenderían desde Francia al resto de Europa. Tuvo una formación artística, ya que fue discípulo del pintor Simon Vouet; posteriormente heredó de su padre, Jean Le Nôtre, el cargo de jardinier en chef du roi, y con 24 años ya era el encargado de los Jardines de las Tullerías. Tras trabajar en el Jardín de Luxemburgo y en Fontainebleau, sus diseños para Vaux-le-Vicomte entusiasmaron a Luis XIV, que le encargó su obra magna, los Jardines de Versalles, donde Le Nôtre pudo desarrollar sus ideas sobre la jardinería: el jardín debía planificarse con un sistema estructurado, basado en un eje central que dividía la zona ajardinada en dos sectores, dispuestos como compartimentos cerrados, pero cuyo diseño admitía una gran infinidad de variables, donde la diversidad era la base de la riqueza del conjunto. El principal elemento en estos sectores era el parterre bordado (broderie), y en la intersección entre ejes se situaban estanques, que podían ser circulares u octogonales. Este esquema, desarrollado suntuosamente en Versalles, tuvo gran éxito en la mayoría de cortes europeas, que rápidamente desarrollaron programas parecidos en sus ciudades y palacios.
El principal teórico del jardín barroco fue Antoine Joseph Dezallier d'Argenville, que expuso sus ideas en La Théorie et la Pratique du Jardinage (1710), uno de los tratados más influyentes de su época en el arte de la jardinería, hasta el punto de ser calificado como «la Biblia del arte de la jardinería». Aunque su obra se basaba en buena medida en las aportaciones realizadas por Le Nôtre, fue el primero en sistematizar unas reglas para la composición de jardines, por lo que su obra tuvo mucha relevancia. Dezallier remarcó la idea del jardín como lugar de recreo, de esparcimiento, cuyo diseño debe proporcionar ante todo placer. Señaló cinco aspectos fundamentales a la hora de concebir un jardín: situación sana, buen terreno, presencia de agua, perspectiva paisajística y comodidad. Para la correcta apreciación del jardín debían evitarse los obstáculos visuales, como muros, rejas o setos, para lo que propuso la delimitación de la superficie del jardín a través de unos fosos denominados «ahas». Insistía en la proporcionada dimensión de todas las partes del jardín, desde los setos, bosquetes y superficies de césped hasta el diseño de las avenidas, para las cuales el más idóneo era el denominado patte d'oie («pata de oca»), avenidas dispuestas en abanico que atravesaban los setos en forma de medialuna.
Para Dezallier, las partes más importantes del jardín eran los parterres y los bosquetes, que para poder apreciarse mejor debían contraponerse. Su modelo ideal era el siguiente: visto al salir del palacio al jardín y alejarse; primero vendría una zona de parterres, que debía ser la zona más cuidada al ser la más cercana al palacio; luego se situaría un eje transversal bordeado de tejos, con un estanque en medio; a continuación aparecería una zona de bosquetes dispuestos en semicírculo, con caminos trazados en diagonal; la siguiente sección transversal estaría formada por un canal de agua, con una fuente de tritones situada en la intersección con la vía principal, que daría paso a una última zona de bosquetes. En dicho esquema el principal elemento a considerar era el diseño de los parterres, de los que distinguió cuatro tipos: el «parterre de broderie» («bordado»), compuesto de césped y boj y cincelado con formas geométricas; el «parterre de compartimento», formado de césped y arriates con arena en su superficie interior, y una fuente en el centro; el «parterre à l'anglaise», elaborado con una tabla de césped (boulingrin, del inglés bowling green, «césped para jugar a los bolos») con recorridos decorativos; y el «parterre floral» (parterre de pièces coupées pour des fleurs), basado en setos de arbustos bajos que delimitan zonas de plantas florales. Por último, en los huecos o ángulos entre parterres se sitúan árboles podados en topiaria, preferentemente bojes o tejos. Pese a esta disposición esquemática y racional, Dezallier insistió en el elemento paisajístico de la jardinería y defendió el predomino de la naturaleza sobre la intervención del hombre, por lo que abrió la puerta hacia el jardín de paisaje inglés que se puso de moda en el siglo XIX.

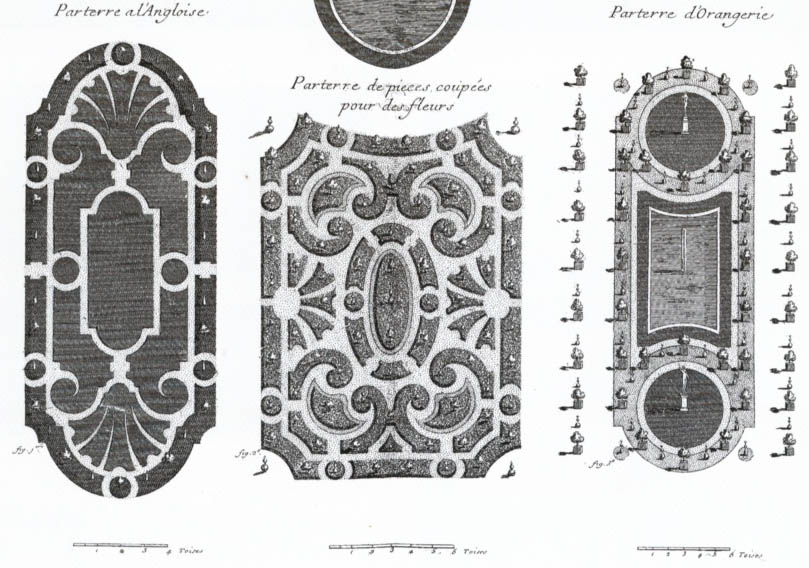
Diseños de parterre publicados por Antoine Joseph Dezallier d'Argenville en La Théorie et la Pratique du Jardinage (1710).

En cuanto a vegetación, Dezallier detalla en su obra las especies más idóneas según el terreno y para cada estación: para primavera recomienda el tulipán, la anémona, el ranúnculo, el narciso, el jacinto, el iris, el ciclamen, la corona, la oreja de oso, la hepática, el pensamiento, el clavel, la primavera, la violeta, el alhelí, el crisantemo y el muguete; para verano señala el lirio, el martagón, la peonia, el nardo, la verónica, la campanilla, la esparceta, el díctamo, la escabiosa, la mejorana, la retama, la amapola, la espuela de caballero, la balsamina, el girasol, el heliotropo, el dondiego de noche, el acónito y la siempreviva; y para otoño remarca el ricino, la caléndula, la maravilla, el amaranto, la valeriana, la malvarrosa, la capuchina, la pasionaria y el geranio. También apunta las plantas leñosas apropiadas para arriates y parterres, como el saúco, el malvavisco, la madreselva y el cambroño. Para los setos lo idóneo es el boj, el tejo y el ciprés. Por último, los bosquetes pueden ser de cualquier tipo de árbol propio de la zona, y Dezallier distingue seis tipos de bosquete: el forêt et grand bois de haute futaie, apropiado para el campo y grandes extensiones de terreno, con árboles grandes y densamente poblados; el bois taillis, como el anterior para grandes espacios o parques de animales, tallados cada nueve años; el bosquet de moyenne futaie à hautes palissades, un bosquecillo de recreo con setos podados de haya, adelfa o arce, junto a árboles de mediana altura; el bosquet découvert et à compartiment, un bosquecillo como el anterior, pero sin espesura, con avenidas bordeadas de tilos o castaños; el  bosquet planté en quinconces, otro tipo de bosquecillo, plantado en forma de quincunx —como el cinco de los dados—; y el bois vert, un bosquete de hoja perenne, el más raro dado su lentitud de crecimiento.
Además de los elementos vegetales, Dezallier otorgó especial relevancia a otro tipo de detalles ornamentales, como las pérgolas, las esculturas, las escaleras y las fuentes. Las pérgolas o berceaux podían ser de varios tipos: berceau artificiel (llamado también treillage), formado con listones de madera en forma de celosía, por los que subían arbustos o plantas trepadoras; berceau naturel, efectuado al enlazar ramas de varios árboles con alambre, en forma de arcos, enrejados o rodrigones; o una combinación de ambas, el berceau de treillage. Las estatuas eran colocadas, en conjunción con jarrones de jardín, en pedestales ubicados en los setos altos junto a los parterres, o bien en emparrados, nichos de adelfas, encrucijadas de caminos, entre árboles, en el centro de salones de bosquetes, en arcadas o al inicio de una patte d'oie. Por lo general eran de alusión mitológica, y Dezallier recomienda que sean de calidad artística, y de no ser así prescindir de su colocación. Las escaleras servían para salvar desniveles, pero no dejan de ser un elemento ornamental, que se complementaba con construcciones como arcadas, exedras, cascadas y grutas artificiales; para Dezallier la solución óptima para los desniveles era el anfiteatro, que aglutinaba escalones de diversas formas, rampas, fuentes y surtidores, ornamentos vegetales y esculturas. En cuanto a las fuentes, que para Dezallier son el alma de los jardines después de la vegetación, estableció una serie de pautas para su correcta distribución, ya que el agua es un bien escaso, de tal forma que siempre parezca que hay más que las que en realidad figuran. Señaló que la altura del surtidor debe ser proporcional al tamaño de la pila, y que todas las columnas de agua se deban poder ver al mismo tiempo. Las fuentes se complementan con otros recursos de agua como estanques, canales y cascadas, y recomienda que alberguen cisnes, patos y gansos. También dedicó especiales estudios a las técnicas hidráulicas, y analizó con detenimiento la detección de fuentes y sus problemas de conducción, así como los procedimientos para su bombeo y distribución.
Por otro lado, conviene remarcar la importancia que en esta época cobró la botánica como ciencia, especialmente gracias a los trabajos de Carl von Linné. Se organizaron numerosas expediciones científicas por todo el mundo, y se importaron gran número de nuevas plantas a Europa, que fueron utilizadas desde sectores como la horticultura o la herboristería medicinal hasta la jardinería. En este terreno se importaron diversas plantas ornamentales, como un género de orquídea, la Bletia verecunda, diversos géneros de azalea y camelia, la magnolia o diversas especies de robles y arces. La difusión de nuevas especies vegetales favoreció la implantación de un nuevo tipo de jardín especializado en su estudio y conservación, el jardín botánico, que proliferó especialmente en el siglo XIX, en consonancia con la nueva moda del jardín paisajista de estilo inglés.
En cuanto al legado dejado por la jardinería barroca, si bien la transición hacia el nuevo modelo de jardín paisajista inglés fue un tanto abrupta, sin solución de continuidad entre ambos modelos, lo cual supuso en muchos casos la sustitución de jardines barrocos por otros de la nueva moda paisajista, la tipología barroca de jardín de configuración geométrica perduró en buena medida durante el siglo XIX, e inclusive hasta principios del XX. Ya a finales del siglo XVIII el jardín barroco se puso de moda especialmente en Estados Unidos, quizá por el afán de diferenciarse de su antigua metrópoli. Allí, el formal garden —como es conocido el jardín barroco en el ámbito anglosajón— se consideraba de porte más aristocrático, y por tanto más adecuado a la construcción de una nueva nación que aspiraba a ser poderosa. Así se aprecia en el Palacio del Gobernador de Williamsburg (Virginia), o en la casa de George Washington en Mount Vernon (Virginia). Entre los siglos XIX y XX, y en paralelo a la moda historicista en arquitectura, hubo un revival de estilos jardineros anteriores, especialmente el italiano y el francés, que conllevó el resurgimiento de viejas técnica como la topiaria. Gracias a este renacimiento de antiguas formas se restauraron numerosos jardines históricos que habían quedado abandonados o habían sido reconvertidos al estilo paisajista, como el de Chatsworth House, restaurado por Joseph Paxton, o el de Vaux-le-Vicomte, a cargo de Henri y Achille Duchêne. El estilo francés también dejó una impronta en el urbanismo, ya que el sistema creado por Le Nôtre de ejes, cuadrículas, glorietas y diagonales era muy propicio para el desarrollo de la planificación urbanística de las ciudades, como se aprecia en el diseño de la ciudad de Washington D. C., obra del ingeniero francés Pierre Charles L'Enfant, o en el ordenamiento de ciudades como Lusaka, Nairobi y Nueva Delhi, ejemplos del colonialismo británico, para el que le servía convenientemente un estilo imperial y propagandístico como el versallesco.

## Desarrollo geográfico

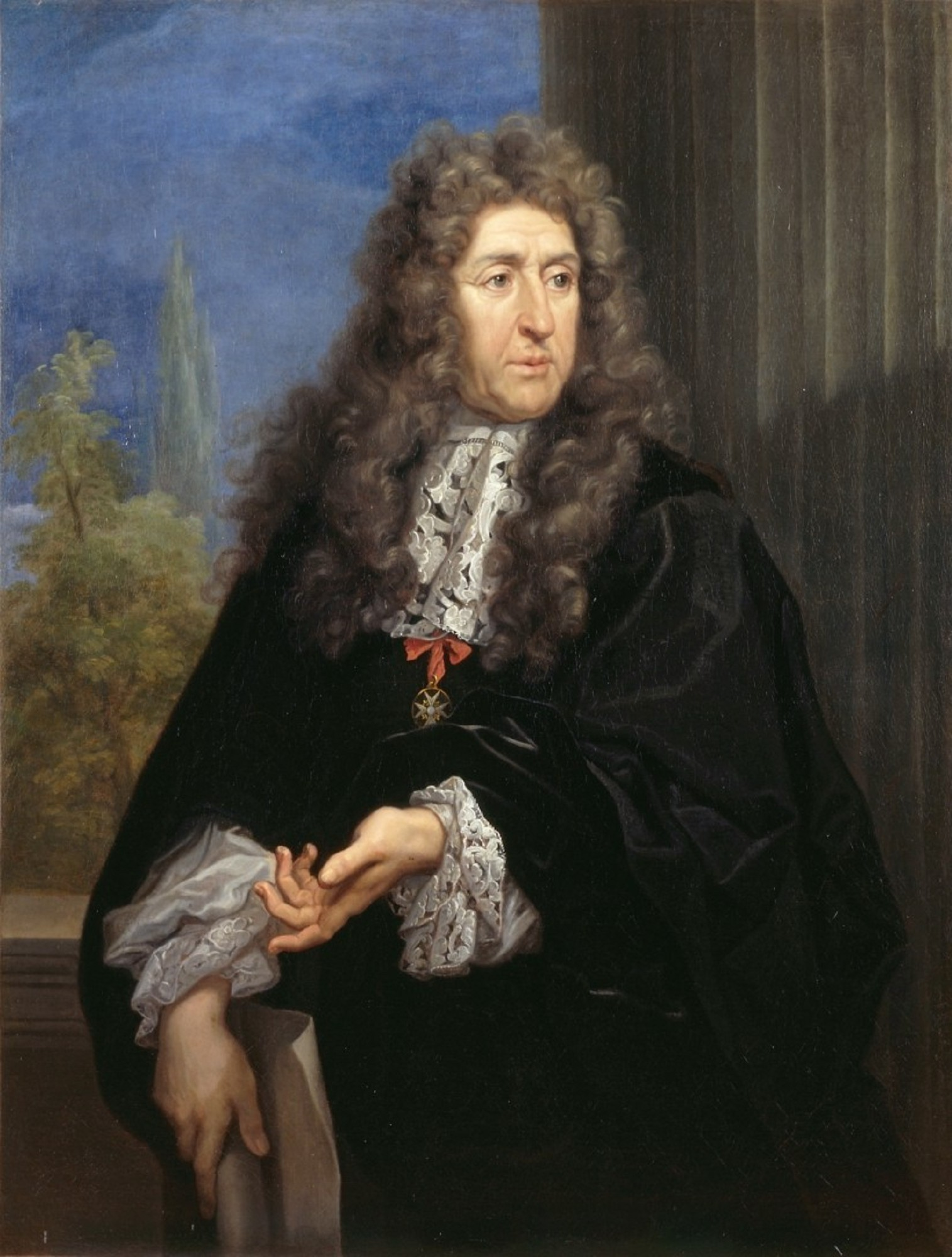
André Le Nôtre (1680), por Carlo Maratta.

### Francia
En Francia, el impulso otorgado por los Borbones a las grandes construcciones áulicas fomentó el desarrollo de numerosas artes complementarias de la arquitectura, desde las artes decorativas e industriales hasta la jardinería, considerada una extensión indisoluble de los complejos palaciegos y un signo más de la ostentación del poder real y aristocrático. El siglo XVII fue un período esplendoroso para la monarquía francesa —hasta el punto que fue denominado el Grand Siècle—, y Luis XIV, apodado el «Rey Sol», fue el ejemplo paradigmático del monarca absolutista, con todo el poder del estado en sus manos y todos los recursos necesarios para desarrollar un amplio programa constructivo y artístico que fuese el reflejo del esplendor real. La creación de un vasto conjunto palaciego tenía fines tanto políticos como propagandísticos, y la intención del rey de reunir a la nobleza en la corte perseguía controlar las posibles intrigas y rebeliones que habían sido endémicas en tiempos anteriores en el país. Por otro lado, la política mercantilista desarrollada por el ministro Colbert propició la industrialización de las creaciones artísticas como medio de financiar los programas áulicos desarrollados por Luis XIV y, al mismo tiempo, fomentar la gloria del monarca y potenciar su imagen en el extranjero.
En Francia, el Barroco tuvo un fuerte componente racionalista —en paralelo al racionalismo filosófico—, que derivó hacia unas formas artísticas de corte clasicista, el denominado clasicismo francés. La proliferación de castillos y palacios en la Francia seiscentista propició el desarrollo de la jardinería como complemento de estas construcciones, por lo que evolucionó con unas características distintivas y rápidamente señalables: el sometimiento de la naturaleza al dictado de la razón, lo que conllevó a la geometrización de las formas y un tipo de diseño racional y constreñido a unas determinadas medidas según el efecto buscado; apareció el parterre, zonas delimitadas compuestas de césped y pequeños setos de arbustos o flores; las zonas ajardinadas se complementaban con estanques y fuentes, y se decoran con estatuas y otros elementos artísticos; en general, se buscaban espacios amplios y diáfanos, sin obstáculos para la vista, con grandes avenidas y conjuntos fácilmente transitables. La principal premisa de este tipo de jardín era la de mejorar la naturaleza a través del arte. Estos factores generaron el denominado «jardín francés», que fue exportado a otros países y se convirtió en el ejemplo más arquetípico de la jardinería barroca.

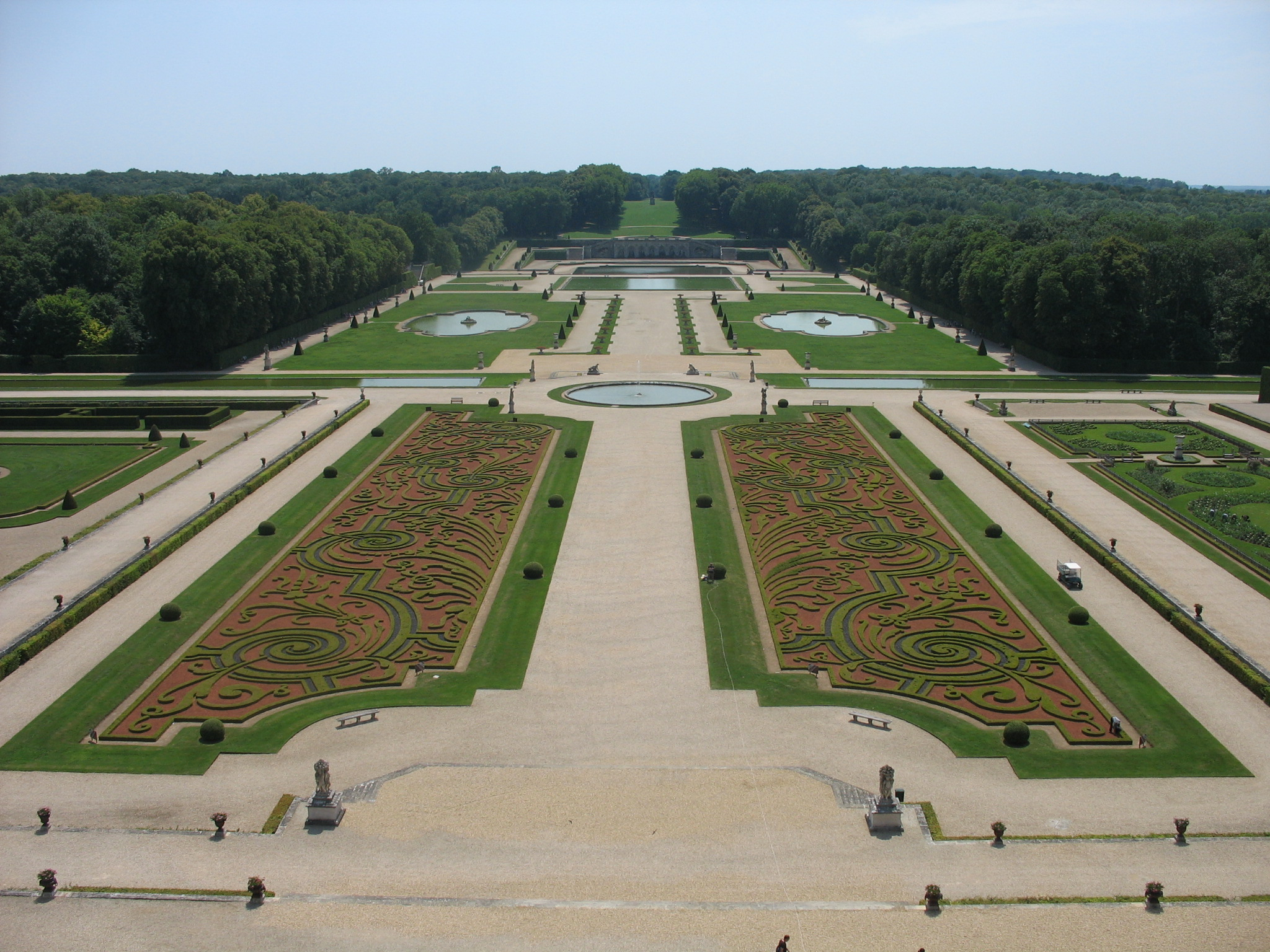
Jardín de Vaux-le-Vicomte.

La gran renovación del jardín francés corrió a cargo de André Le Nôtre: tras trabajar unos años en las Tullerías y en el Jardín de Luxemburgo, en 1656 recibió el encargo de diseñar el jardín del Palacio de Vaux-le-Vicomte, un magno proyecto del ministro de finanzas de Luis XIV, Nicolas Fouquet. El palacio, obra del arquitecto Louis Le Vau, se construyó en tan solo un año, y fue decorado con toda serie de lujos por Charles Le Brun. Le Nôtre estableció un eje central que partía del edificio principal del conjunto arquitectónico palaciego, con una amplia avenida que se perdía en el horizonte del paisaje. A ambos lados de esta avenida se situaban dos zonas de parterres, divididas a su vez en dos por una avenida transversal, en cuya intersección se encontraba un estanque con una fuente. Los parterres estaban diseñados en broderie, y se flanqueaban con bosquetes que enmarcaban la zona de parterres, de tal forma que la vista no se perdiese en los laterales y se fijase en la lejanía, lo que acentuaba el efecto de amplitud del jardín. Sin embargo, tal suntuosidad perjudicó a su propietario, ya que tras la fiesta de inauguración en 1661 Fouquet fue arrestado por apropiación de fondos públicos. Aun así, el jardín de Vaux-le-Vicomte tuvo un enorme éxito, y sentó cátedra para la futura planificación de jardines. El rey, que sin duda se había maravillado de la magnificencia del palacio y el jardín de Vaux, inició enseguida su propio proyecto palaciego, para lo que contó con Le Nôtre para el diseño del jardín.
El mismo año de la inauguración de Vaux-le-Vicomte y caída en desgracia de su propietario se iniciaron los trabajos del palacio y jardines de Versalles, la ópera magna de la monarquía borbónica y símbolo del poder absolutista. En Versalles existía anteriormente un coto de caza para la familia real, cuya construcción había sido ordenada por el padre del rey, Luis XIII. En dicho coto se acondicionó un pequeño jardín denominado el Petit Parc, supervisado por Jacques Boyceau, con una superficie de 93 ha. Con el nuevo proyecto la zona ajardinada —llamada Grand Parc— pasó a tener una superficie de 6500 ha, que se cercó con un muro de 43 km de longitud. Las obras de Versalles, en unos terrenos en buena parte pantanosos, conllevaron grandes trabajos de movimientos de tierras, en los que intervinieron hasta 30 000 soldados, así como grandes trabajos de ingeniería hidráulica para abastecer tanto la vegetación como las 2400 fuentes que se colocaron en todo el ámbito del jardín. Se importaron plantas y árboles de todos los lugares de Francia e incluso del extranjero: olmos, álamos y tilos de Flandes; castaños de Indias de Viena; rosas, jacintos y tulipanes de Holanda; lirios y narcisos de Turquía; claveles y naranjos de España.

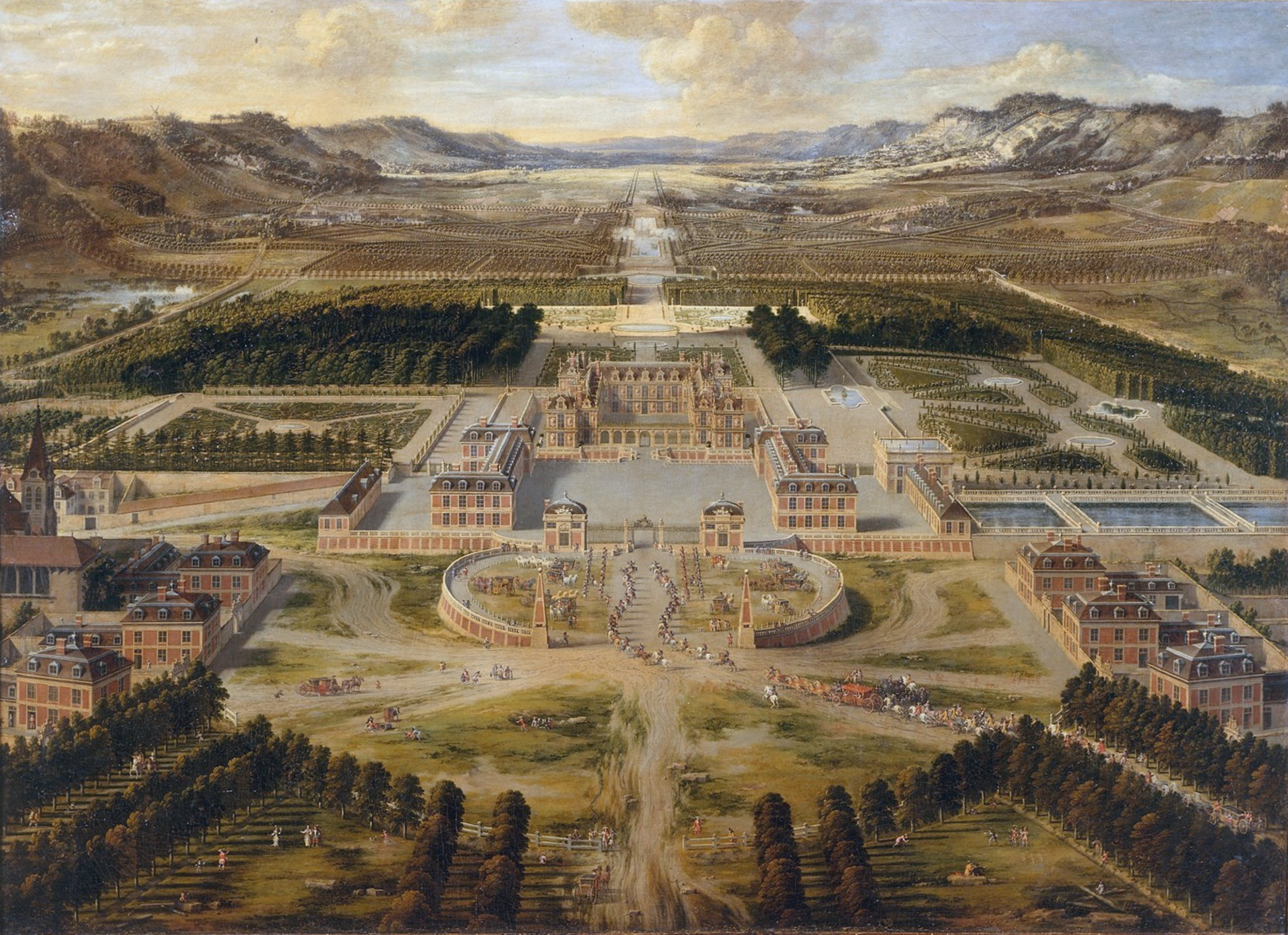
Vista aérea del palacio y jardines de Versalles, óleo de Pierre Patel de 1668, Musée du Château, Versalles.

La primera fase de construcción se realizó entre 1661 y 1680, en la que se plantaron 15 bosquetes, delimitados por avenidas, así como la mayoría de parterres. Desde la fachada del palacio partía un gran eje central del que surgían numerosas avenidas en sucesivas secciones del jardín. En primer lugar se hallaban dos estanques simétricos conocidos como «parterres de agua», a cuyos lados se situaban varios espacios de parterres de broderie (parterres norte y sur, de Latona y de la Orangerie), junto a varios estanques más (de Neptuno, del Dragón, de los Suizos y Baño de las Ninfas) y zonas de bosquete (del Rey, de la Reina, de la Concha, de los Baños de Apolo, de la Columnata, de la Cúpula, Quincunx norte y sur); a continuación aparecía el estanque de Apolo, y más adelante el Gran Canal, en forma de cruz, en cuyo lado norte se hallaba el antiguo pueblo de Trianon.
Entre las numerosas novedades de Versalles cabe destacar la ménagerie, un pequeño zoo compuesto de varios recintos con un edificio octogonal de dos pisos en el centro, el inferior decorado a modo de cueva artificial, y el superior que servía de observatorio para ver los animales alrededor. Se construyó en 1633 y fue derribado al cabo de treinta años. Igualmente novedosa fue la orangerie, un invernadero de naranjos y plantas exóticas, situado junto al parterre sur. Otro punto de interés fue la Gruta de Tetis, construida al lado del parterre norte entre 1664 y 1676, y destruida en 1684. Se diseñó como un ninfeo, con el interior decorado como una gruta submarina, con las paredes incrustadas de piedras, conchas y corales, y efectos de luz y sonido, con un órgano que imitaba el sonido del agua y el trino de los pájaros.
Los jardines de Versalles estaban cargados de un gran simbolismo: el recorrido partía desde el palacio, una construcción humana; seguía por la zona de parterres, donde la naturaleza se veía sometida a la intervención del hombre; y finalizaba en la zona de bosques, donde la naturaleza recobraba su aspecto salvaje. Así pues, se pasaba de lo artificial a lo natural, de la naturaleza dominada a la naturaleza libre, como expresión de que en última instancia la intervención del hombre es efímera. Otro aspecto simbólico fue el programa iconográfico desarrollado en los conjuntos escultóricos del parque, en el que se exaltaba el poder omnímodo del monarca: la fuente de Apolo es una clara identificación de Luis XIV, el Rey Sol, con Apolo, dios del sol en la mitología griega. Asimismo, la fuente de Latona, madre de Apolo y Diana, podía hacer referencia a la marquesa de Montespan, madre de varios hijos ilegítimos del monarca.

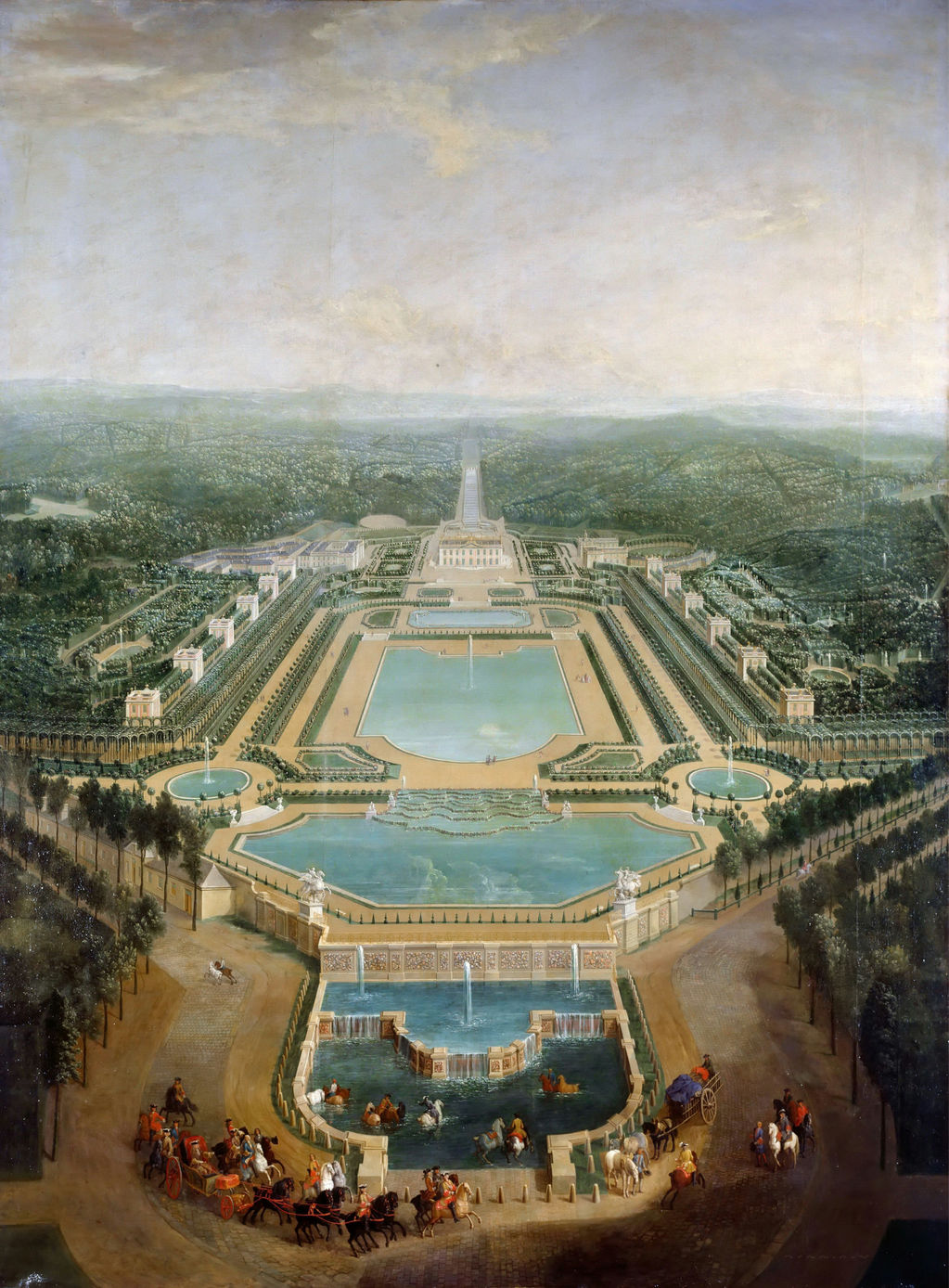
Jardín del Palacio de Marly, de Pierre-Denis Martin, 1724.

Los jardines se complementaron con una gran profusión de esculturas de los mejores artistas del momento —con un programa concebido por el pintor del rey, Charles Le Brun—, como las cuatro fuentes dedicadas a las estaciones, todas ellas de plomo dorado (Fuente de Ceres o del Verano, de Thomas Regnaudin, 1672-1679; Fuente de Saturno o del Invierno, de François Girardon, 1672-1677; Fuente de Flora o de la Primavera, de Jean-Baptiste Tuby, 1672-1679; Fuente de Baco o del Otoño, de Balthasar y Gaspard Marsy, 1672-1675). También destaca la Fuente de Apolo (1668-1670), con la figura del dios sobre una cuadriga tirada por cuatro caballos, obra de Jean-Baptiste Tuby que se encuentra en el centro del eje principal de los jardines. También merece destacarse el grupo escultórico del Baño de Apolo (o Apolo y las Ninfas, 1666-1675), obra en mármol de François Girardon, o el grupo de Los corceles del Sol, de Balthasar y Gaspard Marsy (1668-1675).
En 1685 se hizo cargo del proyecto el arquitecto Jules Hardouin-Mansart, que frente a la ordenación de la naturaleza preservando su idiosincrasia efectuada por Le Nôtre hizo una actuación de índole más arquitectónica, con espacios claramente delimitados con taludes de césped. Mansart otorgó un aire más neoclásico al conjunto, con lo que se perdió buena parte del proyecto original de Le Nôtre —entre otras cosas el magnífico laberinto diseñado por el gran jardinero—. La expansión de Versalles conllevó la demolición del pueblo vecino de Trianon, en cuyo lugar se construyeron varios palacetes, como el Trianon de Porcelaine, diseñado por Louis Le Vau en 1670; el Trianon de Marbre, posteriormente llamado Grand Trianon, construido por Jules Hardoin-Mansart en 1687; y el Petit Trianon, edificado entre 1763 y 1767 por Ange-Jacques Gabriel. Durante todo el proceso de construcción el rey estuvo muy al tanto del progreso de su jardín, e intervino activamente en muchos detalles de su diseño. Estaba tan orgulloso de su creación que incluso escribió una guía para la visita del jardín, Manière de montrer les jardins de Versailles, de la que hizo seis versiones entre 1689 y 1705.
Tras la muerte de Luis XIV los jardines sufrieron varias modificaciones, y las posteriores intervenciones fueron encaminadas hacia la nueva moda del jardín de paisaje inglés. Sin embargo, Versalles influyó poderosamente en otros grandes proyectos de jardinería, y fue copiado por las grandes cortes monárquicas europeas, con exponentes como los jardines de Schönbrunn (Viena), La Granja (Segovia), Het Loo (Apeldoorn), Drottningholm (Estocolmo), Peterhof (San Petersburgo), Caserta (Campania), Herrenhausen (Hanóver), etc. También influyó en el urbanismo, y su traza se vislumbra claramente en el diseño de la ciudad de Washington D. C., obra del ingeniero francés Pierre Charles L'Enfant. Por último, su estela se percibe aún en el siglo XIX en el Palacio de Herrenchiemsee, construido por Luis II de Baviera en una isla del lago Chiem.

Jardines de Versalles
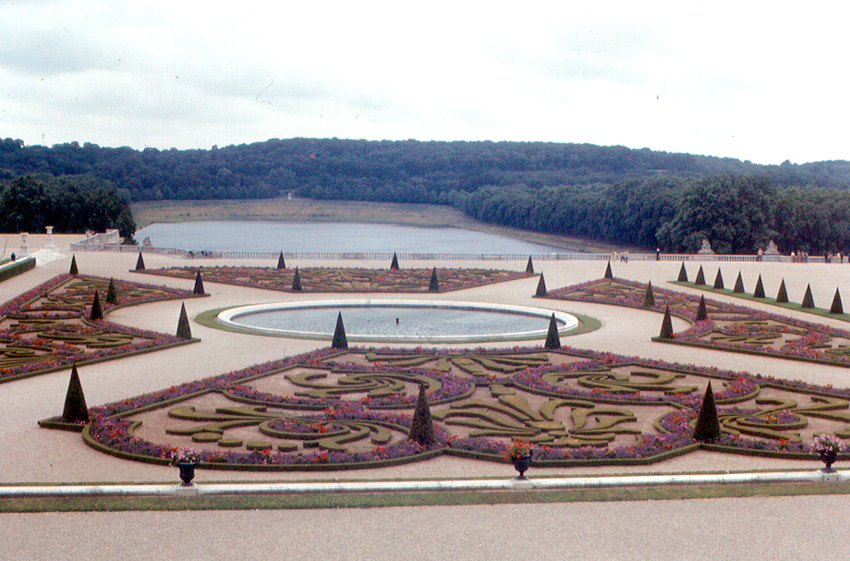
Vista del jardín meridional.
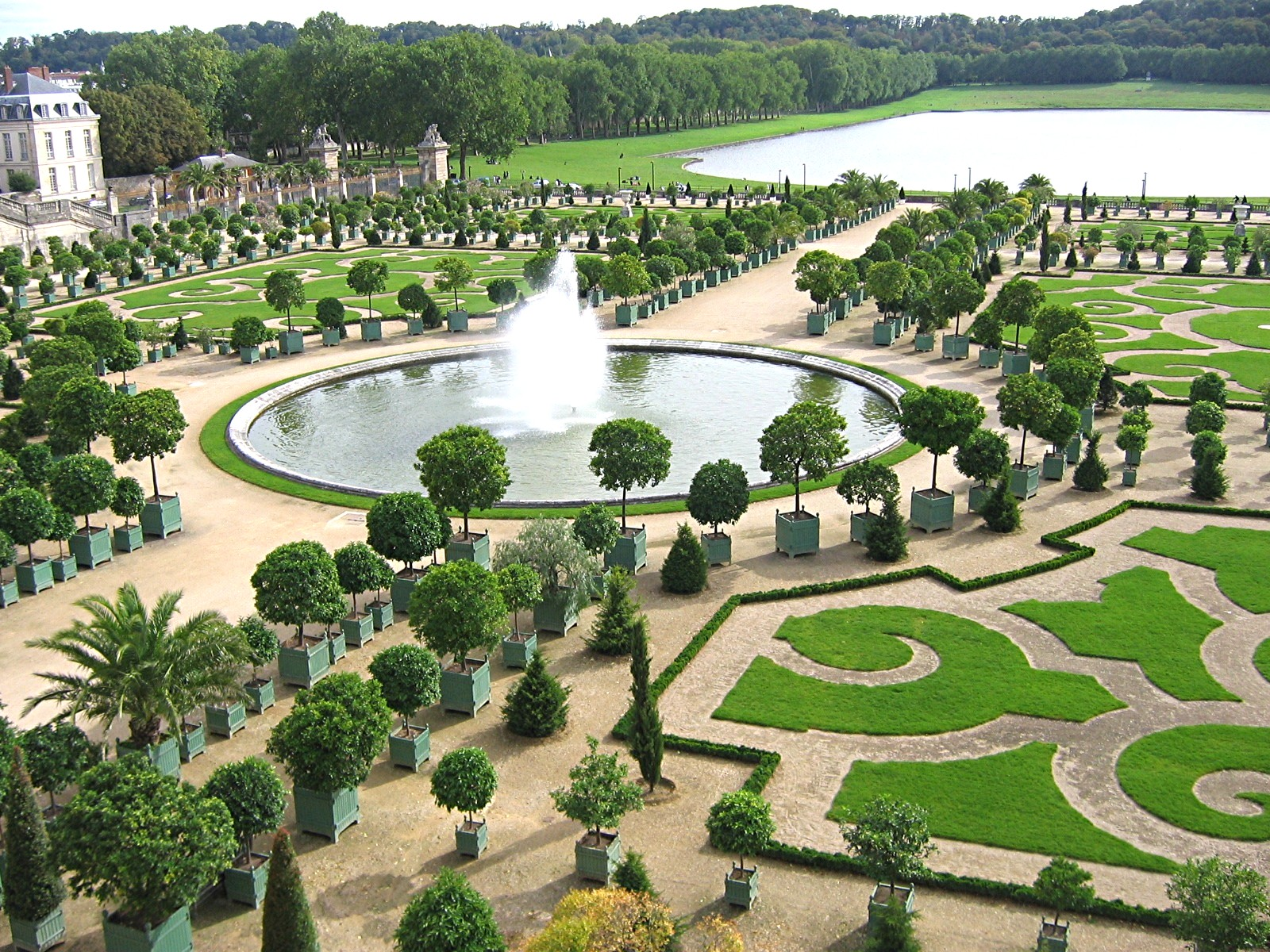
La Orangerie con la Pièce d'Eau des Suisses al fondo.
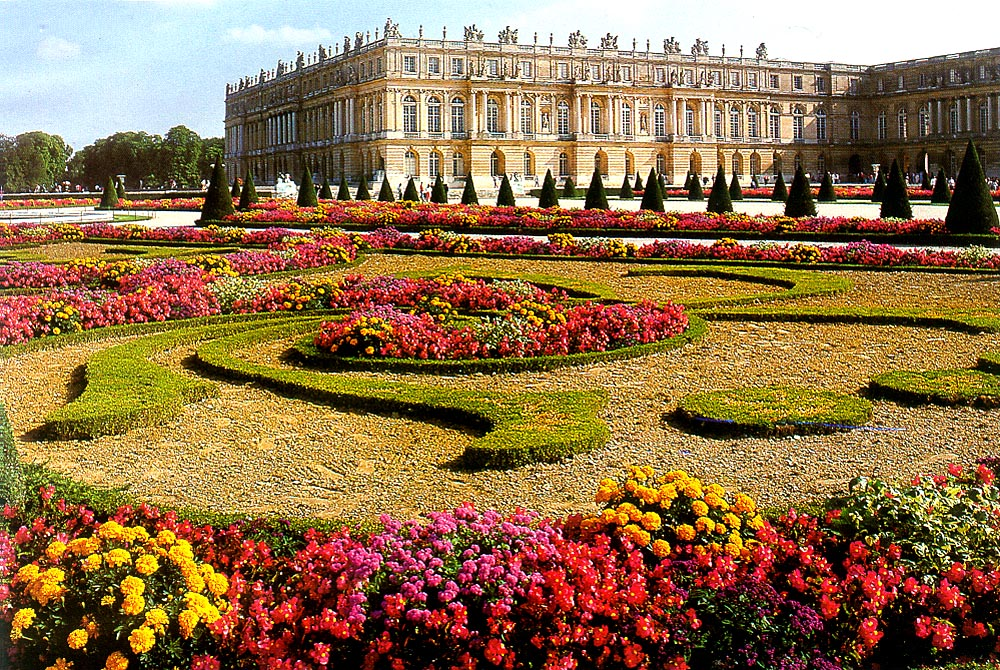
Fachada sudoeste.
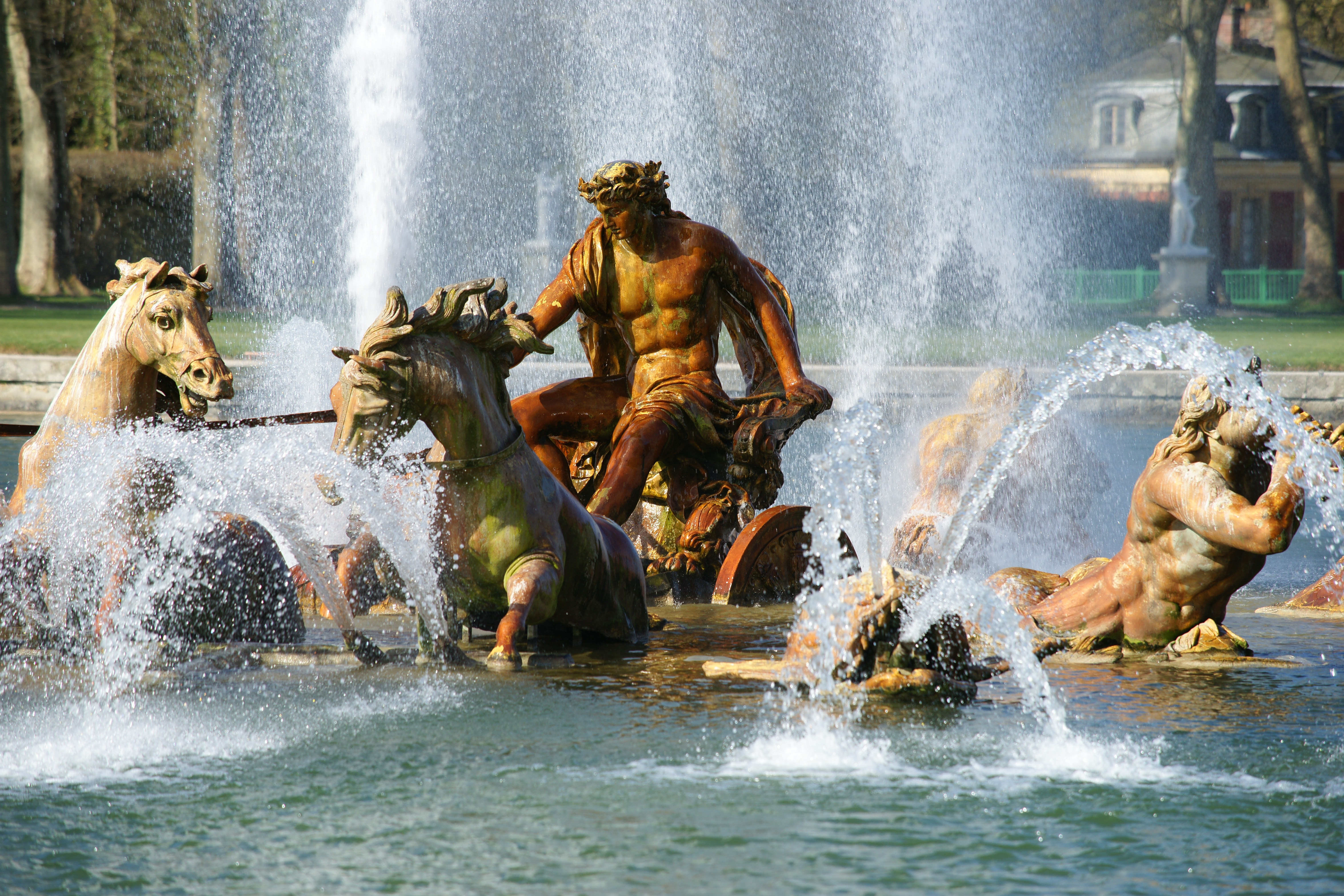
Fuente de Apolo.
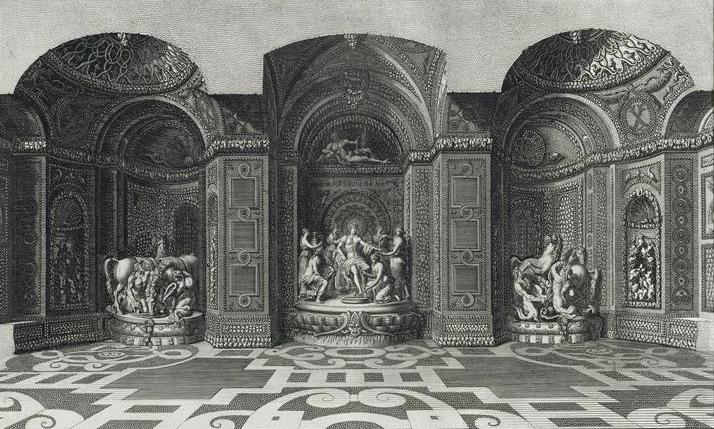
Vista del interior de la Gruta de Tetis, por Jean Le Pautre, 1676.

Tras su intervención en los jardines de Versalles, Le Nôtre diseñó en 1663 el jardín del Castillo de Chantilly para el príncipe Luis II de Condé. Al igual que en los jardines reales, proyectó un sistema de canales de gran tamaño, el principal de los cuales, el Grand Canal, tenía un recorrido paralelo a la fachada del palacio y desembocaba en un estanque, alimentado a través de una cascada por un arroyo de montaña. En su parte central el Grand Canal se ensanchaba, y en sus laterales se hallaban sendos parterres de agua con fuentes. El resto de la superficie vegetal se componía de césped, eras y alamedas, aunque el elemento principal en este jardín era el agua, a la que Le Nôtre otorgó cada vez más importancia.
Le Nôtre volvió a trabajar para el rey en los jardines de dos palacetes situados cerca de Versalles, Marly y Clagny. El Palacio de Marly fue construido entre 1676 y 1686 por Jules Hardouin-Mansart. El jardín se situó en una vaguada, donde la corriente de agua constituyó el eje principal del terreno, y en cuyo lugar se acondicionaron cuatro grandes estanques en línea con la fachada del palacio. En torno a los estanques se establecieron varias avenidas, flanqueadas por un conjunto de doce pabellones dedicados a los signos del zodíaco. El Palacio de Clagny fue igualmente obra de Mansart, terminado en 1680. Le Nôtre diseñó el jardín en función del efecto de lejanía, como en Vaux-le-Vicomte. En el eje principal situó un lago con un islote en medio, flanqueado de parterres y bosquetes. El palacio fue derribado en 1769, y actualmente no queda nada del jardín, que se conoce solo por un plano.
Otras obras de Le Nôtre fueron: el jardín del Palacio de Saint-Cloud, proyectado para Felipe I de Orleans, que destaca por su cascada monumental construida entre 1667 y 1697 por Antoine Le Pautre y François Mansart; el jardín del Palacio de Sceaux, que diseñó en 1670 para Jean-Baptiste Colbert, ministro del rey, con un magnífico conjunto de parterres, bosquetes y cascadas de los que solo subsisten el gran canal y zonas de césped; por último, entre 1679 y 1691 intervino en la reforma de los jardines del Château de Meudon para el ministro Louvois. Otros jardines franceses a destacar son: el jardín del Palacio de la Berbie en Albi, una residencia episcopal de origen medieval donde en el siglo XVII se configuró un jardín barroco, que destaca por sus parterres de configuración geométrica situados junto a caminos de grava, además de bancos de césped, cenadores y diversos elementos más que ensalzan el carácter lúdico del jardín. El Jardín de la Fontaine en Nîmes fue configurado en el siglo XVIII por el arquitecto militar Jacques-Philippe Mareschal, y destaca por sus sistema de terrazas con fuentes, además de sus eras de flores de intenso colorido y sus árboles frondosos, generalmente pinos y cedros.

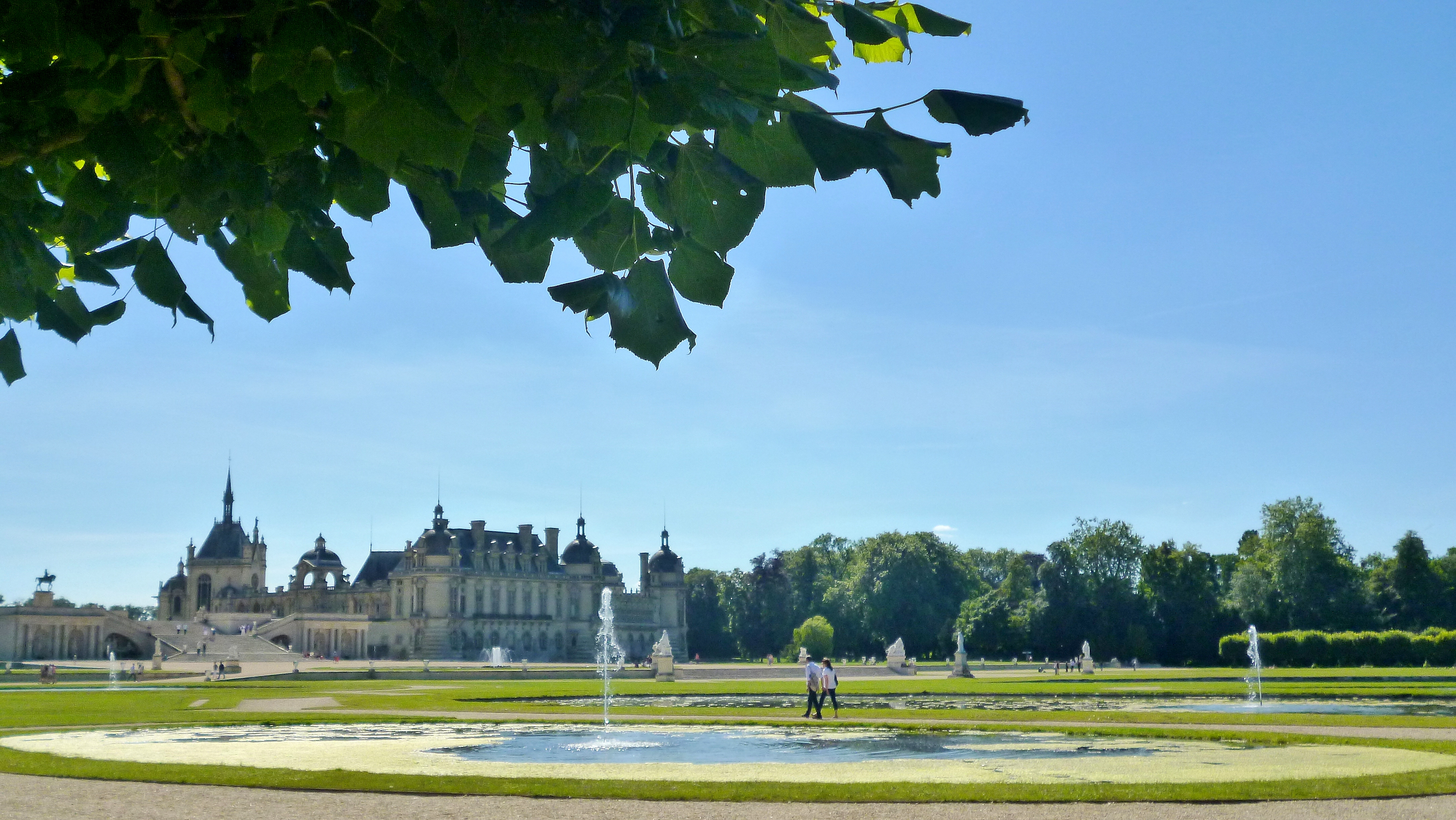
Castillo de Chantilly.
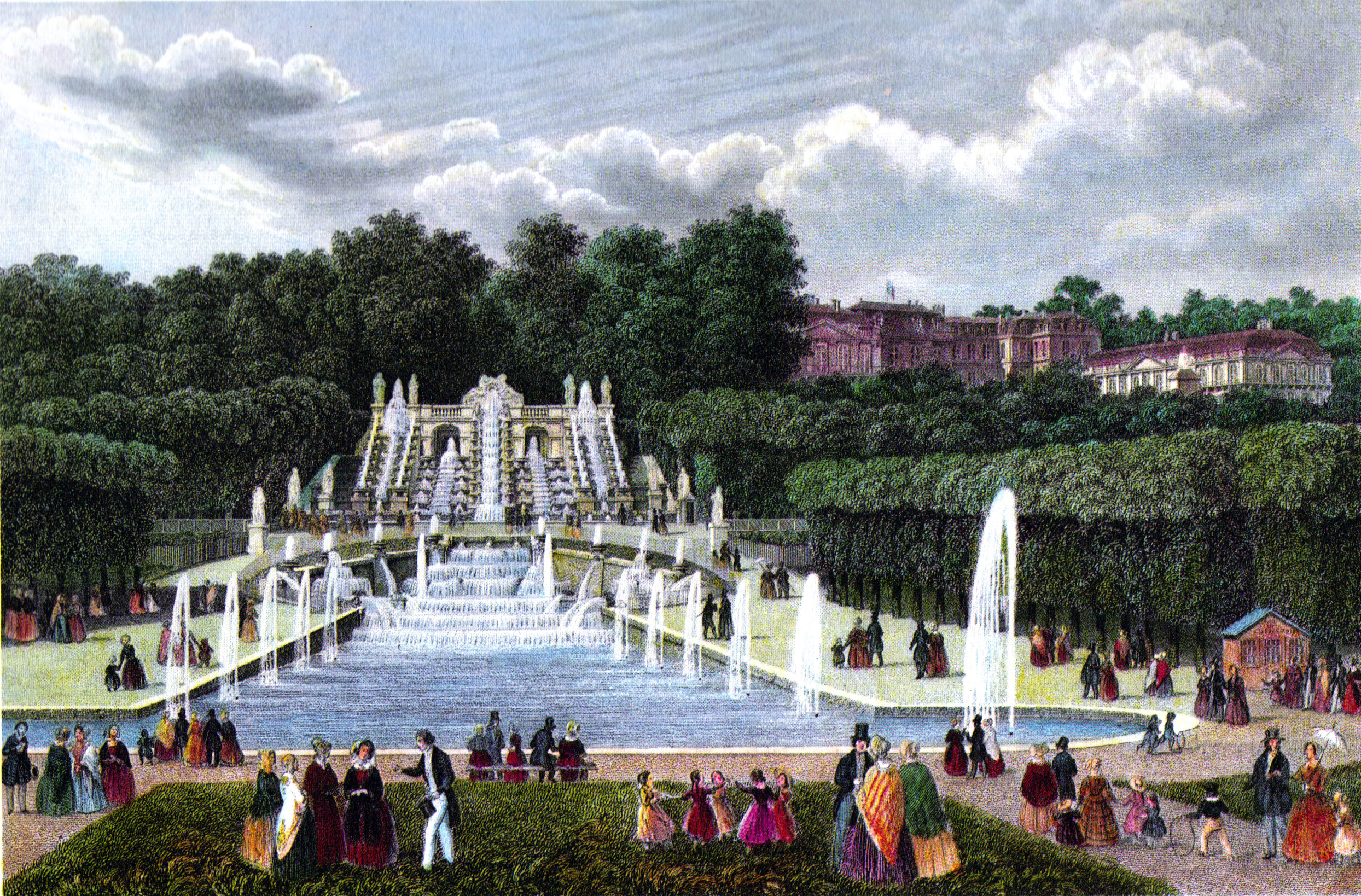
Palacio de Saint-Cloud.
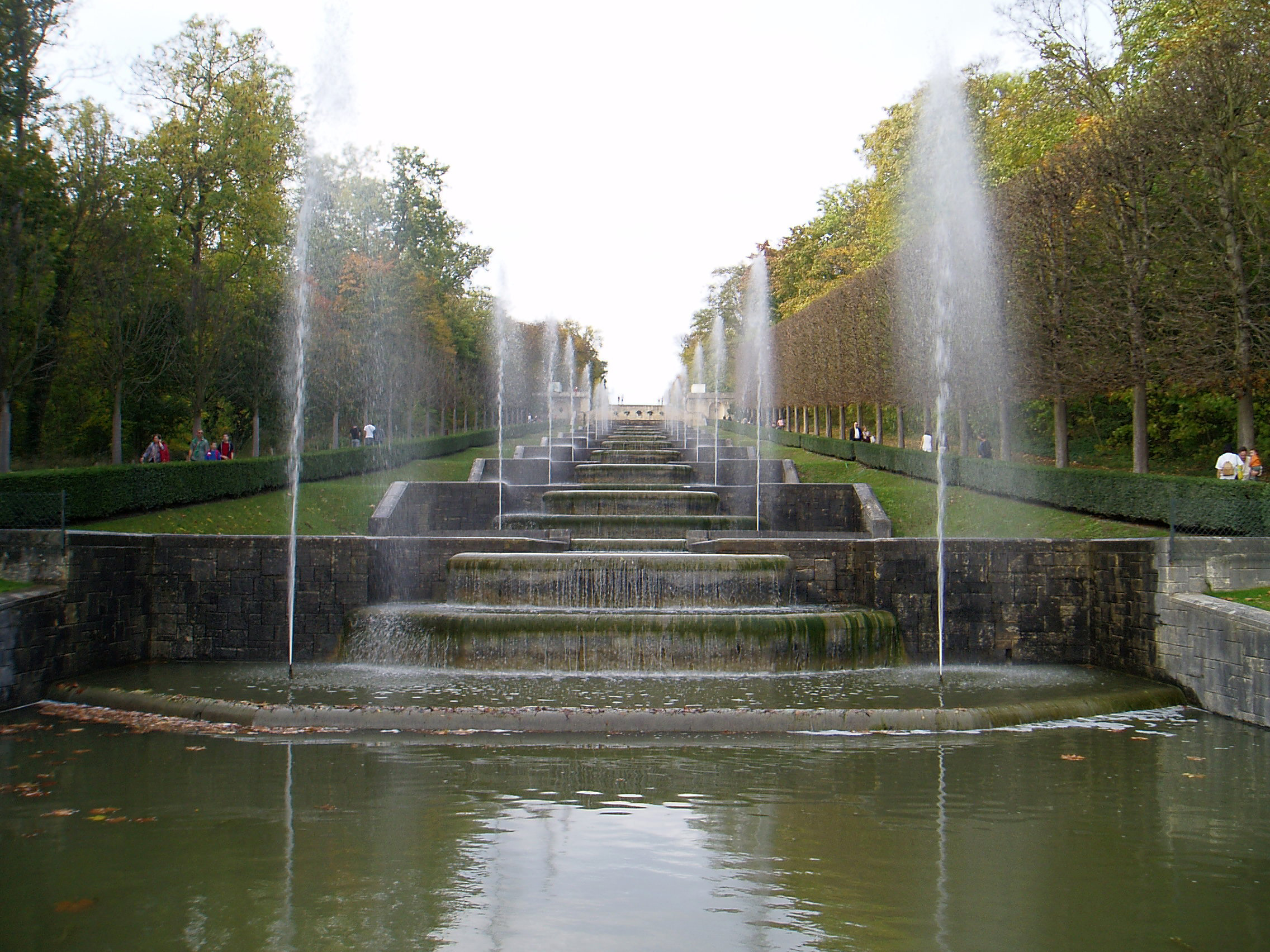
Palacio de Sceaux.
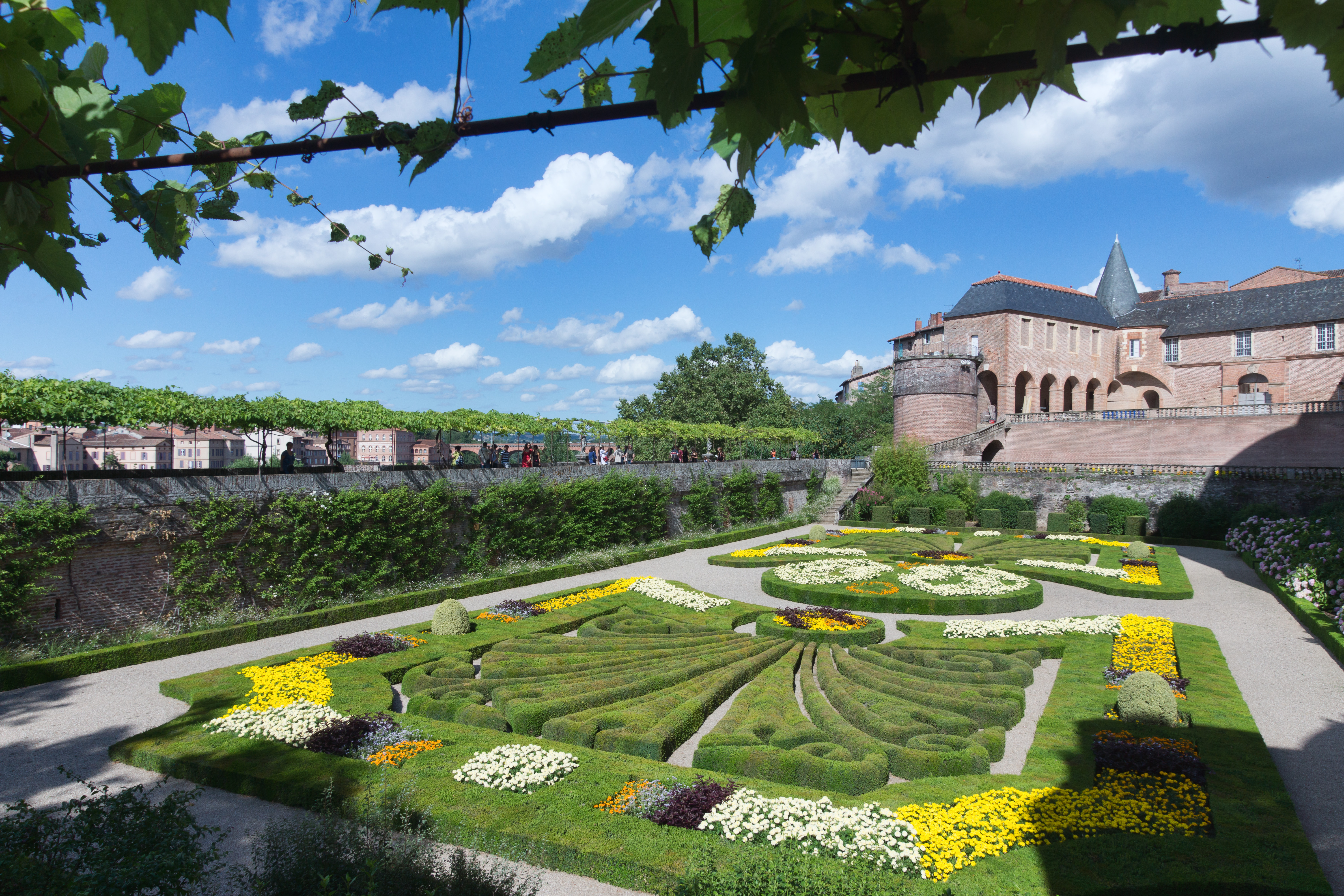
Palacio de la Berbie, Albi.
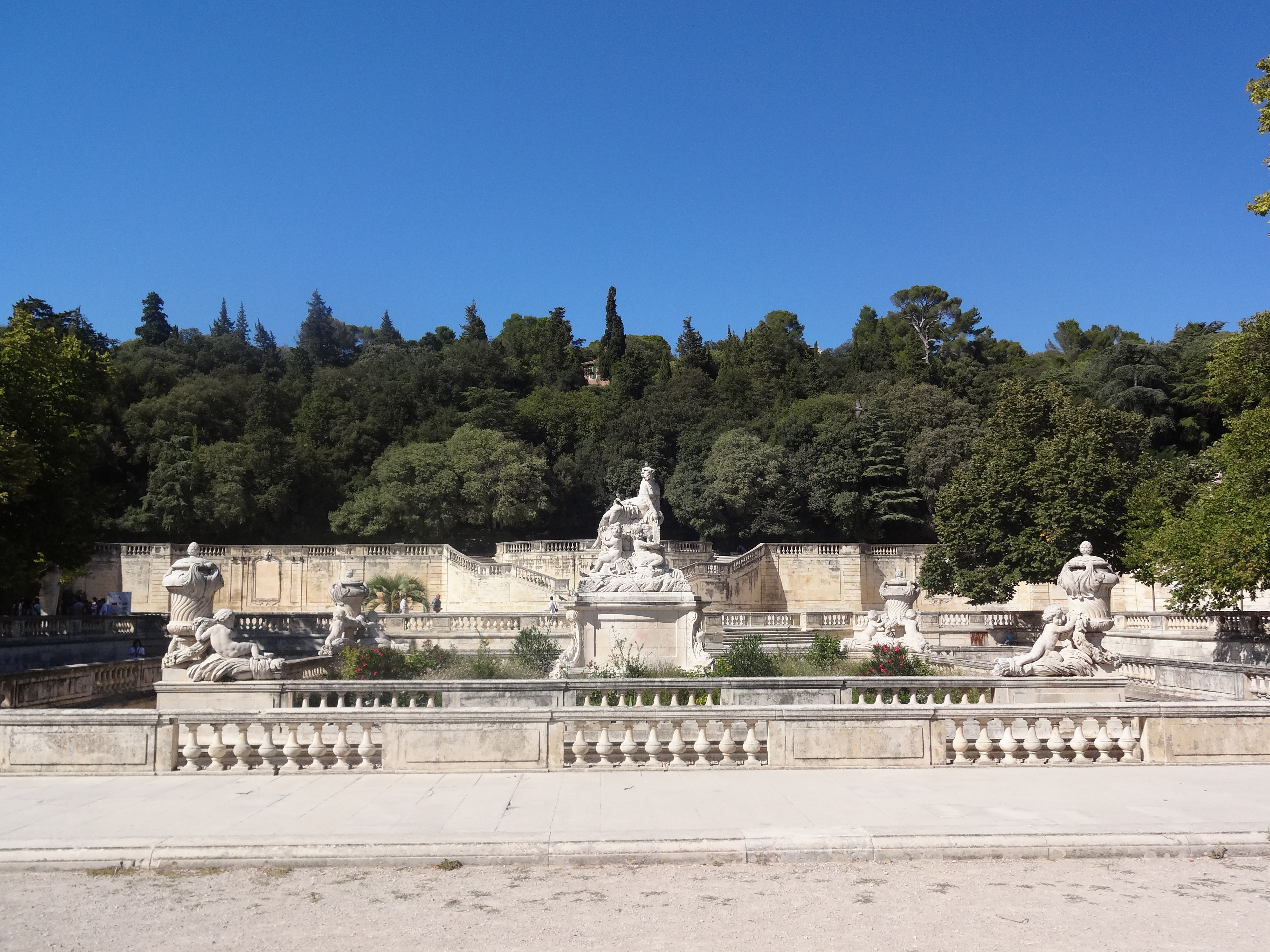
Jardín de la Fontaine, Nîmes.

### Italia

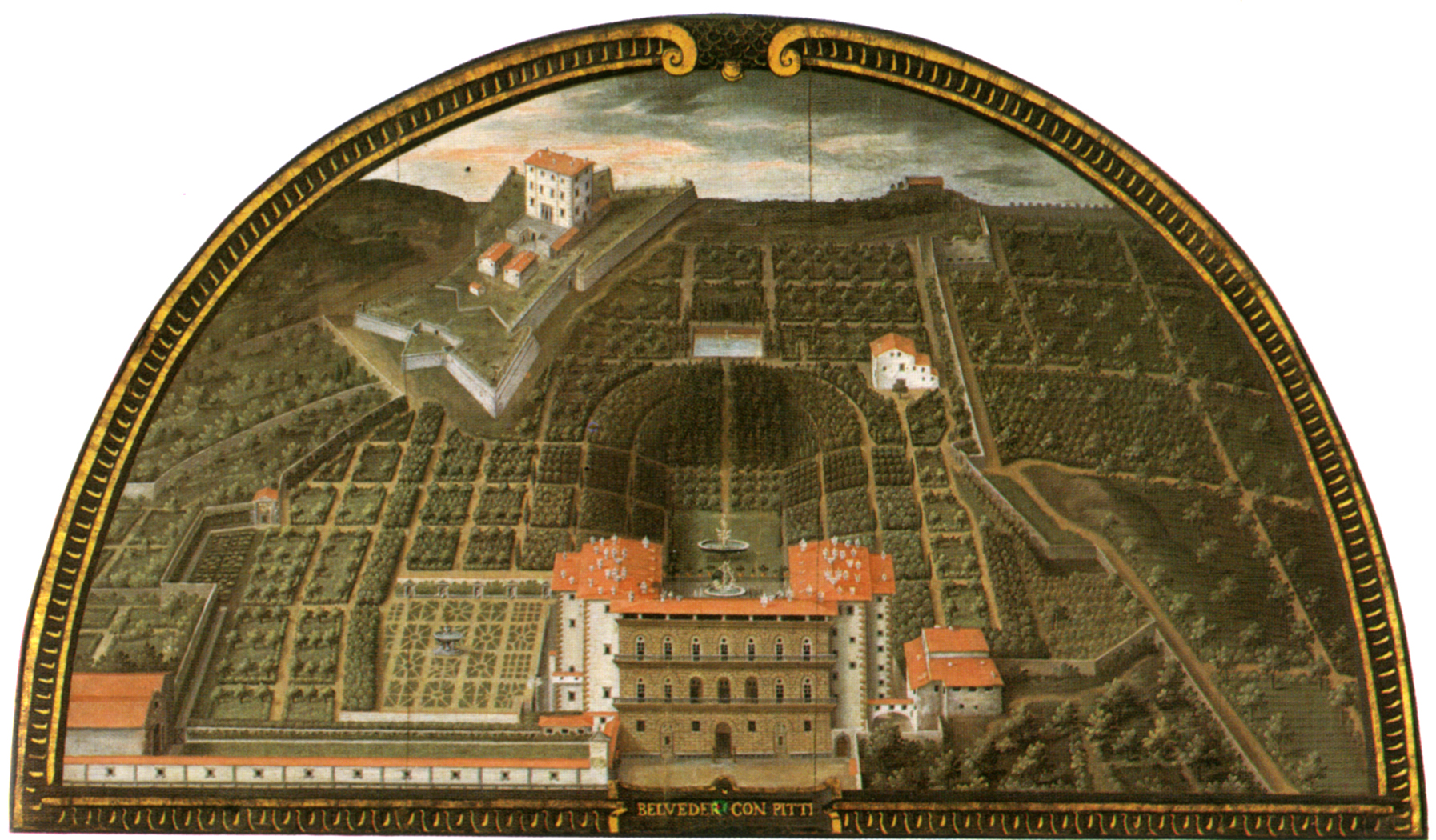
Vista aérea del Jardín Boboli de Florencia, pintura de Giusto Utens de 1600, Museo Topografico Firenze com'era.

Italia fue la cuna del arte barroco, gracias principalmente al mecenazgo de la Iglesia y a los grandes programas arquitectónicos y urbanísticos desarrollados por la sede pontificia, deseosa de mostrar al mundo su victoria contra la Reforma. Durante el Renacimiento se desarrolló notablemente la jardinería en este país, hasta el punto de que suele denominarse como «jardín italiano» al principal modelo de jardín renacentista, concebido por lo general mediante un diseño estructurado, de composición geométrica, construido sobre terrazas con escalinatas, como el Jardín del Belvedere, de Bramante, o la Villa Madama, de Rafael. Este esquema continuó durante buena parte del siglo XVII, aunque poco a poco se fue introduciendo la influencia del jardín francés.
Algunos jardines fueron iniciados como renacentistas y finalizados en estilo barroco, como el Jardín Boboli de Florencia, cuyas obras comenzaron en 1549 por orden de Leonor de Toledo, la mujer de Cosme I de Médici, bajo la dirección del arquitecto paisajista Niccolò Tribolo, que acondicionó el valle situado detrás del Palazzo Pitti, y configuró un jardín en forma de anfiteatro, con un eje central que lo dividía en dos partes simétricas. Sin embargo, este trazado cambió con los años, y en 1618 Alfonso Parigi realizó una serie de modificaciones que lo transformaron en un jardín plenamente barroco, con unos ejes viarios más amplios y una composición más simétrica, y con la construcción de un estanque ovalado con una isla artificial en el centro, donde se situó la Fuente del Océano, obra del escultor Giambologna.
En Italia la jardinería se desarrolló especialmente en las villas, un modelo de finca rústica compuesto de un palacio rodeado de prados y jardines, generalmente cerca de las ciudades, donde las familias nobles pasaban sus temporadas de ocio y descanso. Este modelo procedía de época romana, y fue muy difundido durante el Renacimiento, período en el que muchos de estos conjuntos fueron diseñados por los más afamados arquitectos del momento. Este esquema pervivió en el barroco italiano, y de entre las muchas villas construidas en este período convendría remarcar las siguientes:

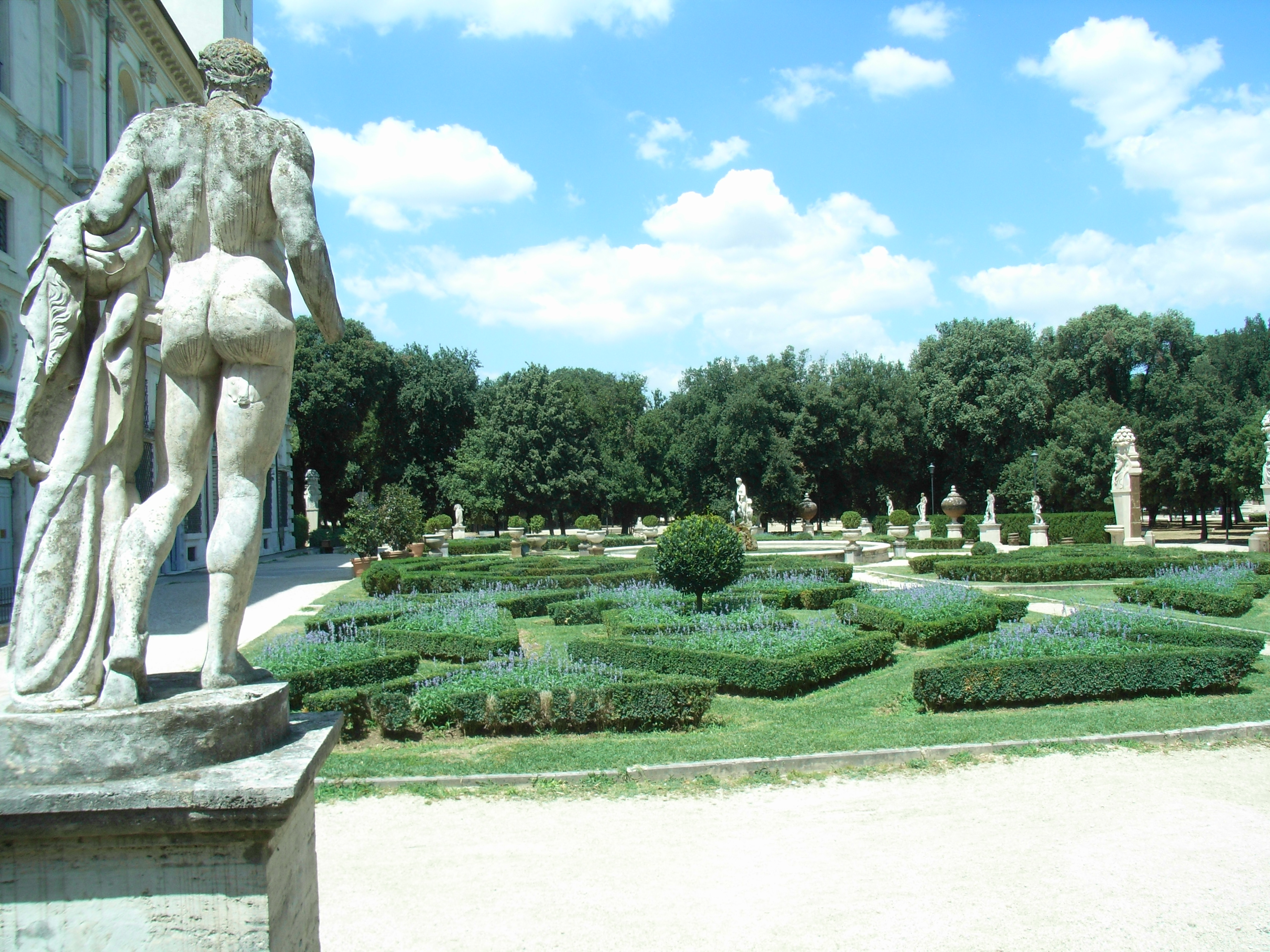
Jardín de la Villa Borghese.

- Villa Montalto (Roma): fue promovida por el papa Sixto V, dentro de un plan de transformación urbanística de la ciudad. Lo más remarcable fue su planimetría, que daba más importancia a los focos visuales que a la formulación del espacio: desde la entrada principal partían tres avenidas en forma radial, la central de las cuales conducía a un casino, donde se hallaba una plaza semicircular con una alberca; de aquí partía una avenida de cipreses que se cruzaba con una vía transversal, donde se situaba una fuente. Actualmente ya no existe, y en su lugar se halla la estación central romana (Stazione Termini).[50]
- Villa Borghese (Roma): fue una iniciativa del cardenal Scipione Caffarelli Borghese, sobrino de Paulo V, construida entre 1613 y 1616 en una zona de viñedos delante de la Porta Pinciana. El trazado de avenidas se inspiró en la Villa Montalto, aunque la avenida principal no conducía al casino, sino a un estanque donde posteriormente se colocó una fuente denominada de los Caballos Marinos, obra de Christoph Unterberger ejecutada en 1770. A continuación la avenida principal se cruzaba con un eje transversal que conducía al casino, obra del flamenco Giovanni Vasanzio (actualmente un museo, la Galería Borghese), en cuya parte posterior se hallaban los giardini segreti,[nota 9] compuestos de naranjos y hierbas medicinales. A partir de aquí se encontraban diversos jardines ornamentales, bosques, grutas, pabellones e incluso un parque zoológico. En el siglo XVIII se efectuó una remodelación que lo convirtió en un jardín de tipo inglés.[51]
- Villa Doria Pamphili (Roma): esta villa con un jardín de 9 km² situada en el Gianicolo fue diseñada por Alessandro Algardi en 1644 para el príncipe Camillo Pamphili, sobrino de Inocencio X. Se convirtió en el parque más grande de Roma, con predominio de zonas de bosquetes, y el palacio en un lugar apartado, alejado de la zona central, como en la Villa Borghese. La avenida principal conduce a una fuente y a una zona de parterres bordados, mientras que en la terraza superior se encontraba un jardín ornamental y un anfiteatro. Otra avenida conduce a una rotonda con una fuente, donde se hallaba una casa de recreo, el Casino della famiglia, junto a un giardino segreto; destruido el casino en 1849, en su lugar se construyó un arco de triunfo. A mediados del siglo XIX el parque se transformó en un jardín de paisaje inglés.[52]

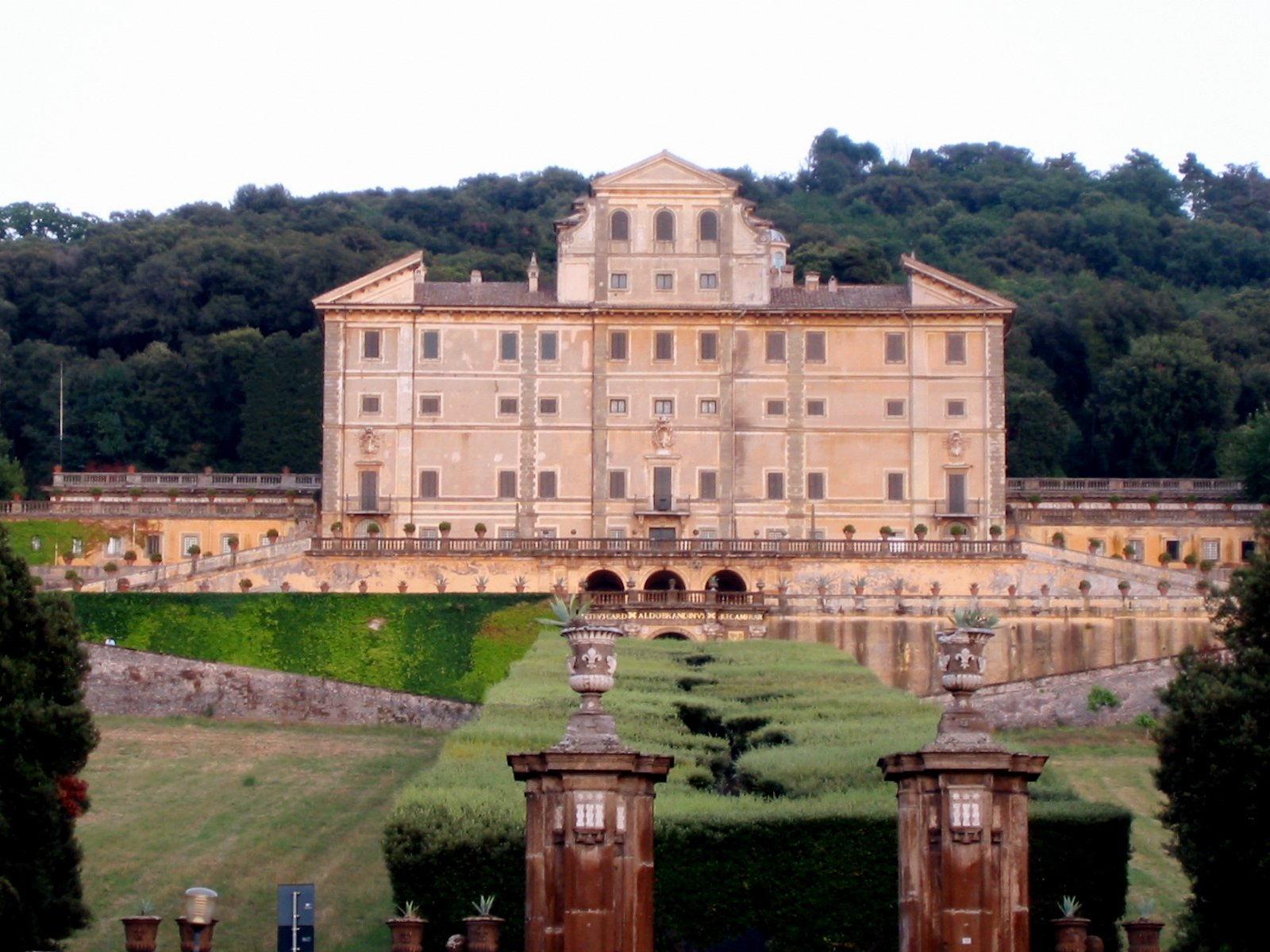
Villa Aldobrandini.

- Villa Aldobrandini (Frascati): la localidad de Frascati, cercana a Roma, era desde tiempos antiguos muy valorada como residencia de verano —el mismo César tuvo una villa rural en este lugar—, por lo que en sus terrenos proliferaron las villas. Entre 1548 y 1607 se construyeron unas diez villas de familias nobles romanas, de entre las cuales destaca la Villa Aldobrandini, construida por Pietro Aldobrandini, sobrino de Clemente VIII. El proyecto arquitectónico fue encargado en 1598 a Giacomo della Porta, y a su muerte continuó su labor Carlo Maderno, quien finalizó los trabajos en 1604.[53] El palacio, de estilo manierista, se eleva sobre una serie de terrazas practicables a través de una rampa curvada de dos tramos, mientras que el resto del jardín asciende de forma escarpada. En el inicio de la rampa se sitúa una exedra con el Teatro del Agua, una célebre construcción en forma de hemiciclo con cinco nichos de arco de medio punto entre columnas, decorados con relieves y esculturas de figuras mitológicas, entre las que destaca Atlas, que recibe el agua de la escalera superior y la conduce a una alberca. En el jardín superior, enmarcado entre dos columnas de Hércules, se encuentran dos fuentes, la Fontana Rustica y la Fontana di Natura, que junto a la exuberante vegetación convierten este jardín en un vergel que alude al Paraíso, como sugiere la decoración del palacio, con frescos que aluden al Parnaso.[54]
- Castillo Ruspoli (Vignanello): en esta localidad cercana a Viterbo se construyó a principios del siglo XVIII la residencia rural de la familia Ruspoli, gracias a la iniciativa del conde Francesco Marescotti Ruspoli, donde destaca un amplio jardín de parterres bordados de setos de boj, al más puro estilo barroco, que aún hoy se conserva tal como fue diseñado.[55]
- Villa La Pietra (Florencia): fue una iniciativa del cardenal Luigi Capponi, con un jardín formado por varias terrazas alrededor de un eje central, festoneadas de pérgolas, fuentes y albercas, así como de una serie de columnatas con esculturas que convierten el jardín en un gran decorado al aire libre. La vegetación se compone de pinos, cipreses recortados y setos de boj, y destaca en la terraza inferior un conjunto de bojes en anillos concéntricos que circundan una alberca con una fuente en el centro. El jardín fue restaurado en el siglo XX por el inglés Arthur Acton, que introdujo numerosas novedades.[56]
- Villa Torrigiani (Camigliano): en esta localidad cercana a Lucca elaboró un proyecto de jardín el gran renovador del jardín francés, André Le Nôtre, en un viaje de regreso a su país desde Roma en 1679. Frente a la fachada principal del palacio se hallaban dos zonas de parterres bordados, con eras de boj y el suelo recubierto de piedras de colores, elemento típicamente francés que se introdujo en Italia por primera vez en este jardín. En una zona se encuentra un espacio rodeado de un muro que contiene el giardino segreto, con varias eras de flores y setos de boj, que conduce a la Gruta de los Siete Vientos, personificados en sendas esculturas alegóricas. La parte principal del jardín se transformó en el siglo XIX en un jardín inglés.[57]
- Villa Mansi (Segromigno): en esta localidad toscana cercana a la anterior se encuentra esta villa, construida entre 1634 y 1635 por el arquitecto Muzio Oddi para la condesa Felice Cenami. En el siglo XVIII pasó a ser propiedad de Ottavio Guido Mansi, quien encargó a Filippo Juvara un nuevo jardín, que resolvió en dos secciones con pérgolas, fuentes y diversos tramos de parras enanas, así como dos albercas con balaustradas decoradas con estatuas. En un bosquete lateral se encuentra el grupo escultórico Diana bañándose, junto a una arcada en ruinas. La mayor parte de este jardín se transformó al estilo inglés.[58]

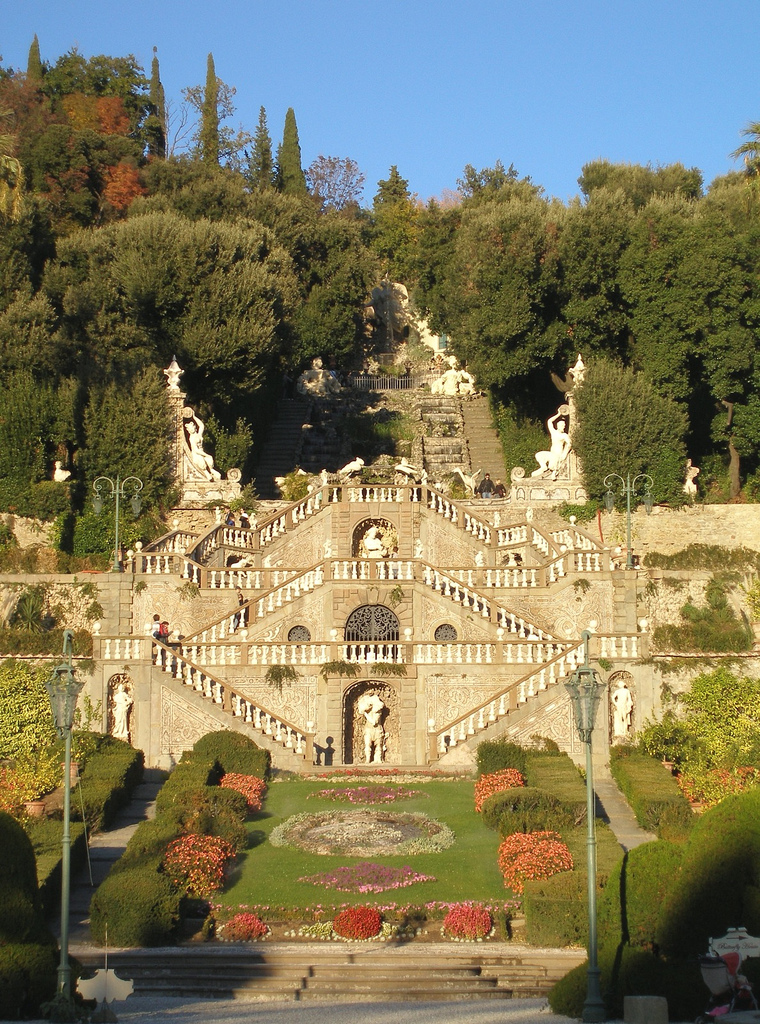
Villa Garzoni.

- Villa Garzoni (Collodi): en esta localidad igualmente cercana a Lucca se construyó entre 1633 y 1692 este jardín, concebido por el mismo propietario, el marqués Romano Garzoni. Es uno de los pocos jardines barrocos italianos que se ha conservado en su integridad. El jardín se halla en una ladera escarpada, alrededor de un eje central compuesto de una escalera simétrica de doble tramo. En la parte inferior se sitúa una era bordeada de setos de boj y poblada de coloridas plantas (lavanda, romero, erica, clavel), junto a dos albercas de forma orbicular, una de ellas cubierta de nenúfares. Ascendiendo por la escalera se encuentra a medio camino la Gruta de Neptuno, de estructura conquiforme, junto a numerosas fuentes de pequeño tamaño; de aquí parten dos avenidas, una poblada de palmeras y otra jalonada de esculturas. Por último, en la parte superior se halla la Piscina de la Fama, un estanque cercado por una arcada y poblado de nenúfares, coronado por la estatua de la Fama.[59]
- Jardín de la Isola Bella (Lago Maggiore): en este lago alpino se encuentran las islas Borromeas, en la mayor de las cuales, la Isola Bella, se construyó un castillo con jardines en 1630 para el conde Carlo II Borromeo, obra de Angelo Crivelli, al que sucedió Pietro Antonio Barca, quien trabajó en su construcción hasta 1671.[60] El jardín se encuentra en el lado este, y asciende en forma escalonada a lo largo de diez terrazas, con un trazado piramidal. Cada terraza estaba poblada de setos bajos y limoneros, junto a árboles silvestres y otros podados en topiaria, zonas de césped, albercas y parterres. Los muros se jalonan de macetas y estatuas, y en la parte superior se halla una gruta de tres pisos, coronada por un unicornio, el lema heráldico de los Borromeo. Los jardines sufrieron numerosas modificaciones, y en la actualidad poco queda del inicial jardín barroco.[61]
- Villa Pisani (Stra): en esta localidad véneta se construyó un gran palacio con motivo de la entronización del dux Alvise Pisani en 1730. El edificio, de estilo palladiano, fue obra de Gerolamo Frigimelica, cuya fachada se realza con un gran canal ribeteado de esculturas, que desemboca en una alberca ovalada. Alrededor de este eje se estructura el jardín, de clara influencia francesa, con parterres bordados y zonas de bosquete, así como un laberinto, un mirador y diversos pabellones. A la muerte de Frigimelica en 1732 se hizo cargo de los trabajos Francesco Maria Preti, que finalizó las obras en 1740. En el siglo XIX se efectuó una remodelación del jardín, que supuso la pérdida de los parterres.[62]
- Palacio Real de Caserta: en 1752 se iniciaron las obras de un gran palacio para la monarquía de las Dos Sicilias, por iniciativa del rey Carlos VII (futuro Carlos III de España). El proyecto fue encargado a Luigi Vanvitelli, que se inspiró en los típicos palacios italianos, pero en dimensiones mucho más grandiosas. El jardín supera en tamaño al de Versalles, y para abastecerse de agua tuvo que construir un acueducto de 41 km de largo, el Acquedotto Carolino. Frente al palacio se instalaron zonas de césped —el proyecto de Vanvitelli incluía unos parterres inspirados en el parque de La Granja de San Ildefonso, pero finalmente no se realizaron—, flanqueadas de bosquetes de robles y encinas. El punto neurálgico del jardín es un gran canal de agua llamado el Canalone, que transcurre en diversos tramos de fuentes, albercas y cascadas, jalonado de esculturas que constituyen un elaborado programa iconográfico, con fuentes dedicadas a los Delfines, Eolo, Ceres Trinacria, Venus y Apolo, y el gran grupo de Diana y Acteón. Poco después de la muerte de Vanvitelli en 1773 los posteriores trabajos de jardinería se efectuaron conforme al nuevo estilo de jardín inglés.[63]

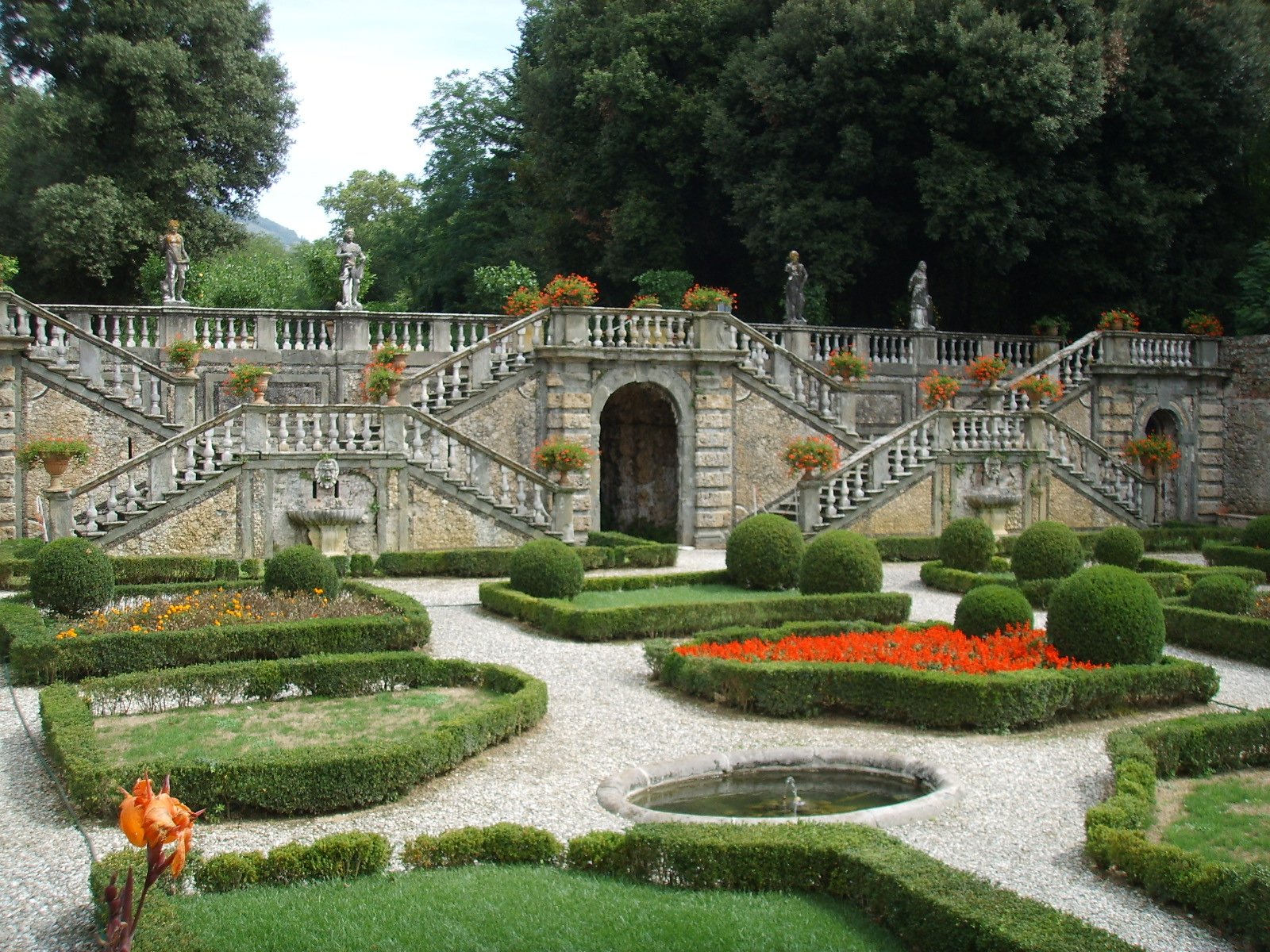
Villa Torrigiani.
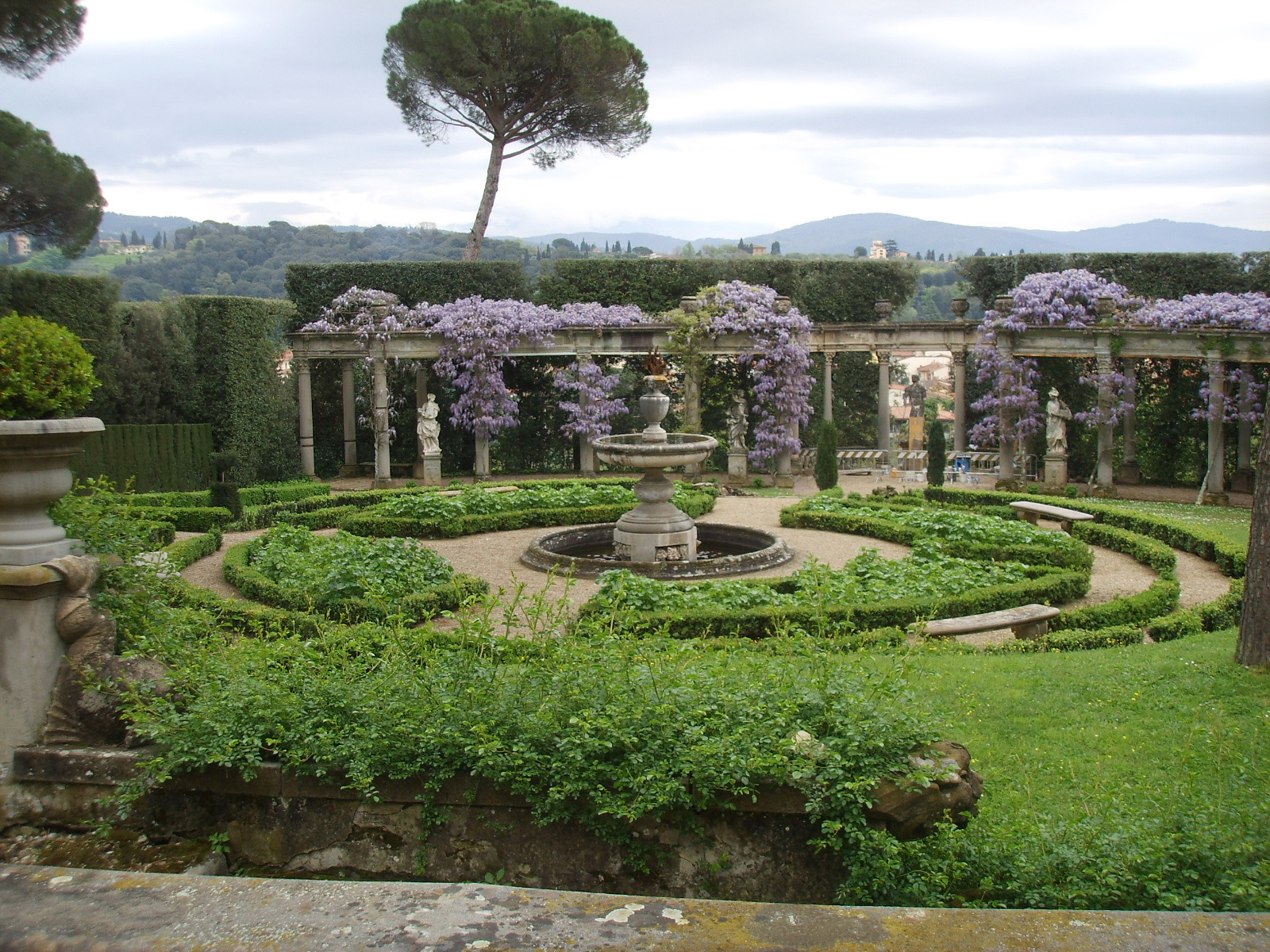
Villa La Pietra.
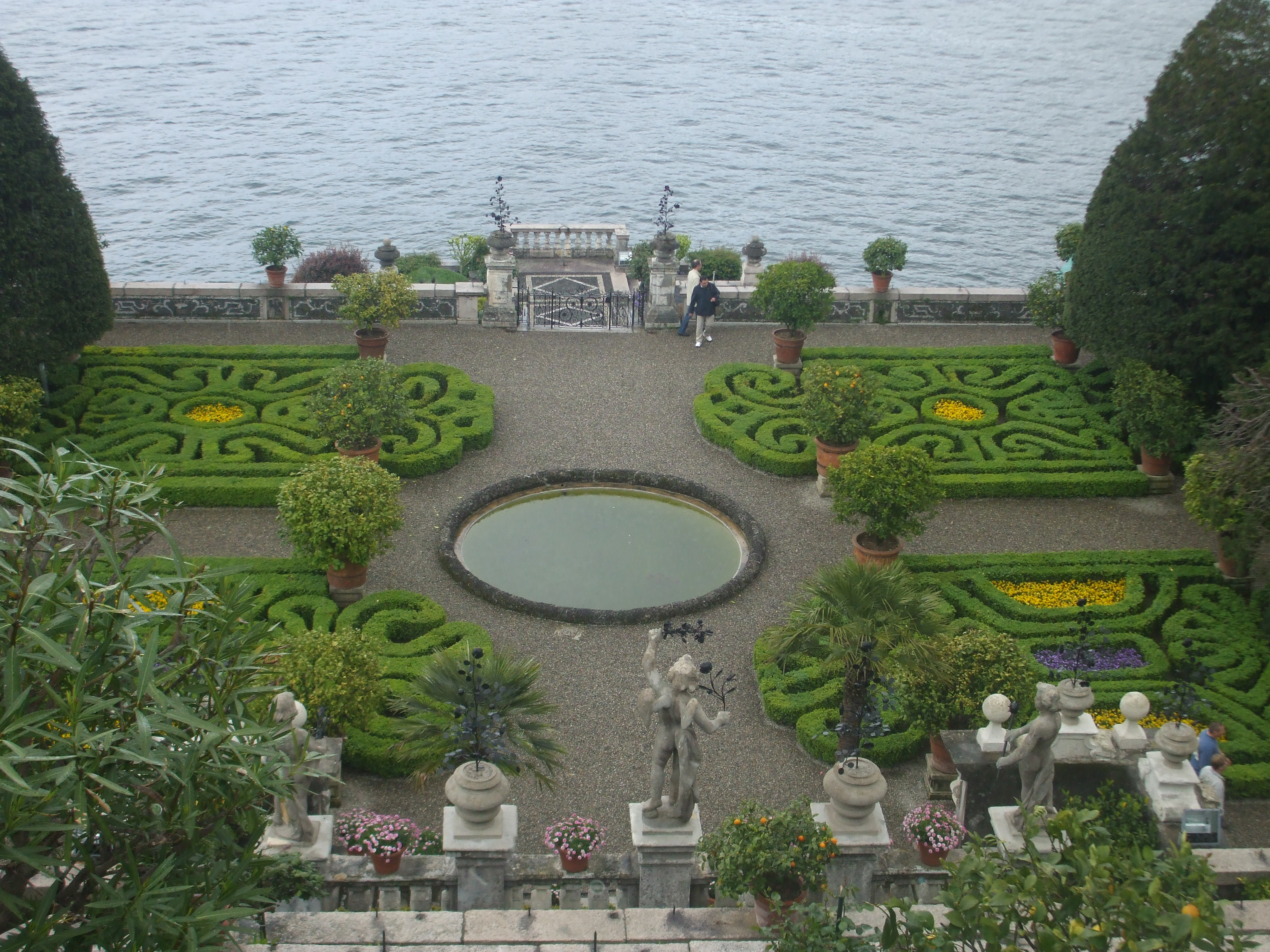
Jardín de la Isola Bella, Lago Maggiore.
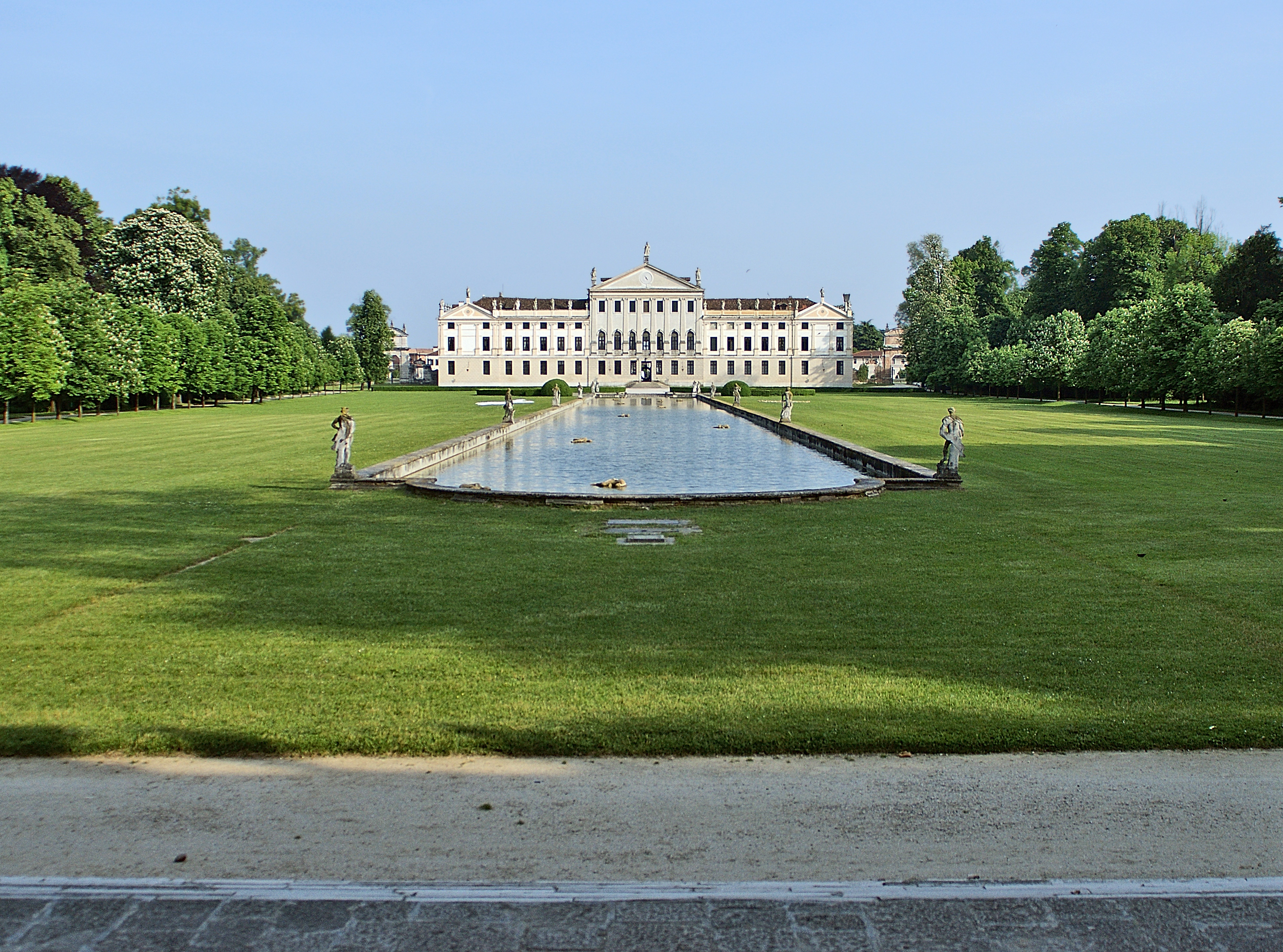
Villa Pisani.
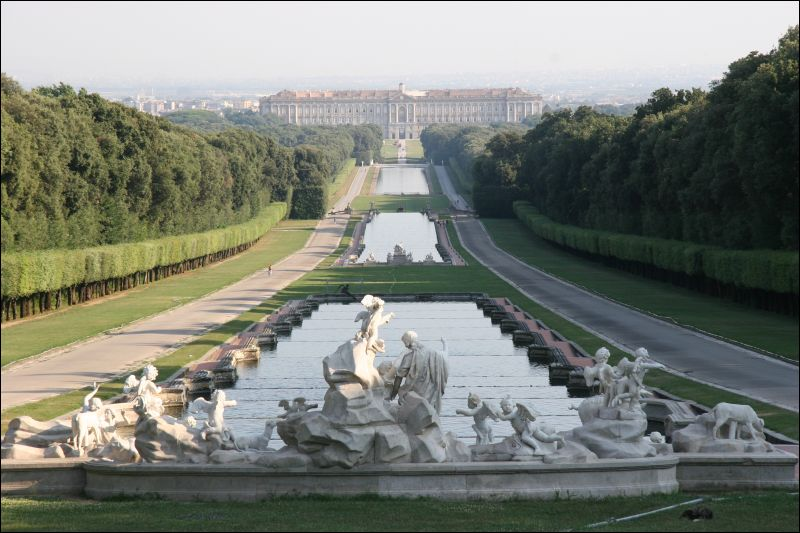
Palacio Real de Caserta.

### España

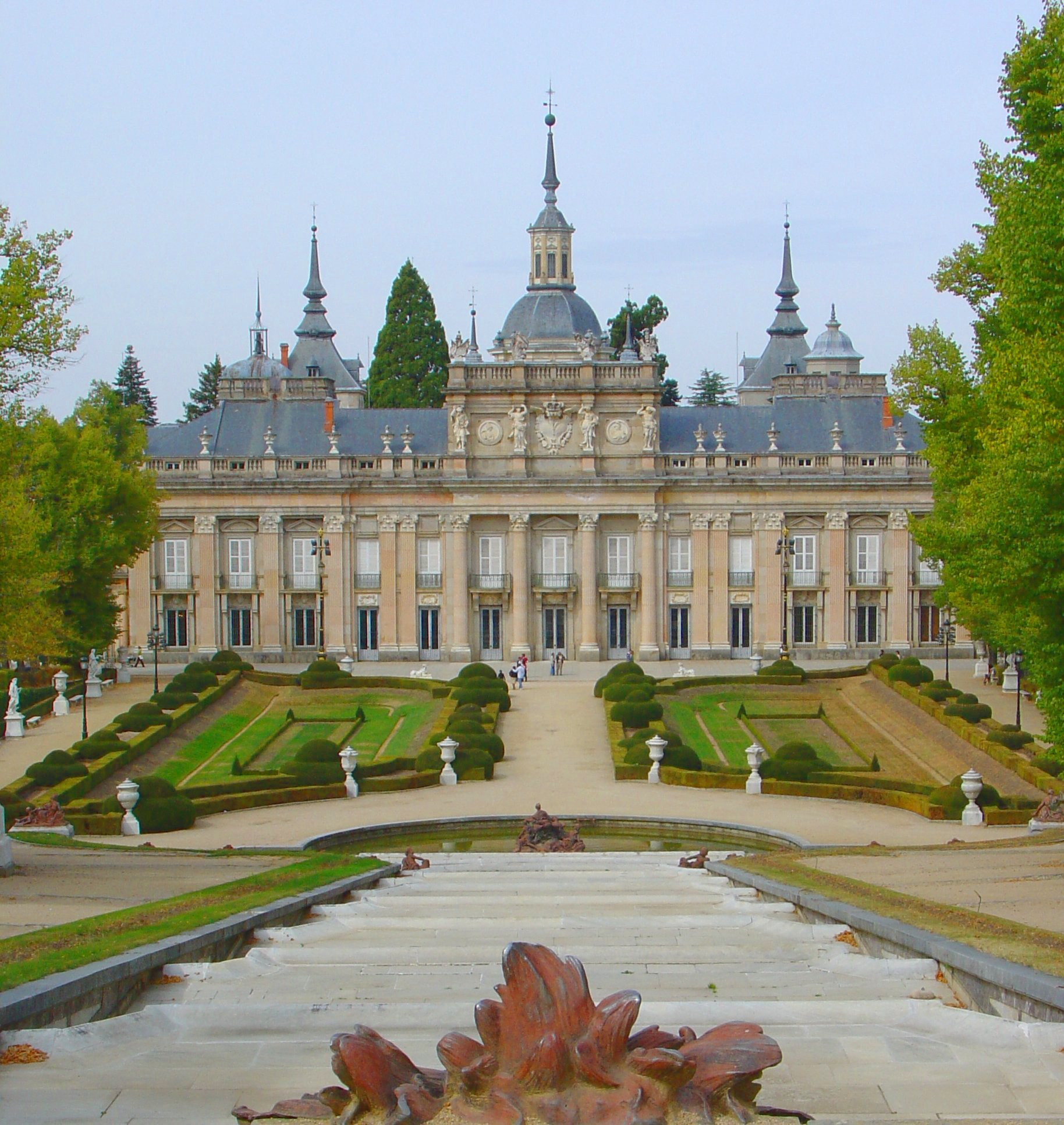
Palacio Real de La Granja de San Ildefonso, fachada del palacio desde los jardines.

En España las aportaciones del Renacimiento y del primer Barroco llegaron tardíamente, y en el siglo XVII no hay ejemplos claros de jardín barroco, excepto pequeñas manifestaciones que se entremezclaban con otros estilos, especialmente los vestigios de jardín islámico que pervivían de la ocupación musulmana de la península en la Edad Media. Un claro ejemplo sería el jardín del Alcázar de Sevilla, que aglutina elementos del jardín de estilo mudéjar inicial con aportaciones renacentistas efectuadas por Carlos V a principios del siglo XVI y una zona de aspecto barroco en las terrazas cercanas a la galería de arcos. Hay que señalar que en España el suelo es por lo general más duro y seco que en Italia o Francia, y el sol es más intenso, especialmente en verano, lo que conllevó la creación de jardines de pequeño tamaño y acotados en espacios cerrados, no integrados en el paisaje como en otros países. Por otro lado, en España no existía como en los países de su entorno una clase media o una pequeña nobleza de corte ilustrado que favoreciese el mecenazgo del arte o la difusión de la arquitectura y la jardinería, y había una gran diferencia social entre el pueblo llano y la aristocracia y la jerarquía eclesiástica, que copaban el poder. Asimismo, la dinastía reinante, los Austrias, no favorecieron especialmente el arte de la jardinería. Uno de los pocos ejemplos fue el Parque del Buen Retiro de Madrid, una iniciativa de Felipe IV que confió al conde-duque de Olivares, quien encargó el proyecto al italiano Cosimo Lotti. Las obras se iniciaron en 1628, al estilo del jardín renacentista italiano, pero a la muerte del rey en 1665 se abandonó el proyecto. En 1714 se retomó el ajardinamiento del Buen Retiro, a cargo del francés Robert de Cotte, pero su ambicioso proyecto fue rechazado por su elevado coste, y solo se efectuó un parterre de broderie en una pequeña zona del parque conocida como Jardín de Francia o del Parterre. El resto del parque se realizó en el siglo XIX.

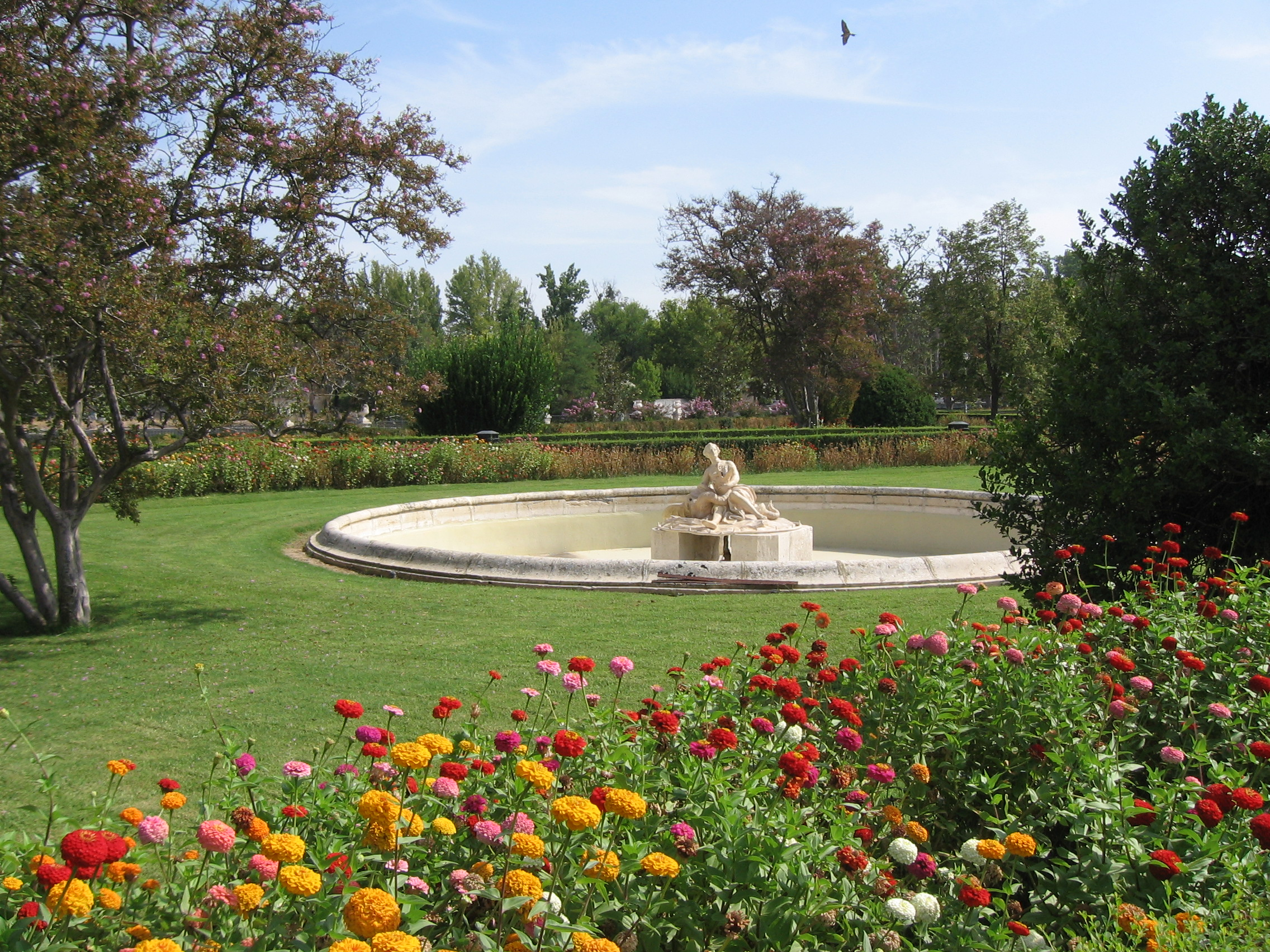
Jardín del Parterre en Aranjuez.

En el siglo XVIII la jardinería recibió un nuevo impulso con la llegada de los Borbones, cuyo origen francés favoreció la llegada de jardineros de este país. Felipe V y sus sucesores quisieron emular los grandes palacios ajardinados del país vecino, lo que se efectuó principalmente en dos conjuntos palaciegos: Aranjuez y La Granja. En Aranjuez, situado a 65 km de Madrid, existía una residencia de verano para la familia real, construida en el siglo XVI en un antiguo coto de caza. Entre los siglos XVI y XVII se confeccionó un jardín de estilo italiano en una isla artificial del río Tajo (Jardín de la Isla), poblado de bosquetes y numerosas fuentes de agua, entre las que destacaba la Fuente de los Tritones. A la llegada al poder de Felipe V se inició un ambicioso proyecto de reforma tanto de los jardines como del palacio, construido en estilo neoclásico por Santiago Bonavía y Francesco Sabatini entre 1748 y 1771. El jardín se transformó en un jardín barroco francés (Jardín del Parterre), con diseño del jardinero francés Étienne Boutelou, compuesto de varias zonas de parterre dispuestas de forma simétrica y jalonadas de estanques y fuentes (de Hércules y Anteo, de Ceres y de las Nereidas), así como numerosas esculturas. Se plantaron olmos por primera vez en España, así como setos de carpes. Los caminos se cubrieron con treillages, unas arcadas con enrejados de madera que proporcionaban sombra. A partir de 1763, bajo reinado de Carlos III, las siguientes actuaciones se efectuaron en estilo inglés (Jardín del Príncipe y de Isabel II).

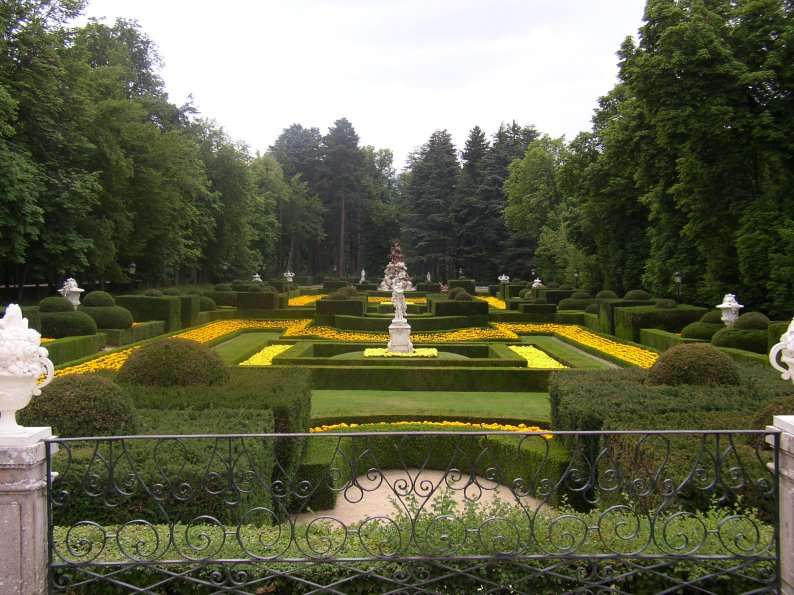
Vista de los jardines del Palacio Real de La Granja de San Ildefonso.

El Palacio Real de La Granja de San Ildefonso (Segovia) fue construido entre 1721 y 1736 siguiendo un trazado diseñado por Teodoro Ardemans, aunque la fachada fue elaborada por Filippo Juvara y Giovanni Battista Sacchetti. Tanto el palacio como el jardín, diseñado por René Carlier —a cuya muerte se hizo cargo del proyecto Étienne Boutelou—, se inspiraron en Versalles, por lo que se le conoce como el «Versalles español». La decoración escultórica fue obra de René Frémin y Jean Thierry. Desde la fachada del palacio parte un eje central flanqueado de dos eras rectangulares, que conduce a un estanque decorado con un grupo escultórico dedicado a Anfítrite, tras el cual se sitúa una cascada, coronada por un pabellón octogonal con una fuente dedicada a las Gracias. Al este del palacio se instaló un parterre al que se accede a través de unas escaleras en rampa, decorado con esculturas que aluden al mito de Andrómeda, mientras que en un lateral se halla un bosquete con un laberinto. Desde el patio de honor del palacio, llamado de la Herradura, parte una avenida que conduce a otro parterre con fuentes, en cuyo centro una roca artificial prefigura el monte Parnaso, coronado por la figura alegórica de la Fama montada a lomos de Pegaso, de la que surge un surtidor de agua que está considerado el más alto de Europa. El conjunto se completa con diversas fuentes, dedicadas a Saturno, Minerva, Hércules, Ceres, Neptuno, Marte, Cibeles y la Victoria.
Otro proyecto real que finalmente no fue realizado en la época fue el ajardinamiento del Palacio Real de Madrid, en la zona conocida como Campo del Moro. Para esta zona, situada entre el río Manzanares y el Real Alcázar de Madrid, se hicieron sucesivos proyectos que no llegaron a ejecutarse, desde un primer jardín renacentista concebido por Patricio Caxesi en 1567, pasando por un muro de cerramiento que inició Juan Gómez de Mora en 1626, hasta varios proyectos barrocos: el primero fue de Teodoro Ardemans, quien en 1705 propuso un jardín de planta cruciforme compuesto por parterres; el segundo se diseñó tras el incendio del Alcázar en 1734 y la creación de un nuevo Palacio Real, obra de Giovanni Battista Sacchetti, quien también elaboró los planos del jardín, que no fueron del agrado del rey; en 1746 se pidió un nuevo diseño al jardinero mayor de Versalles, Louis Le Normand, que envió algunas plantas desde Francia, pero cuyo proyecto tampoco prosperó; el último fue de Francesco Sabatini, del que solo se realizó la ordenación viaria (paseo de la Virgen del Puerto y puerta y cuesta de San Vicente). Finalmente fue en el siglo XIX cuando se elaboró el proyecto definitivo, obra de Ramón Oliva, aunque ya en estilo paisajista.
Durante el siglo XVIII el jardín de La Granja inspiró numerosos proyectos de ajardinamiento de fincas de familias nobles, que aunaron naturaleza y arquitectura en aras de unos espacios lúdicos al aire libre para el esparcimiento y el descanso. Surgieron así los jardines creados para el infante Luis de Borbón y Farnesio en Boadilla del Monte y en el Palacio de la Mosquera (Arenas de San Pedro), ambos proyectados por Ventura Rodríguez, o los efectuados por la Casa de Osuna en Las Vistillas y la Alameda de Osuna (actual Parque de El Capricho). Otros ejemplos serían el jardín de la Quinta del Duque del Arco, el del Palacio de los duques de Alba en Piedrahíta, el del pazo gallego de Oca, el del Retiro de Churriana, el del Real Sitio de la Florida y el del Parque del Laberinto de Horta en Barcelona —más cercano ya al neoclasicismo—.

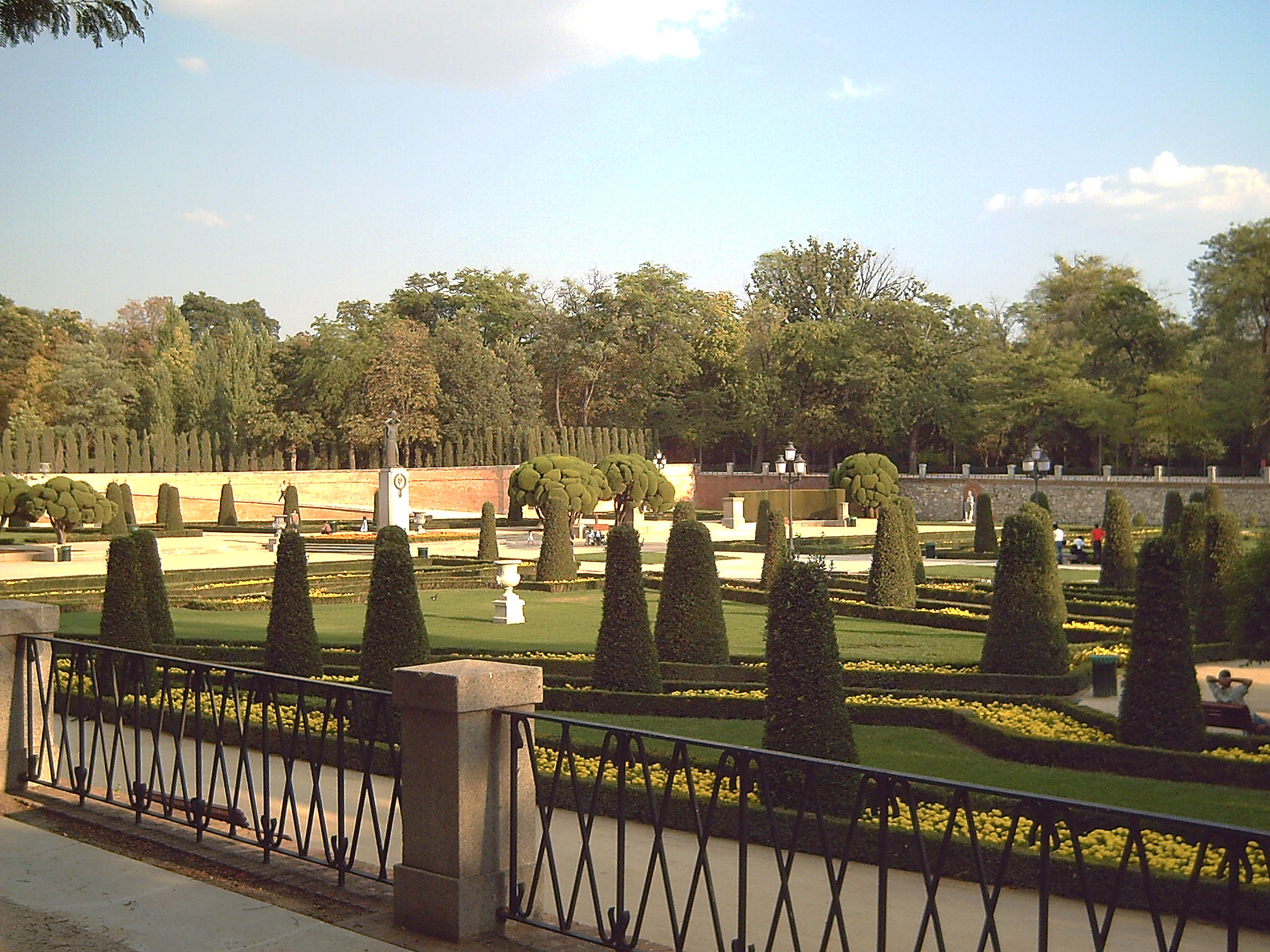
Parque del Buen Retiro.
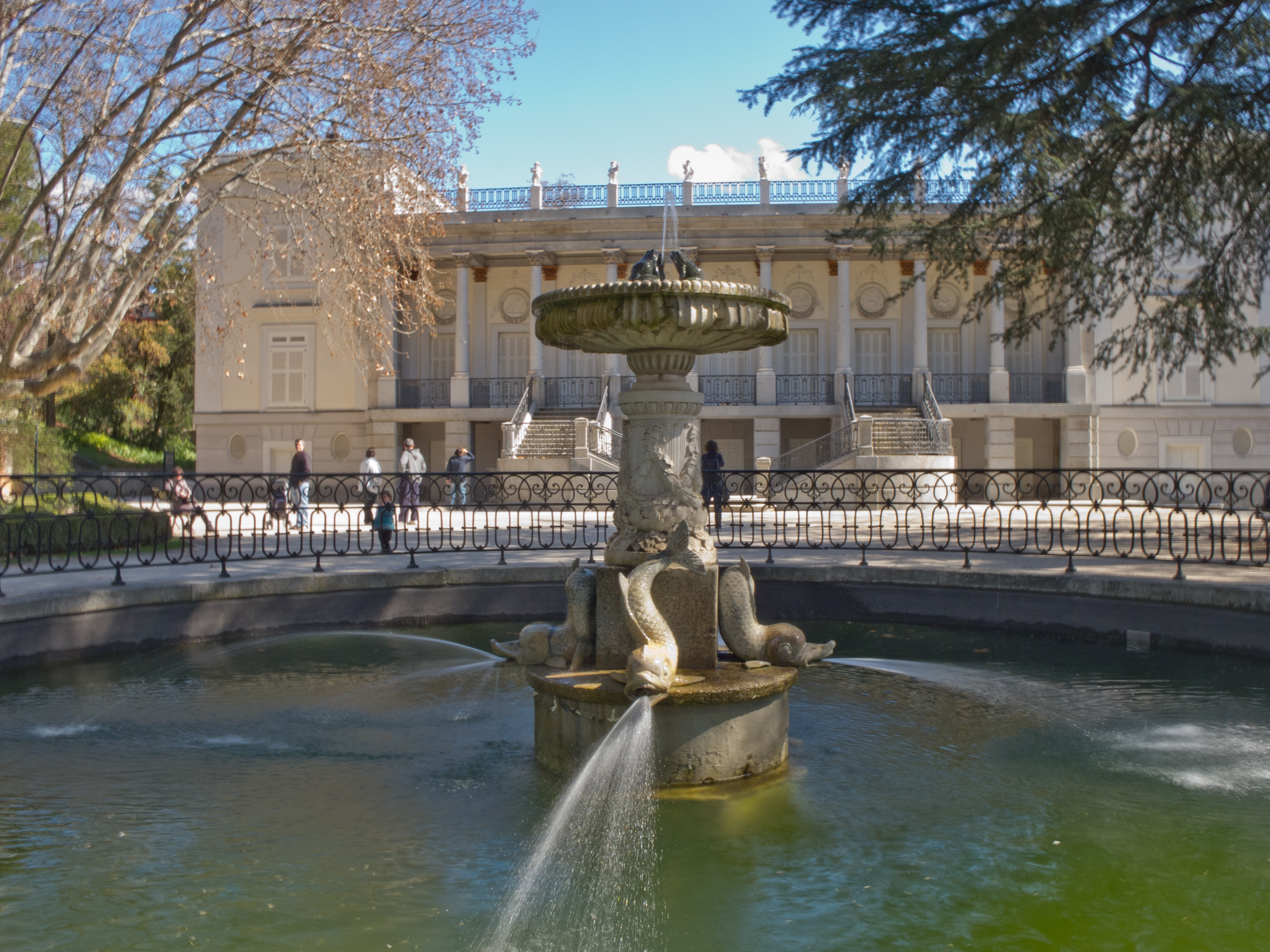
Parque de El Capricho, Alameda de Osuna.
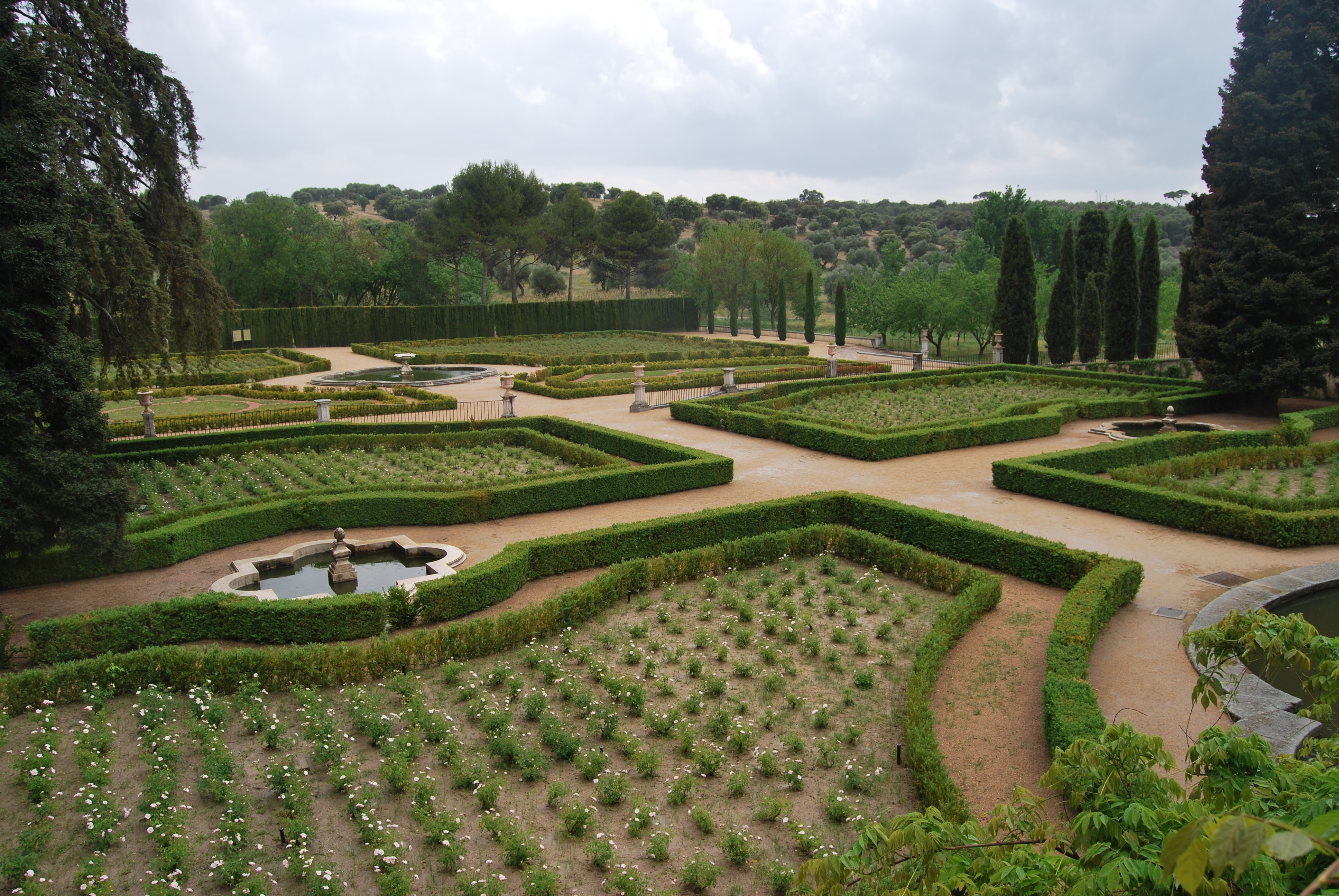
Quinta del Duque del Arco.
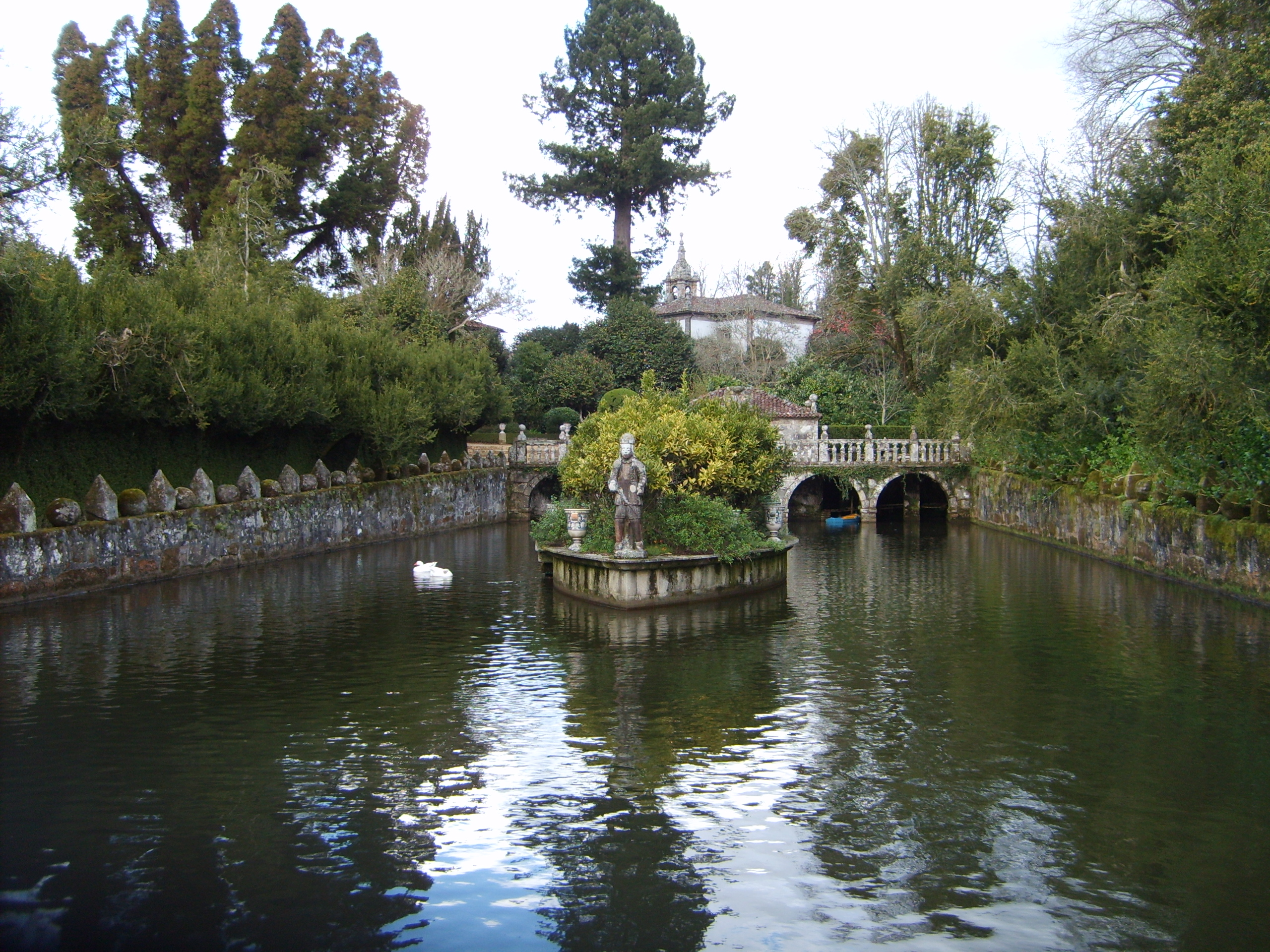
Pazo de Oca.
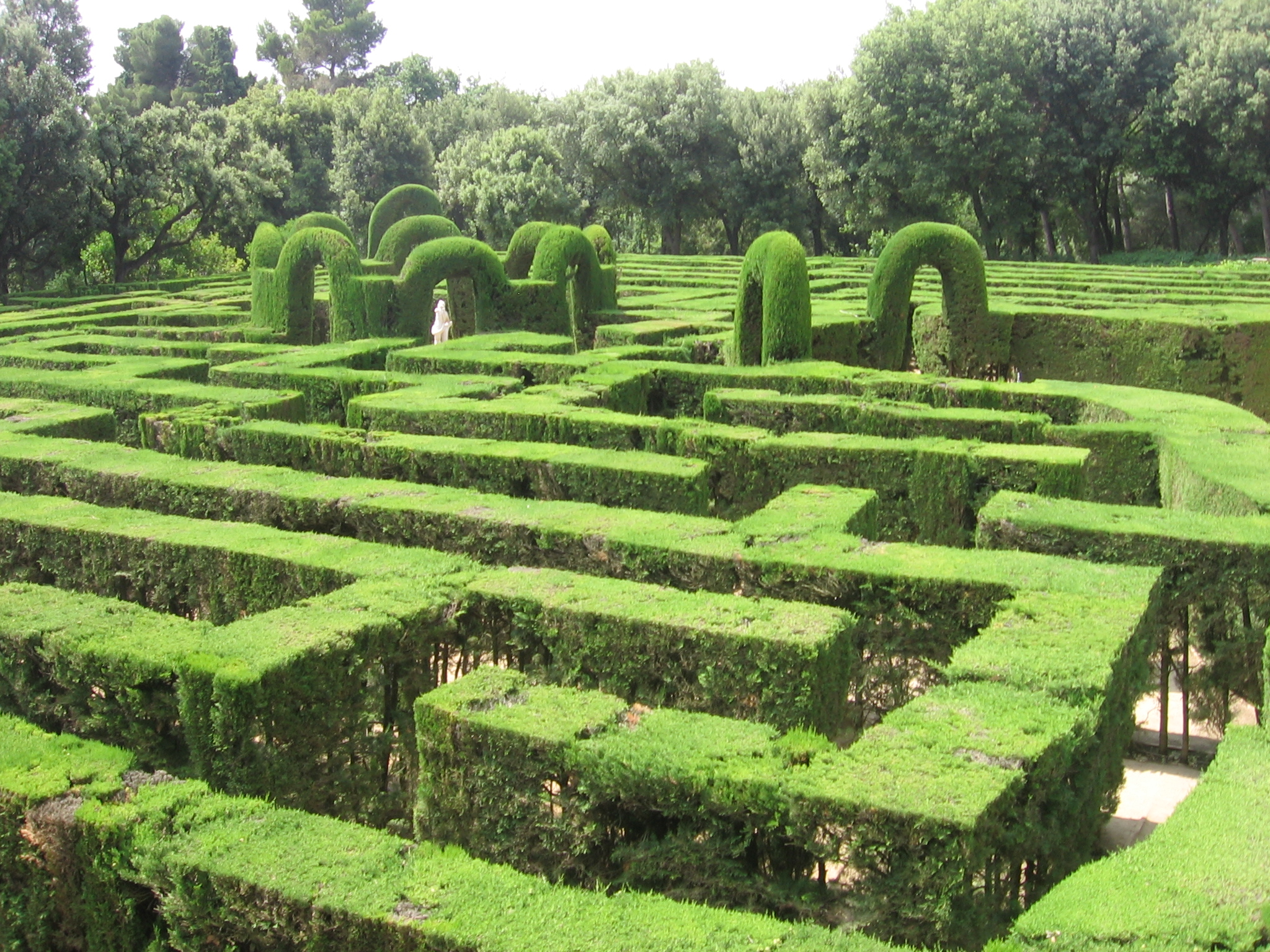
Parque del Laberinto de Horta.

### Portugal

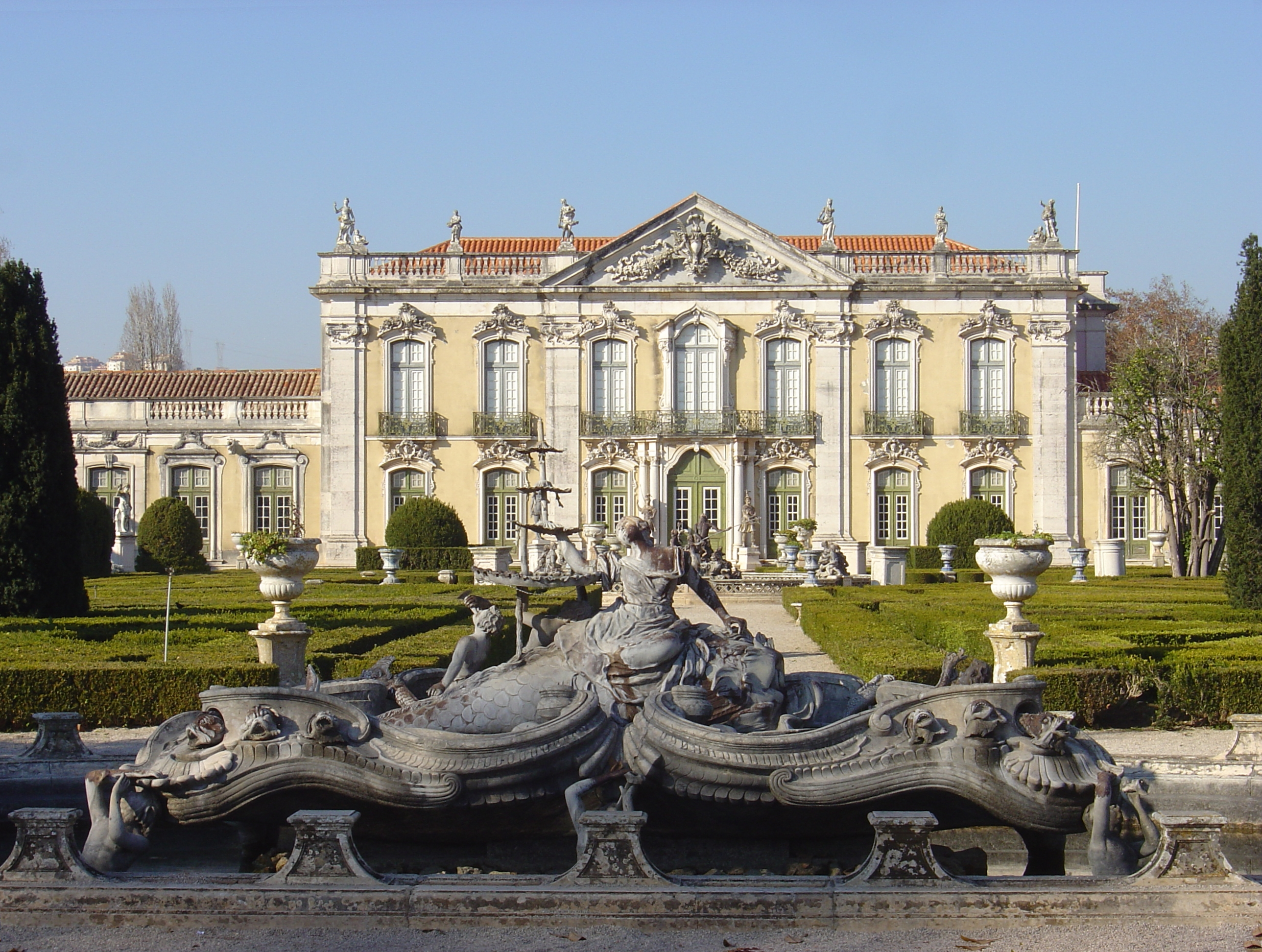
Palacio Nacional de Queluz.

En Portugal las artes se revitalizaron especialmente tras la independencia de España en 1640, que dio inicio a una época de gran prosperidad. La jardinería aglutinó diversas influencias, desde la islámica hasta la italiana y francesa, aunque desarrolló varios sellos característicos propios: la utilización de azulejos para la decoración de muros y pavimentos; la configuración de los estanques dispuestos en terrazas; y un peculiar estilo en el diseño de parterres de boj.
Los jardines se prodigaron especialmente en las residencias señoriales, entre las que destaca el Palacio de los marqueses de Fronteira en Benfica, construido en 1669 por João de Mascarenhas, marqués de Fronteira. El jardín fue configurado en forma de parterre de broderie, donde destacan los setos de boj cortados en diferentes alturas y formas, con varias fuentes y jalonado de estatuas. En uno de los límites del jardín, al lado de un gran estanque, se encuentra un muro de cinco metros de altura, con una arcada de quince arcos de medio punto, doce de ellos ciegos y recubiertos de azulejos con representaciones ecuestres de influencia velazquiana, y tres que dan acceso a sendas grutas. En la parte superior de este muro se halla la denominada Galería Real, formada por un paseo con balaustrada y el muro decorado con una serie de hornacinas con bustos; en el centro hay un pórtico rectangular con un frontón partido de volutas, y en los laterales se sitúan dos pabellones, todos ellos recubiertos de azulejos.
En 1722 se inició la construcción del Santuario del Buen Jesús del Monte en Braga, por iniciativa del arzobispo Rodrigo de Moura Telles, un conjunto arquitectónico que destaca por sus monumentales escaleras, que salvan un desnivel de 116 metros, y que incluye un jardín clasificable dentro de la tipología de jardín sagrado, integrado en el concepto de Sacro Monte o peregrinación al Gólgota, la colina en la que fue crucificado Jesús. La parte inferior presenta una escalera que asciende dentro de una zona boscosa jalonada de ermitas y fuentes dedicadas a los planetas; a continuación viene la escalera de los Cinco Sentidos, que simboliza a la vez los pecados y la humanidad de Cristo; por último, en la parte superior de halla la iglesia con varias capillas dedicadas a la Pasión. El jardín se completa con un lago y grutas artificiales.
Otro ejemplo es la Casa de Mateus en Vila Real, un conjunto residencial construido en 1743 por el arquitecto italiano Niccolò Nasoni en un estilo tardobarroco que dejaba entrever el incipiente neoclasicismo. El jardín está estructurado en terrazas, con parterres de formas circulares, cuadradas o pentagonales, formados por setos de boj y eras de flores situados en un suelo de guijarros de mármol blanco. En la parte inferior del jardín se sitúa una galería de cipreses podados en forma de bóveda de cañón, flanqueada de dos pequeños jardines, uno de parterres de broderie delimitados por un seto y un jardín de agua con un arce japonés.
Un proyecto más ambicioso fue el del Palacio Nacional de Queluz: en esta localidad cercana a Lisboa se hallaba un pabellón de caza perteneciente al marqués de Castelo Rodrigo, que fue confiscado por el rey Juan IV en 1654 para convertirlo en residencia de los infantes. Posteriormente, en 1747, Pedro III llevó a cabo una ambiciosa remodelación, que encargó al arquitecto Mateus Vicente de Oliveira, mientras que el jardín fue diseñado por el francés Jean-Baptiste Robillion, que se inspiró en el jardín de Marly. Desde la fachada del palacio se encuentran varias zonas de parterre, dispuestas alrededor de dos grandes estanques decorados con grupos escultóricos alusivos a los mitos de Tetis y Poseidón; también se encuentra un gran canal flanqueado por muros decorados con azulejos, y por todas partes se suceden las fuentes, cascadas y surtidores, así como los bustos y esculturas, que crean un ambiente de gran armonía y elegancia.

### Alemania

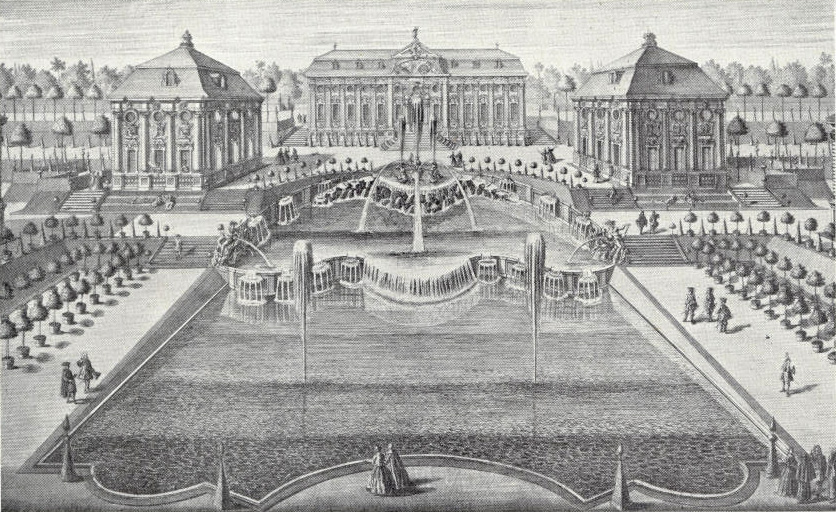
Palacio de La Favorita, Maguncia.

El territorio de la actual Alemania estaba en aquella época fragmentado en diversos estados —el más preponderante de los cuales era Prusia—, que con su multiplicidad de centros cortesanos propició el desarrollo de numerosos proyectos tanto arquitectónicos como paisajísticos. La guerra de los Treinta Años (1618-1648) supuso una época de penuria social y económica, pero la posterior época de prosperidad se tradujo en numerosos proyectos constructivos. La jardinería recibió la influencia francesa, aunque se tuvieron en cuenta modelos renacentistas como el Jardín de naranjos amargos de Leonberg o el Hortus Palatinus de Heidelberg, así como los tratados teóricos de Joseph Furttenbach, arquitecto municipal de Ulm, que en obras como Architectura civilis (1628) estableció unos parámetros de plantación de las eras que marcaron por bastante tiempo la jardinería en toda la Alemania meridional.
Algunos de los primeros proyectos de relevancia fueron debidos al arzobispo-elector de Maguncia, Lothar Franz von Schönborn, que tras un largo viaje por Europa plasmó su visión del jardín barroco en dos fincas pertenecientes a su familia: el Castillo de Gaibach, cerca de Würzburg (1677), y el Palacio de Weißenstein, en Pommersfelden (1715-1723). En el primero proyectó un jardín alargado y planificado desde un eje central flanqueado de parterres bordados, al lado de uno de los cuales situó un estanque ovalado, rodeado de eras de flores y con una fuente en el centro, de cuyas esculturas surgían chorros de agua. El segundo fue planificado por Maximilian von Welsch, quien diseñó un jardín estructurado alrededor de una plaza circular con un estanque y flanqueada de castaños, alrededor de la cual se hallaban zonas de parterre y varios huertos, uno de ellos una orangerie. Este jardín fue posteriormente reconvertido al estilo inglés. Otro proyecto del arzobispo fue el Palacio de La Favorita, en Maguncia, construido por Maximilian von Welsch en 1704 a imitación del Palacio de Marly, pero con seis pabellones en vez de doce; fue destruido en 1793 por tropas francesas.

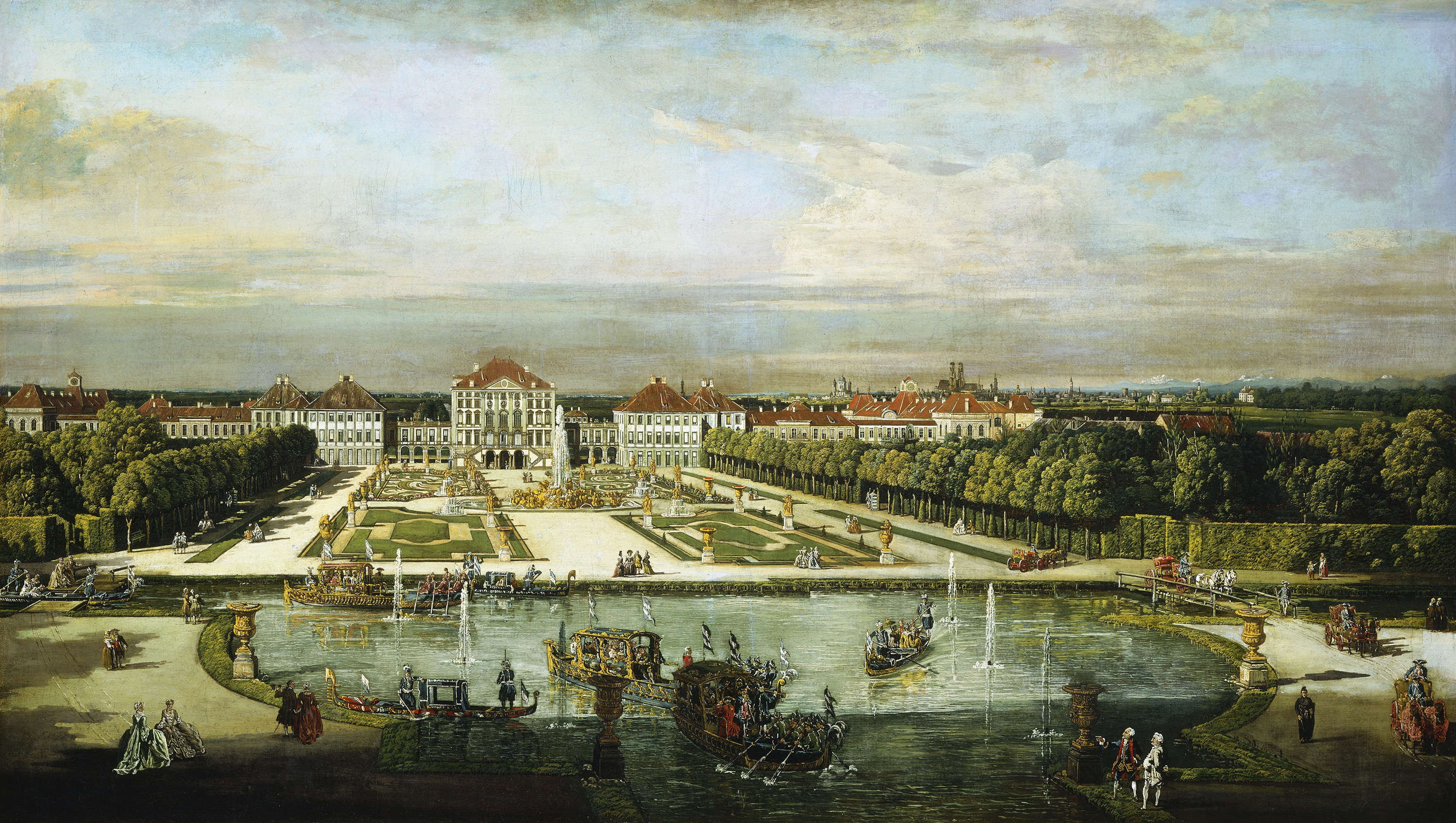
El Palacio de Nymphenburg alrededor de 1760, pintura de Canaletto.

Otro proyecto doble fue el desarrollado por el príncipe elector Maximiliano II Manuel de Baviera: los palacios de Schleißheim y Nymphenburg. Schleißheim, conocido como el «Versalles bávaro», fue construido entre 1701 y 1704, con un jardín diseñado por el italiano Enrico Zucalli, que desde la fachada del palacio estableció una amplia avenida central con un canal y zonas de césped y eras de flores, y flanqueada de bosquetes. Sin embargo, el parterre más cercano al palacio fue obra del francés Dominique Girard, en el más puro estilo de broderie francés. El Palacio de Nymphenburg, cerca de Múnich, fue construido entre 1701 y 1715 sobre un anterior palacete conocido como Castello delle Nymphe. El jardín fue encargado nuevamente a Dominique Girard, que elaboró un proyecto inspirado en la obra de Le Nôtre: frente al palacio se abría una avenida de parterres, que desembocaba en un gran estanque transitado por góndolas, y a cuyos lados se situaban zonas de bosquete, que incluían espacios para jugar a pelota y a los bolos. En el parterre principal se hallaba una fuente con un chorro de agua de diez metros de altura; dedicada a Flora, era obra del escultor holandés Guillielmus de Grof. A partir de aquí se desarrollaban de forma axial zonas de parterre y bosquete, canales de agua, fuentes y cascadas, pabellones y casas de recreo, todo ello decorado con esculturas, muchas de las cuales fueron obra de Ignaz Günther. El parque fue rediseñado en el siglo XIX en estilo inglés.
Un hijo del elector Maximiliano II de Baviera, el arzobispo-elector de Colonia Clemente Augusto, fue el promotor de otros dos conjuntos de palacio y jardín: el Castillo de Augustusburg en Brühl (1727) y el Palacio de Clemenswerth en Sögel (1736-1745). El primero fue proyectado nuevamente por Dominique Girard, que tuvo que adaptarse a un canal de agua y un parque zoológico existentes previamente, a partir de los cuales estableció una serie de parterres y eras de flores rodeadas de arriates enmarcados por setos de boj, sobre un suelo de gravilla de color claro. Alrededor se hallan zonas de bosquete, jalonadas de fuentes y estanques. El segundo consiste en un pabellón de caza edificado por el arquitecto Johann Conrad Schlaun, que se inspiró en la pagoda del parque de Nymphenburg, así como en el palacio de Marly. El palacio principal se halla en el centro de un octágono del que parten de forma radial ocho avenidas que desembocan en sendos pabellones. A partir de aquí se extiende el parque, con amplias superficies de césped y paseos bordeados de árboles, en una estructura inusual para la época.

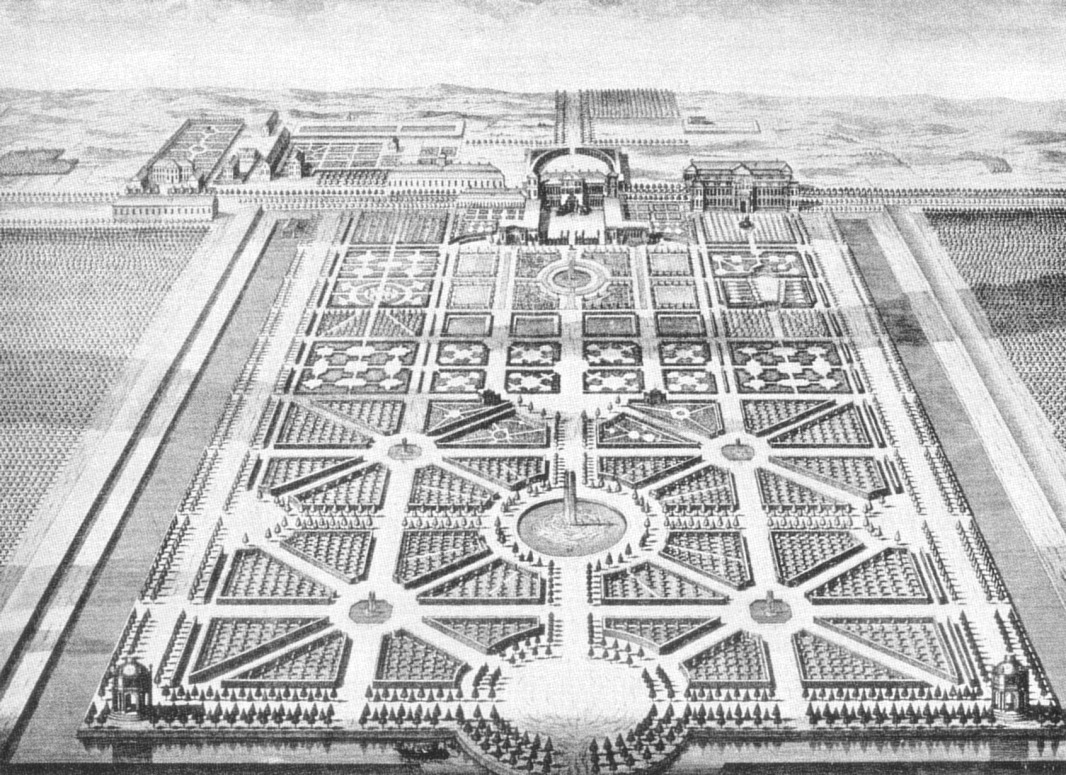
Vista aérea del Gran Jardín de Herrenhausen, dibujo de Joost van Sasse de 1720.

Una de las realizaciones más ambiciosas de la época fue el Gran Jardín de Herrenhausen (1696-1714), en Hannover, iniciativa de la princesa electora Sofía de Wittelsbach, que encargó el proyecto al arquitecto de jardines francés Martin Charbonnier. Desde el palacio parte una avenida central que finaliza en una gran plaza circular, a cuyos lados se disponen de forma simétrica zonas de parterre delimitadas por múltiples avenidas, tanto paralelas como perpendiculares al eje del palacio, junto a otras trazadas en diagonal, con varios estanques en las intersecciones. El jardín está delimitado por un canal de agua, y a los lados del palacio se hallan varios giardini segreti, así como un huerto frutal flanqueado de setos de hayas.
En Dresde también se desarrolló un notable conjunto de jardines por iniciativa de Augusto el Fuerte, elector de Sajonia y rey de Polonia. Tras un viaje a Italia y Francia decidió construir un palacio que superase a los que había visto, el Zwinger, realizado entre 1694 y 1728 bajo la dirección arquitectónica de Matthäus Daniel Pöppelmann. Al parecer, el mismo Augusto diseñó el trazado del jardín, pensado para dar cabida a múltiples actividades lúdicas a que era aficionado el monarca, como espectáculos ecuestres, banquetes, ópera, representaciones teatrales o fuegos artificiales. Además, estipuló explícitamente que los jardines «se realizasen de acuerdo con el proyecto aprobado, como una obra singular y no como una obra que guardase simetría con el castillo». Para la realización de estos eventos se estableció una gran plaza elíptica cercana al palacio, mientras que en el resto del jardín se instalaron zonas de parterre y pequeños grupos de árboles, junto a estanques y fuentes y una profusa decoración escultórica. Otros proyectos de Augusto fueron: el Gran Jardín de Dresde (1715), los jardines del Palacio japonés de la misma ciudad (1717), el Castillo de Pillnitz (1720-1730) y los jardines de Großsedlitz (1723).

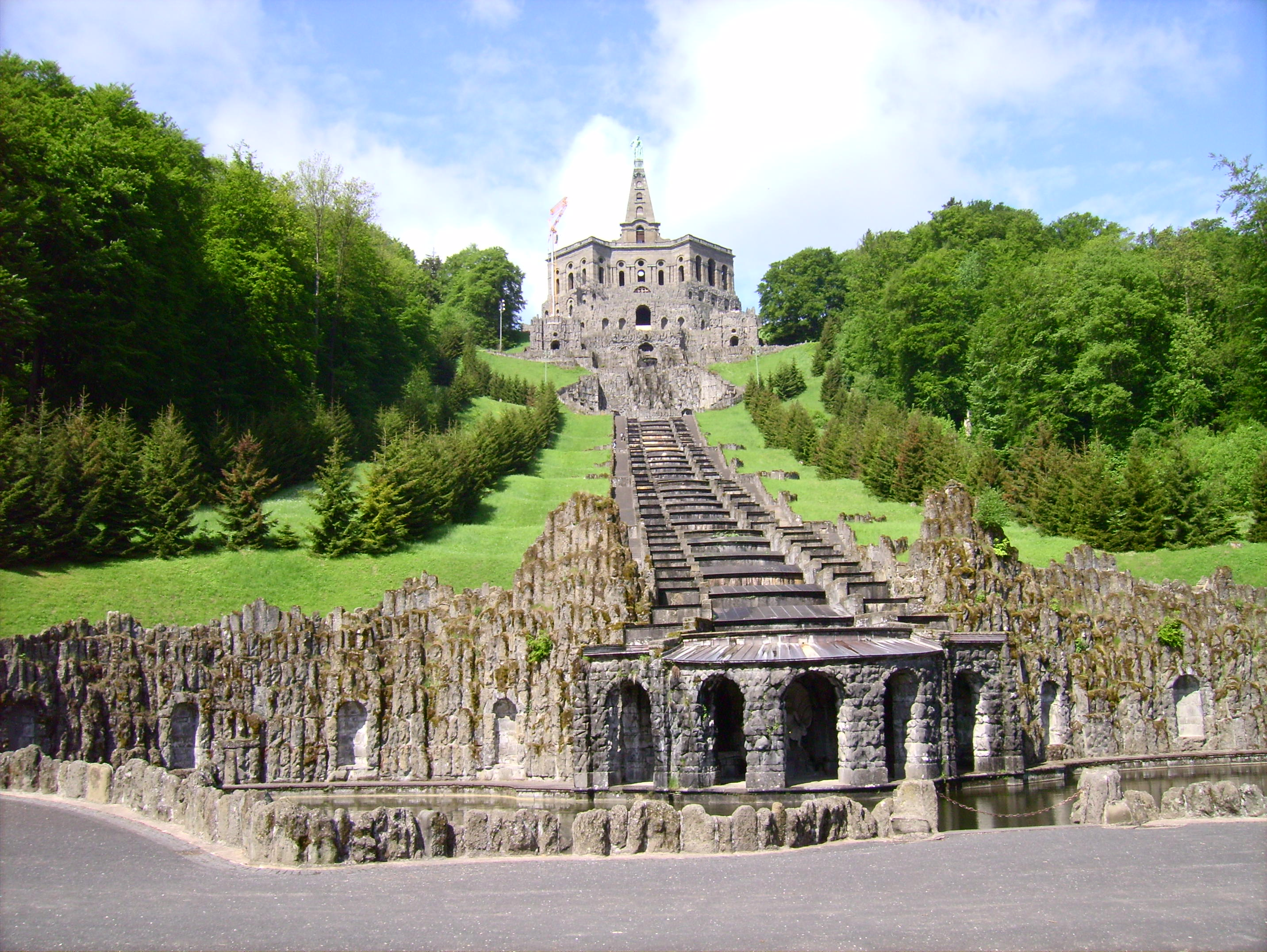
Karlsberg, parque de Wilhelmshöhe, Kassel.

Un proyecto singular fue el Karlsberg de Wilhelmshöhe en Kassel, ideado por el landgrave Carlos I de Hesse-Kassel tras un viaje a Italia, donde quedó maravillado con los jardines de Frascati y del Palazzo Farnese de Roma. La obra fue encargada a Giovanni Francesco Guerniero, que proyectó la construcción de dos palacios situados en el pie y la cima de una colina, unidos por una cascada dispuesta en terrazas. Los trabajos se realizaron entre 1701 y 1718, pero debido a dificultades presupuestarias solo se realizaron en una tercera parte del conjunto: en la cima se encuentra un pabellón octogonal rematado por una pirámide coronada con una estatua de Hércules de nueve metros de altura, obra de Johann Jakob Anthoni; de aquí parte la cascada, que desemboca en una pila dedicada a Neptuno.
En Weikersheim (Baden-Wurtemberg), feudo de la casa de Hohenlohe, había un castillo de origen medieval donde entre 1707 y 1725 se planificó un nuevo jardín, obra de Daniel Mathieu. Desde el castillo parte una avenida central flanqueada de cuatro eras de césped bordeadas de setos y con una fuente en el centro cada una, mientras que en la intersección de las avenidas se abre una plaza circular con un estanque, donde se sitúa la Fuente de Hércules. Al fondo se encuentra una orangerie, delimitada por una galería de arcadas con estatuas. Todo el jardín está decorado con esculturas de alusión mitológica, desde dioses olímpicos hasta alegorías de los vientos, los continentes y los cuatro elementos, todas ellas obras de Johann Jakob Sommer. Asimismo, como detalle anecdótico, en la balaustrada del foso del castillo se halla la denominada Galería de los Enanos, así llamada por contener estatuillas sobre tipos populares.
Otros jardines a mencionar serían: el del Palacio de Charlottenburg en Berlín, construido en 1697 por Sofía Carlota de Hannover con un diseño de Siméon Godeau, un discípulo de Le Nôtre; el del Castillo de Salzdahlum, elaborado a finales del siglo XVII y principios del XVIII por orden del duque Antonio Ulrico de Brunswick-Lüneburg; el del Palacio de Sanssouci en Potsdam, construido entre 1744 y 1764 por Georg Wenzeslaus von Knobelsdorff para el rey Federico II el Grande; el Jardín de rocas de Sanspareil en Bayreuth, un singular conjunto de grutas concebido por la margravina Guillermina de Prusia entre 1744 y 1758; el jardín del Palacio Benrath, diseñado por Nicolas de Pigage en 1746 para el príncipe elector Carlos Teodoro de Wittelsbach; y el del Palacio de Schwetzingen, planificado por Johann Ludwig Petri entre 1753 y 1758 para el mismo príncipe.

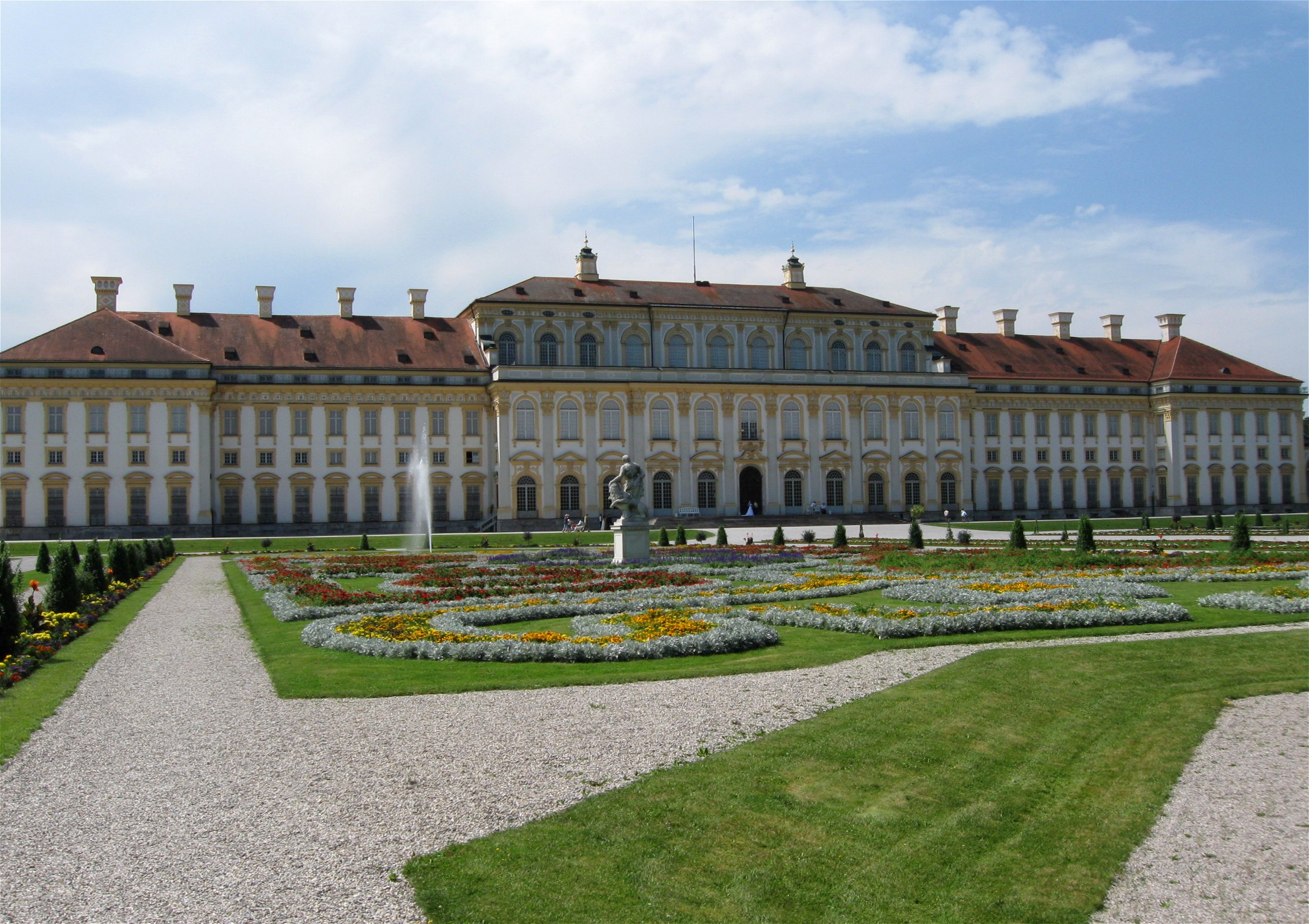
Palacio de Schleißheim.
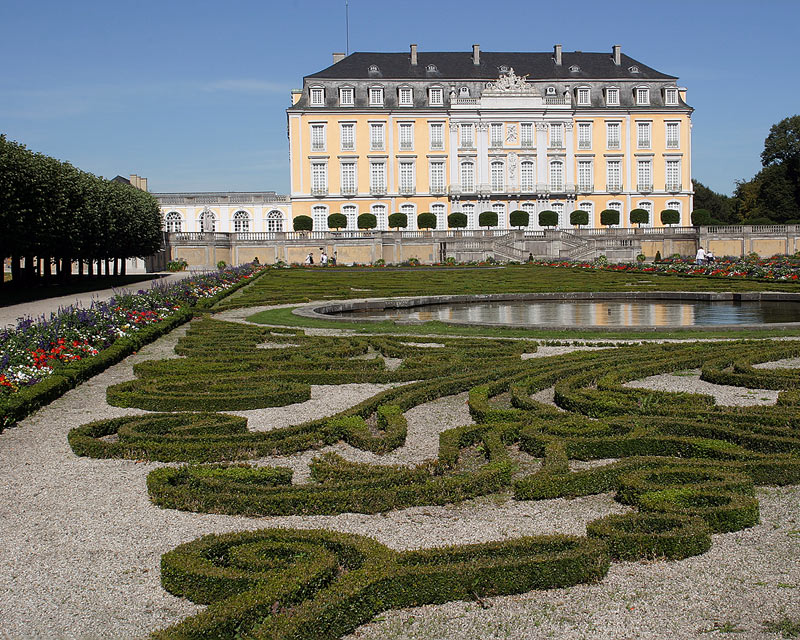
Palacio de Augustusburg.
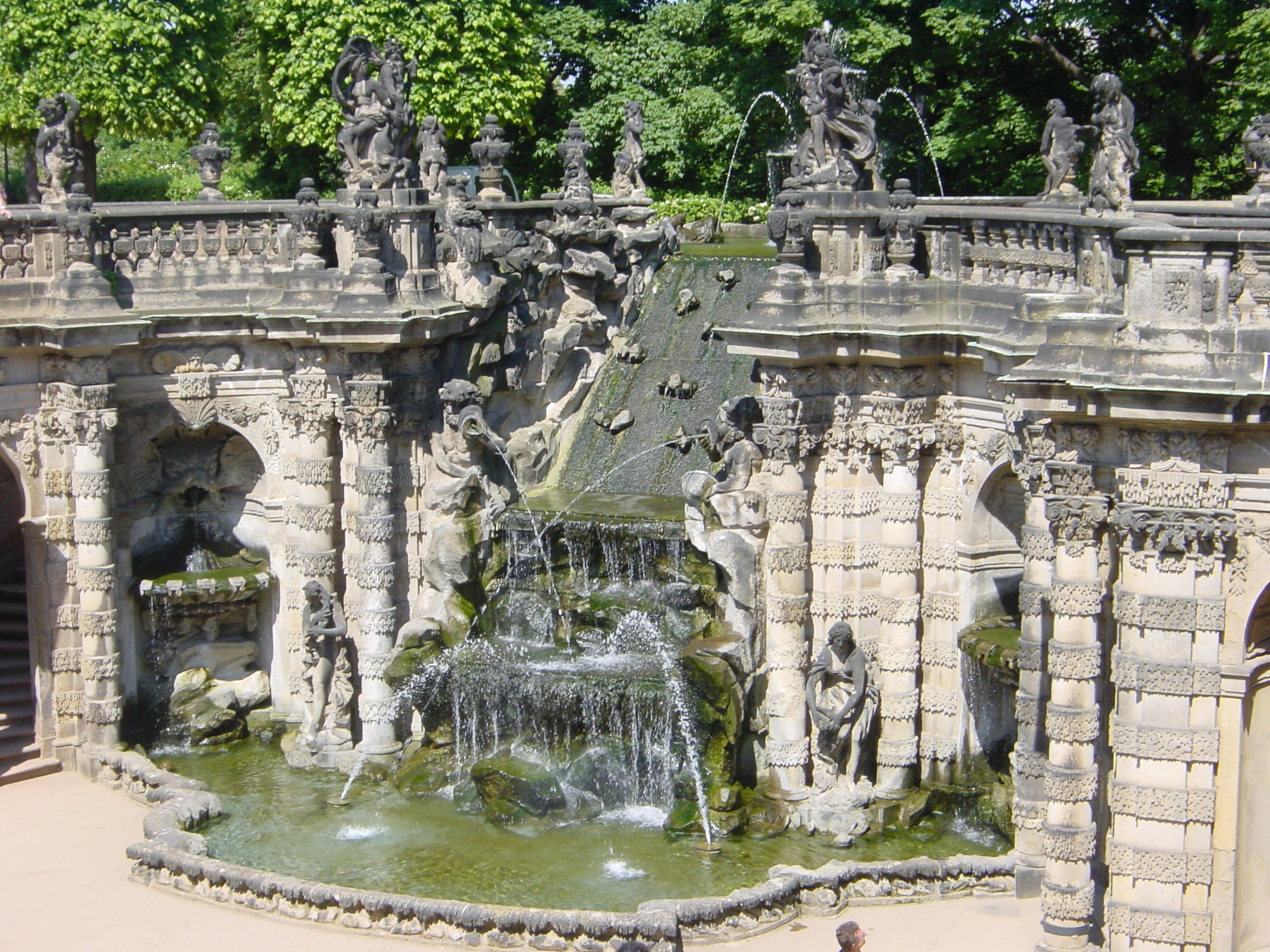
Palacio Zwinger, Dresde.
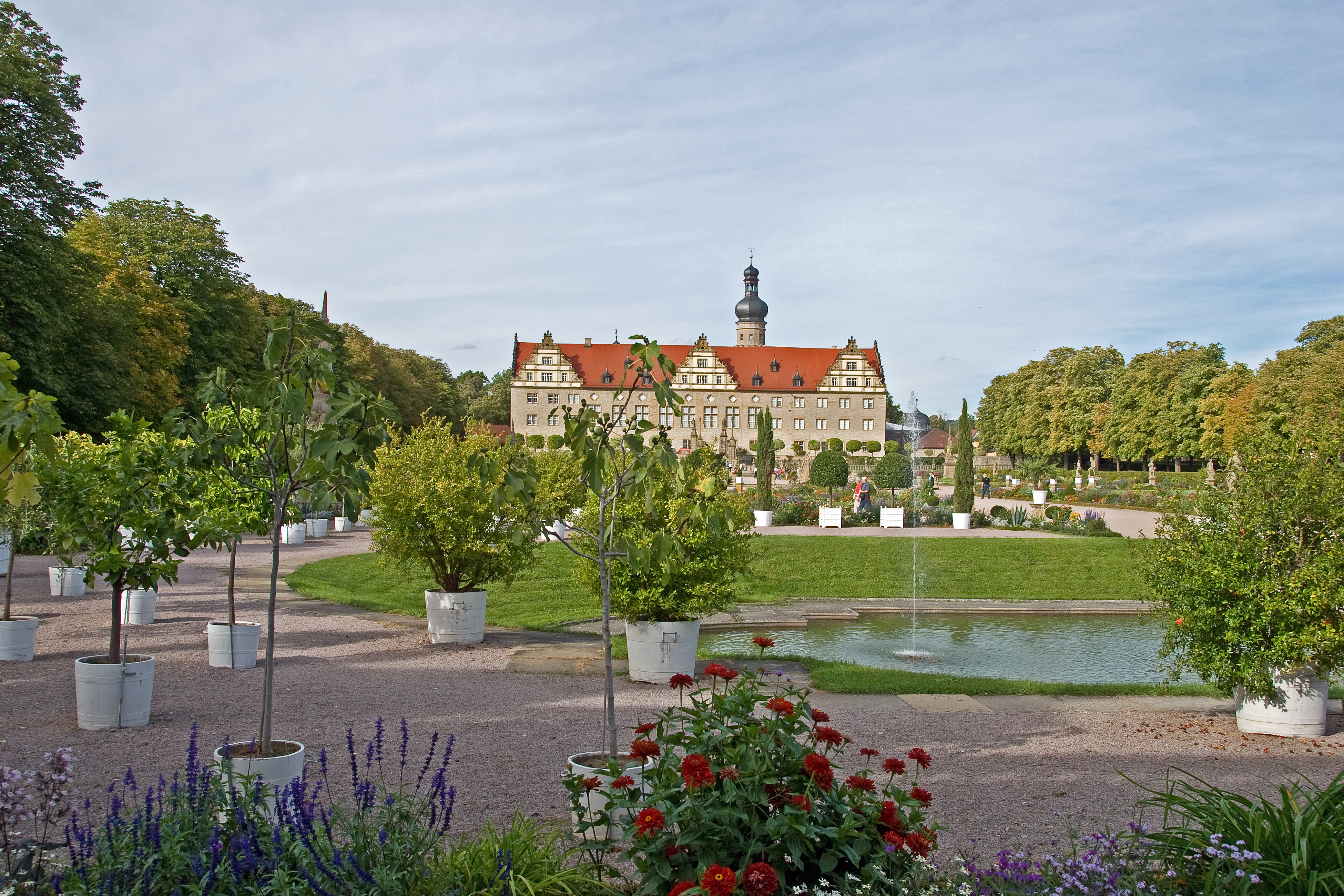
Castillo de Weikersheim.
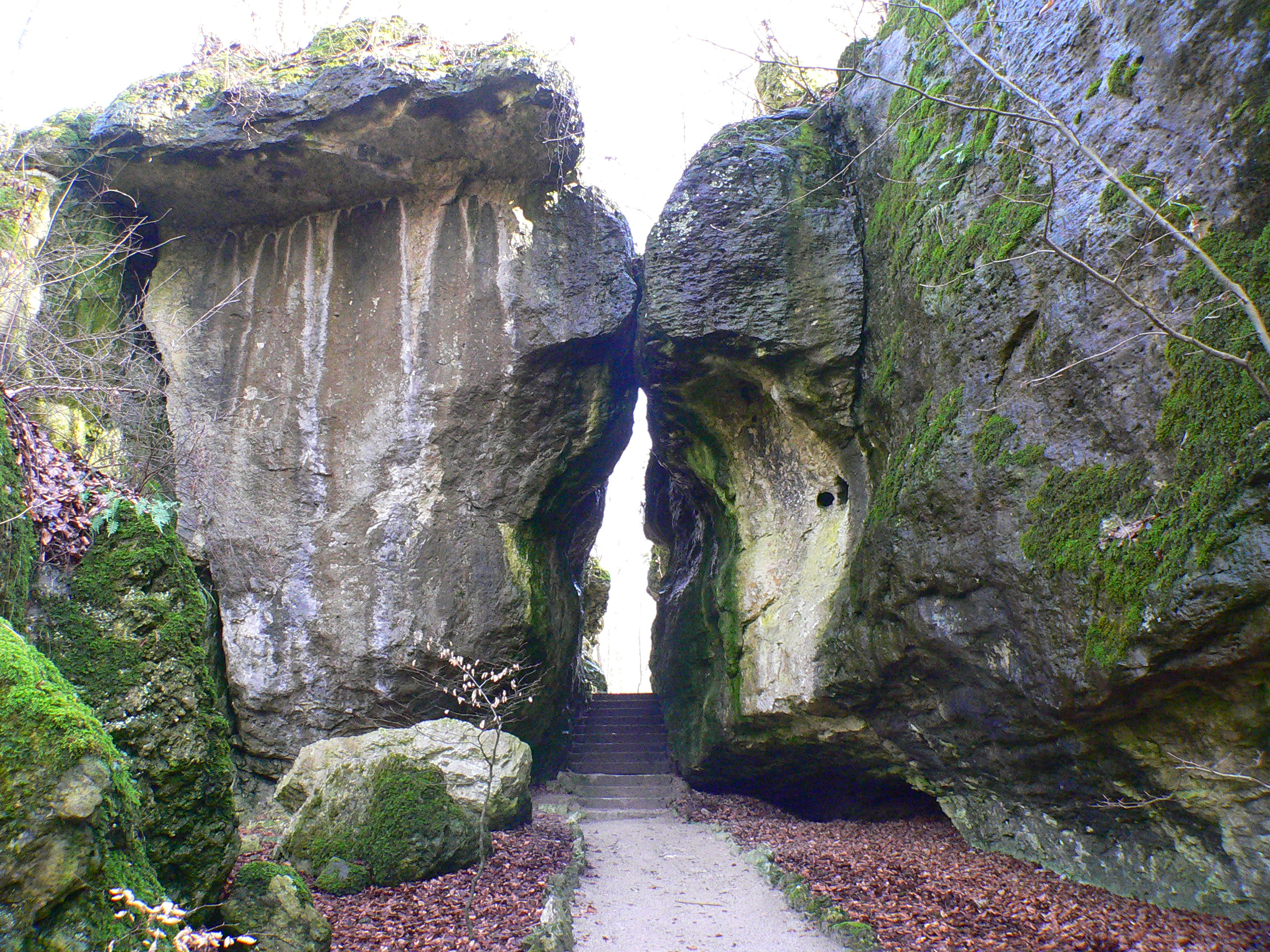
Jardín de rocas de Sanspareil, Bayreuth.
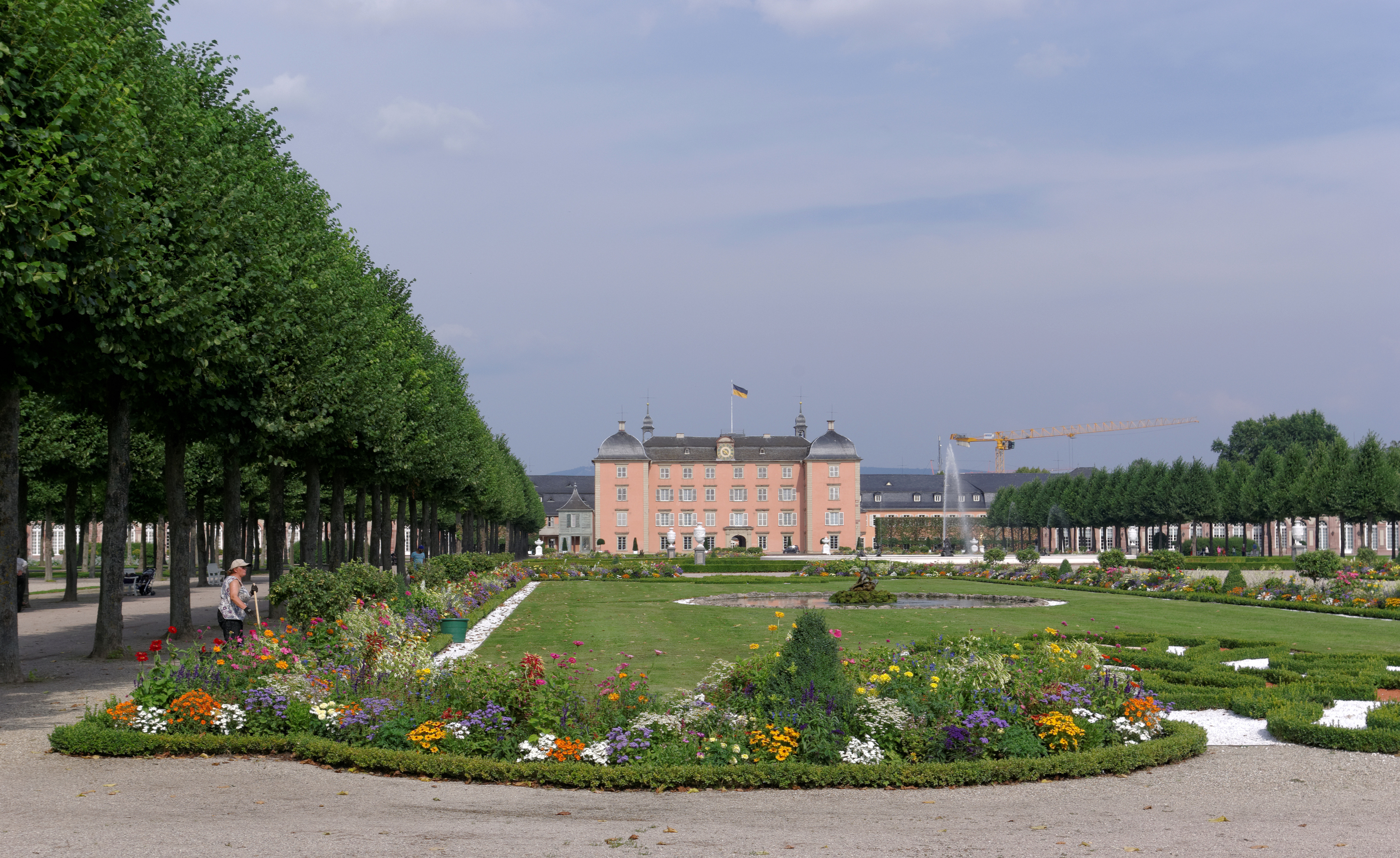
Palacio de Schwetzingen.

### Austria

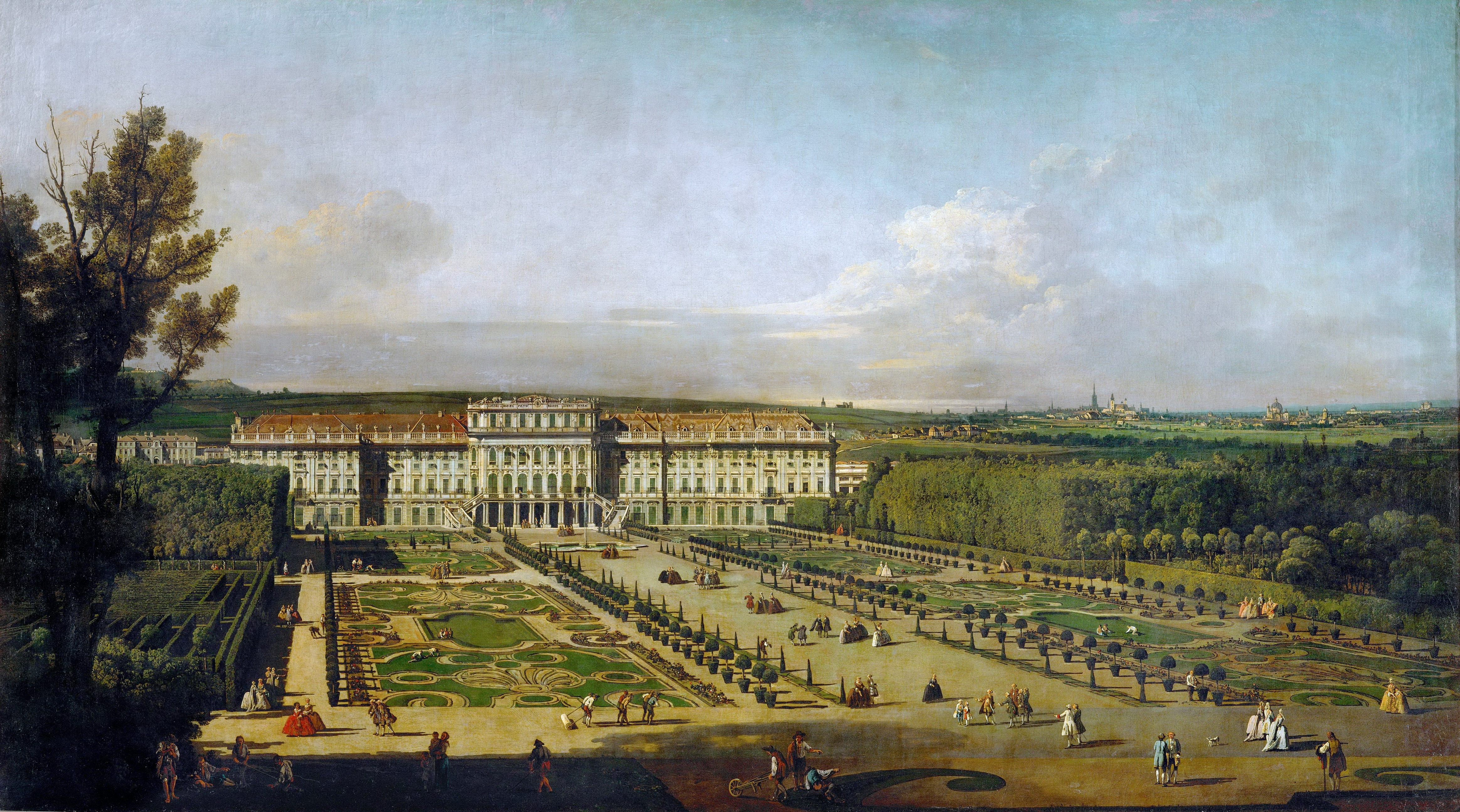
Jardín de Schönbrunn, óleo de Bernardo Bellotto de 1758-1761, Kunsthistorisches Museum, Viena.

Austria era el principal feudo de los Habsburgo, emperadores del Sacro Imperio Romano Germánico. En su capital y centro de la corte imperial, Viena, se inició en 1696 la construcción del Palacio de Schönbrunn, en sustitución de un antiguo palacete destruido en 1683 por los turcos. El palacio fue edificado por el prestigioso arquitecto Johann Bernhard Fischer von Erlach, aunque el jardín fue confiado al arquitecto de jardines francés Jean Trehet, quien trasplantó mil árboles de París a Viena. El jardín se articulaba a través de un sistema de avenidas en forma de estrella, con el palacio en el centro. Además de los habituales elementos del jardín barroco, como los parterres, los setos, los bosquetes, los estanques y fuentes, las esculturas y demás detalles ornamentales, se construyó un pequeño parque zoológico, diseñado por Nicolas Jadot de Ville-Issey, para el que se organizaron expediciones en busca de animales exóticos a África y América. También se construyó una orangerie de 200 metros de longitud, diseñada por Nikolaus Pacassi, que contaba con un sistema de calefacción hipocáustica para conservar las plantas en invierno. Los trabajos efectuados desde 1780 se encaminaron hacia un jardín de paisaje inglés.

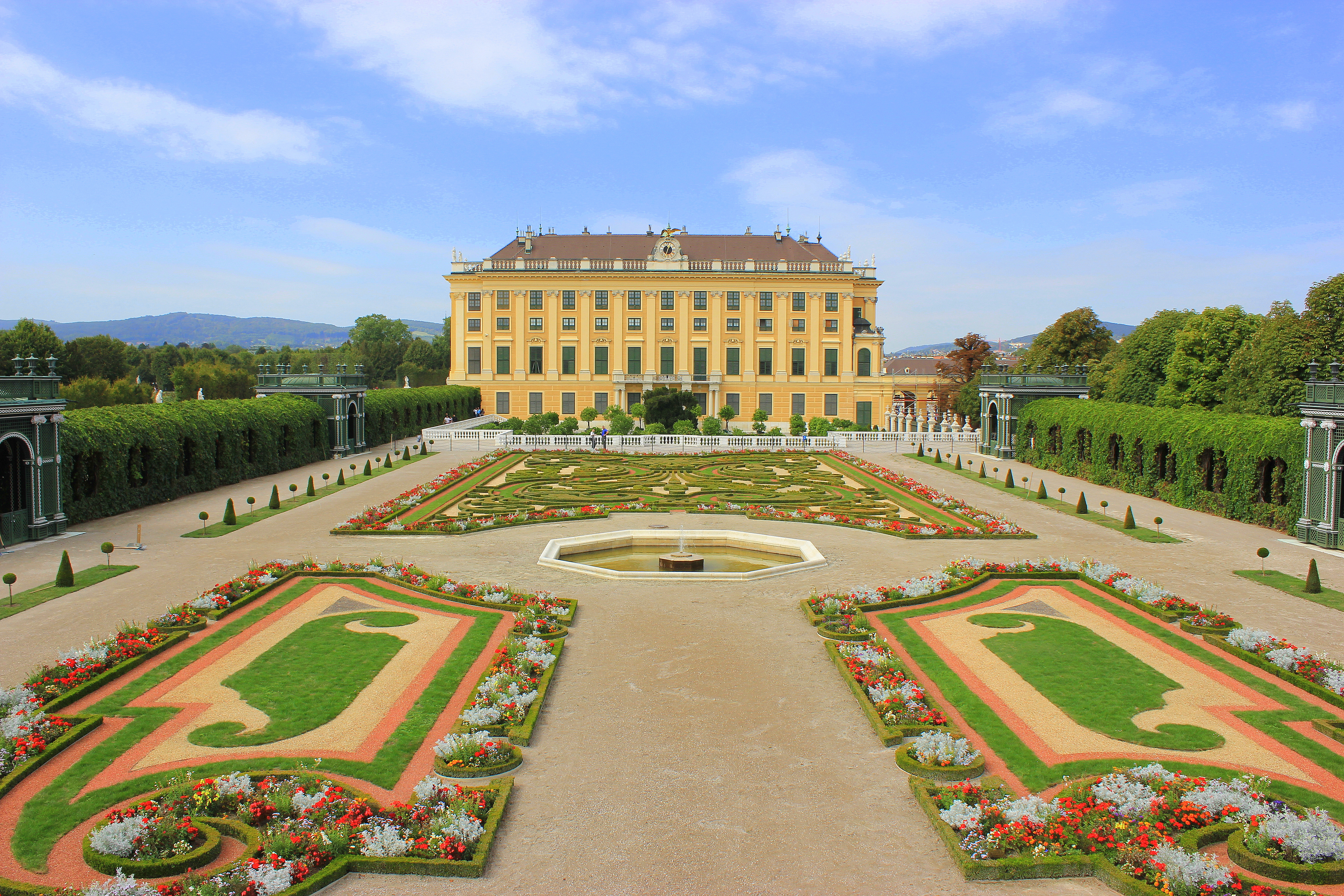
Palacio de Schönbrunn.

Un jardín que no ha llegado hasta nuestros días es el del Palacio de Liechtenstein en Viena, construido entre 1700 y 1704 por Johann Bernhard Fischer von Erlach por iniciativa del príncipe Juan Adán Andrés de Liechtenstein. De un eje central partían varios compartimentos con eras y setos de boj, tejo y ciprés ornamentados con nudos y espirales. La decoración se completaba con jarrones y esculturas de temática mitológica, como las estatuas de Apolo y Dafne.

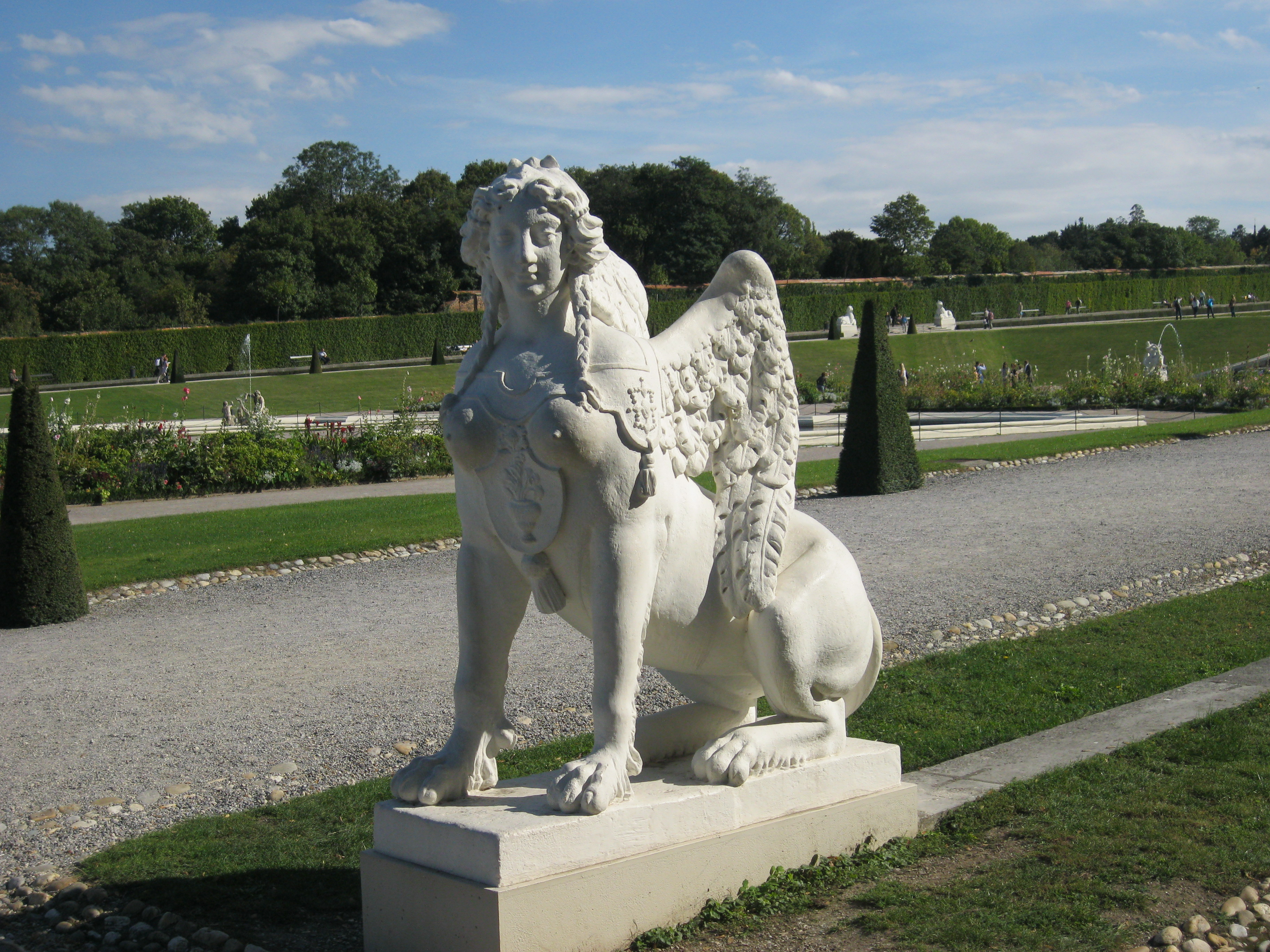
Escultura de una esfinge, jardín del Belvedere.

Otro gran proyecto fue el Palacio del Belvedere en Viena, construido entre 1714 y 1723 por Johann Lukas von Hildebrandt para el príncipe Eugenio de Saboya, a cuya muerte pasó a manos de la familia imperial. El jardín fue diseñado por Dominique Girard, que elaboró una solución original para adaptar el jardín al terreno ascendente situado entre los dos palacios (Oberes y Unteres Belvedere, es decir, Belvedere superior e inferior): un eje consistente en un talud con escaleras laterales y una cascada central divide el jardín en dos terrazas; en la inferior se plantaron setos de árboles configurados de forma estereométrica, y en la superior eras de flores y estanques. La zona de bosquetes, articulada con un sistema de avenidas en diagonal, se basó en el tratado de Dezallier d'Argenville publicado en 1710.
Por último, cabe citar el magnífico jardín del Palacio de Mirabell de Salzburgo, construido en 1606 por el príncipe-arzobispo de Salzburgo Wolf Dietrich von Raitenau, y reformado entre finales del siglo XVII y principios del XVIII por Johann Bernhard Fischer von Erlach y Johann Lukas von Hildebrandt. Estos trazaron en el jardín dos ejes paralelos alineados con el vecino castillo de Hohensalzburg, y situaron en el centro del parterre una gran fuente con una escultura de Pegaso. En 1728 efectuó una remodelación el inspector de jardines de Salzburgo, Franz Anton Dannreiter, que afectó al parterre pequeño, la orangerie y una nueva superficie situada en el terreno del fortín. En el siglo XIX se transformó la mayor parte del terreno en un jardín inglés.

### Países Bajos

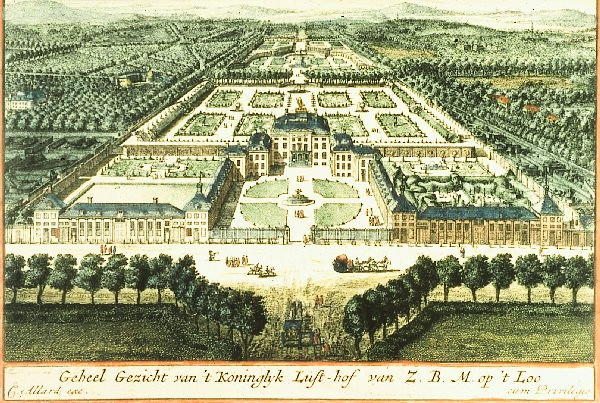
Jardín del Palacio Het Loo.

En los Países Bajos la jardinería se desarrolló especialmente desde la independencia de España rubricada en la Paz de Westfalia en 1648. En este país el comercio internacional favoreció el auge de la burguesía, que ante el aumento de su riqueza y como muestra de ostentación se dedicó al mecenazgo del arte para emular a las clases nobles. Una de las principales características de los jardines holandeses fue la utilización de canales de agua alrededor del jardín, un recurso procedente del jardín de Honslaerdyck, cerca de La Haya, construido en 1621 por el príncipe Federico Enrique de Orange-Nassau, donde un canal flanqueado de largas arboledas bordeaba todo el perímetro del palacio y el jardín.
Uno de los primeros grandes proyectos de la jardinería holandesa fue el jardín de Heemstede, promovido en 1680 por Diderick van Veldhuysen, un estadista de Utrecht. El proyecto fue elaborado por el francés Daniel Marot, que diseñó un trazado axial partiendo del centro del jardín, donde se situaba el castillo, de planta octogonal y rodeado de agua. La clara inspiración francesa se tradujo en parterres bordados, treillages, bosquetes, galerías, laberintos y obeliscos de boj, aunque la apertura de canales y avenidas hacia el paisaje circundante seguía modelos originales holandeses.
La principal realización de la jardinería holandesa fue el jardín del Palacio Het Loo en Apeldoorn, construido en 1685 por el estatúder Guillermo III (futuro rey de Inglaterra). Del proyecto se encargó Daniel Marot, que se inspiró claramente en Versalles, especialmente en la parte alta, configurada de forma radial a partir de un eje central, aunque la parte baja del jardín presentaba un conjunto de setos y arboledas típicamente holandés. Marot destacó especialmente en el diseño de patrones para parterres, que, aunque partían de modelos franceses, se alejaban de estos por sus formas más simétricas y un espíritu más sobrio y severo. Para la estructura interior de los parterres introdujo unas cuantas innovaciones, consistentes en la unión de las zonas ornamentales de los arriates con bandas de césped, las cuales también encuadraban por fuera el parterre y acentuaban el cruce de ejes. Los trabajos de Marot, para los que contó con la colaboración del arquitecto y escultor holandés Jacob Roman, se aprecian especialmente en el llamado Jardín de la Reina, en el parterre principal junto al palacio y en los paseos de la parte alta del jardín. En 1703 publicó algunos de sus diseños de parterres en Œuvres de Sieur Daniel Marot. Los jardines de Het Loo influyeron en algunas realizaciones alemanas, como el jardín de Nymphenburg y el Gran Jardín de Herrenhausen.

### Inglaterra

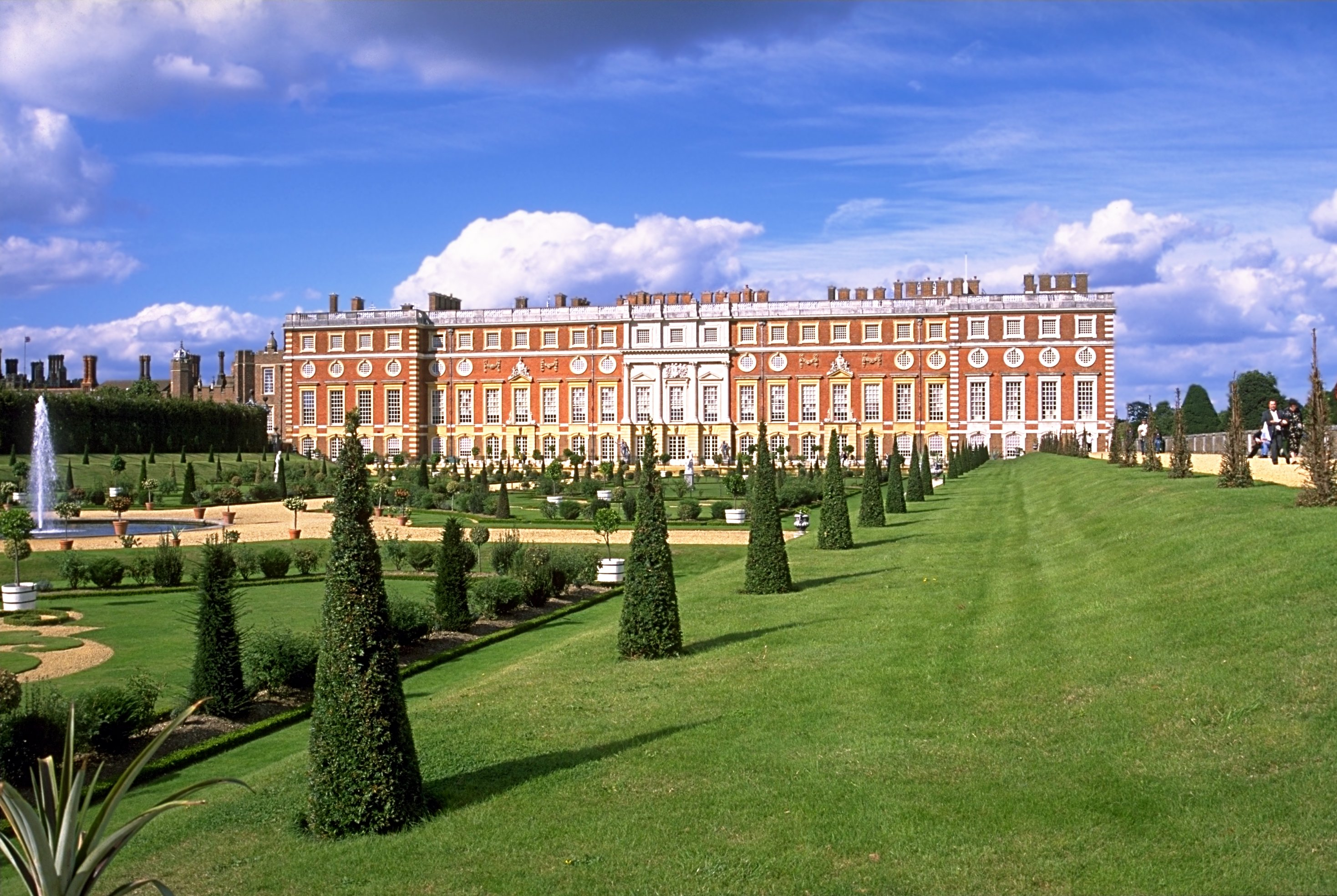
Jardines de Hampton Court.

En Inglaterra no tuvo mucha implantación el jardín francés, especialmente desde que en el siglo XVIII la práctica de la jardinería en ese país se fue encaminando hacia el paisajismo, lo que desembocó en el denominado «jardín inglés». Pese a todo, se dieron unas cuantas muestras de jardín barroco, como el jardín de Hampton Court (Londres), un parque creado por Enrique VIII que fue reformado en 1660 por Carlos II. Entonces se creó un gran canal que partía del palacio como eje central, y se correspondía con el sistema de avenidas configurado en forma de estrella. El jardinero del rey, John Rose, fue incluso enviado a París para estudiar con Le Nôtre, al que se invitó igualmente a viajar a Londres, aunque no hay constancia de que efectuase el viaje. Posteriormente se hizo una nueva reforma y ampliación durante el reinado de Guillermo III, que en 1689 encargó la remodelación del palacio al prestigioso arquitecto Christopher Wren, y contó con Daniel Marot para el diseño de los parterres. Se creó un jardín ornamental frente al ala este del palacio, de forma semicircular y con caminos cubiertos de grava y jalonados de placetas circulares con fuentes. El Privy Garden —el jardín privado de Enrique VIII— fue reconvertido en eras de parterre, acotadas por una reja de hierro con doce puertas, obra del artesano francés Jean Tijon. Por último, se transformó el antiguo huerto frutal en otro tipo wilderness, inspirado en el bosquete francés, aunque más silvestre, lo que abría el camino hacia el jardín de paisaje.
Otro exponente fue el jardín de Blenheim Palace (Oxfordshire), construido entre 1705 y 1719 por el arquitecto John Vanbrugh para el duque de Marlborough. Se conformaron entonces el llamado Jardín Militar, el huerto y las avenidas norte y este plantadas con olmos, aunque las zonas contiguas al palacio fueron elaboradas en el siglo XX. En el jardín, diseñado por Henry Wise, destacan los parterres situados junto a estanques de formas dentadas y los ornamentos de boj. Posteriormente el jardín fue transformado al estilo inglés en sucesivos proyectos elaborados por Lancelot “Capability” Brown y William Chambers, aunque a finales del siglo XIX el paisajista francés Achille Duchêne colocó alrededor del castillo unos parterres de agua con adornos a la francesa, y una fuente barroca de estilo berninesco.
En Chatsworth House (Derbyshire) existía un jardín renacentista que en 1687 fue reformado en estilo barroco por el duque de Devonshire, con un proyecto diseñado por los arquitectos de jardines Henry Wise y George London. Junto a detalles típicamente ingleses, como un parque silvestre con laberintos inspirado en Hampton Court, o avenidas alineadas con olmos como en Blenheim Palace, la influencia francesa se tradujo en zonas de parterres y eras de flores, así como en una cascada situada en una colina tras la fachada del jardín, coronada por un pabellón edificado por Thomas Archer. En 1760 un nuevo proyecto a cargo de “Capability” Brown transformó el jardín al estilo paisajista, por lo que quedó únicamente la cascada como vestigio del jardín barroco.
El jardín de Melbourne Hall (Derbyshire) es uno de los pocos jardines barrocos ingleses que se conservan. Fue proyectado por Wise y London en 1704 para el vicetesorero real, Thomas Coke. Junto a un jardín de diseño geométrico inspirado en la obra de Le Nôtre, plantaron un túnel de tejos de 90 metros de longitud, junto a una serie de terrazas de césped que descendían hasta un gran estanque rodeado de cipreses. Al sur se hallaba un bosquete de tejos y hayas, con un sistema de avenidas con fuentes, surtidores y esculturas en las intersecciones, y una gruta con una fuente de agua mineral. Junto al lago se construyó un pabellón de hierro forjado en forma de pajarera, conocido como birdcage («jaula de pájaros»), obra de Robert Bakewell de 1706.
Hacia 1720 se fue imponiendo la nueva moda del jardín paisajista, aunque la transición entre los dos estilos contó con intentos de aglutinar o sintetizar ambas corrientes, como los efectuados por Stephen Switzer y Charles Bridgeman: el primero, en su obra Ichnographia Rustica (1741-42), defendió la «liberalización» del jardín barroco antes que su superación, mientras que el segundo efectuó diseños de parterres no tan geométricos como los franceses, que si bien se circunscribían al diseño del conjunto arquitectónico se adaptaban más flexiblemente al terreno, en un denominado «estilo de transición» (transitional style) que plasmó preferentemente en los jardines de Stowe, Buckinghamshire.

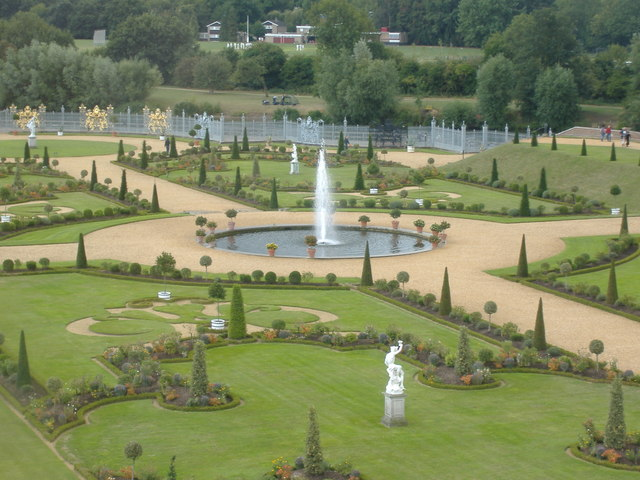
Hampton Court, Jardín Privado.
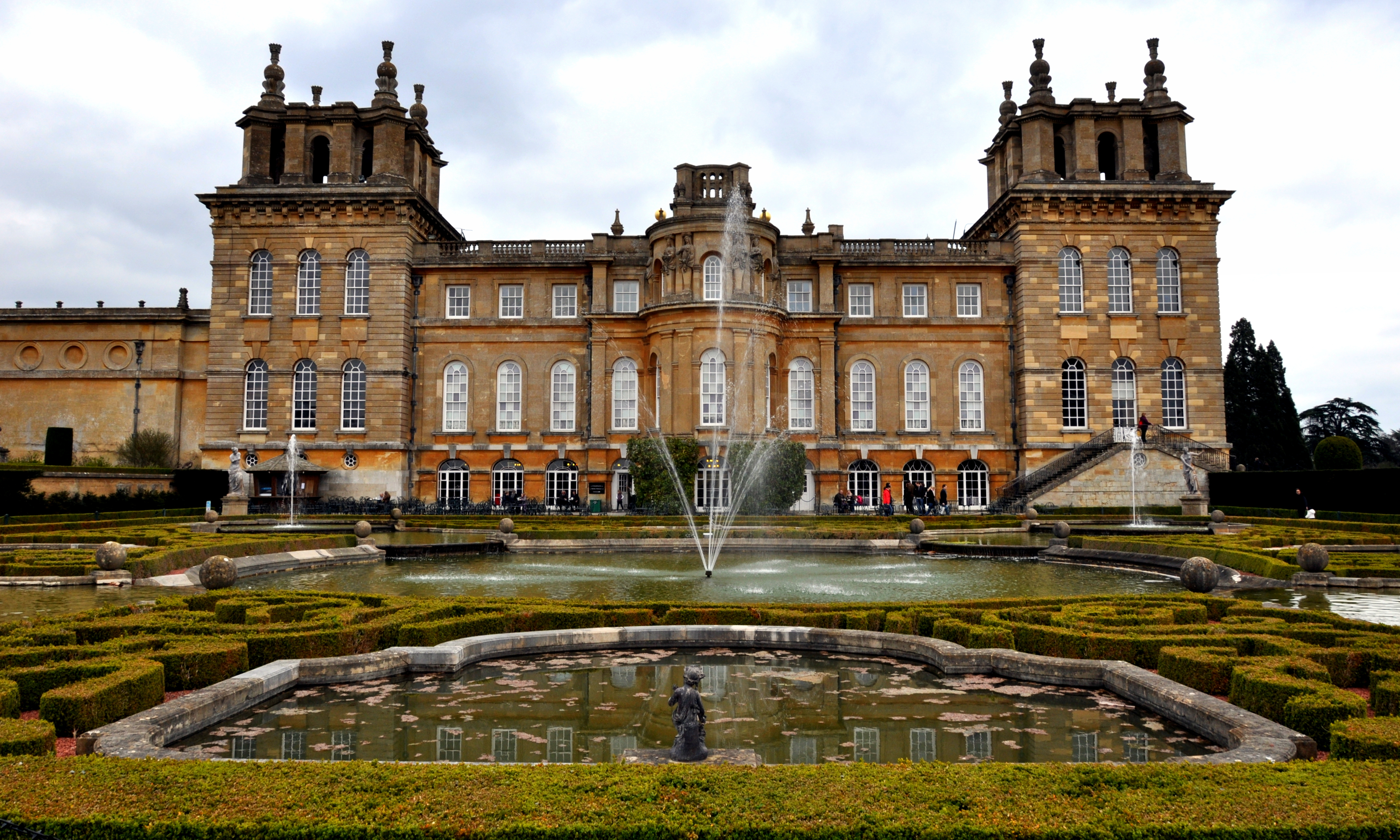
Palacio de Blenheim.
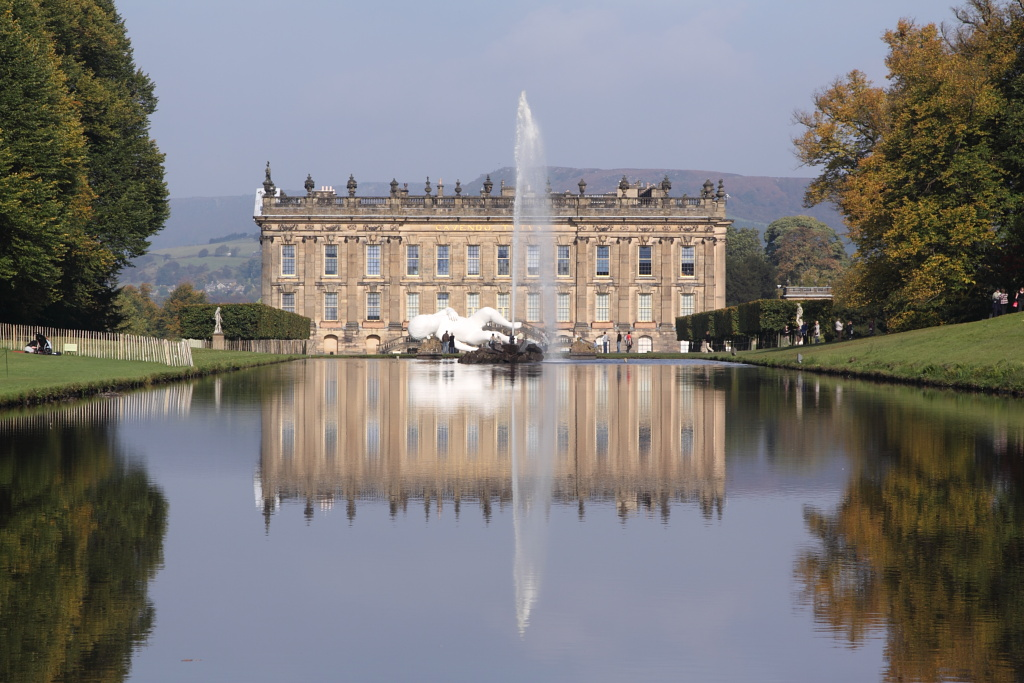
Chatsworth House.
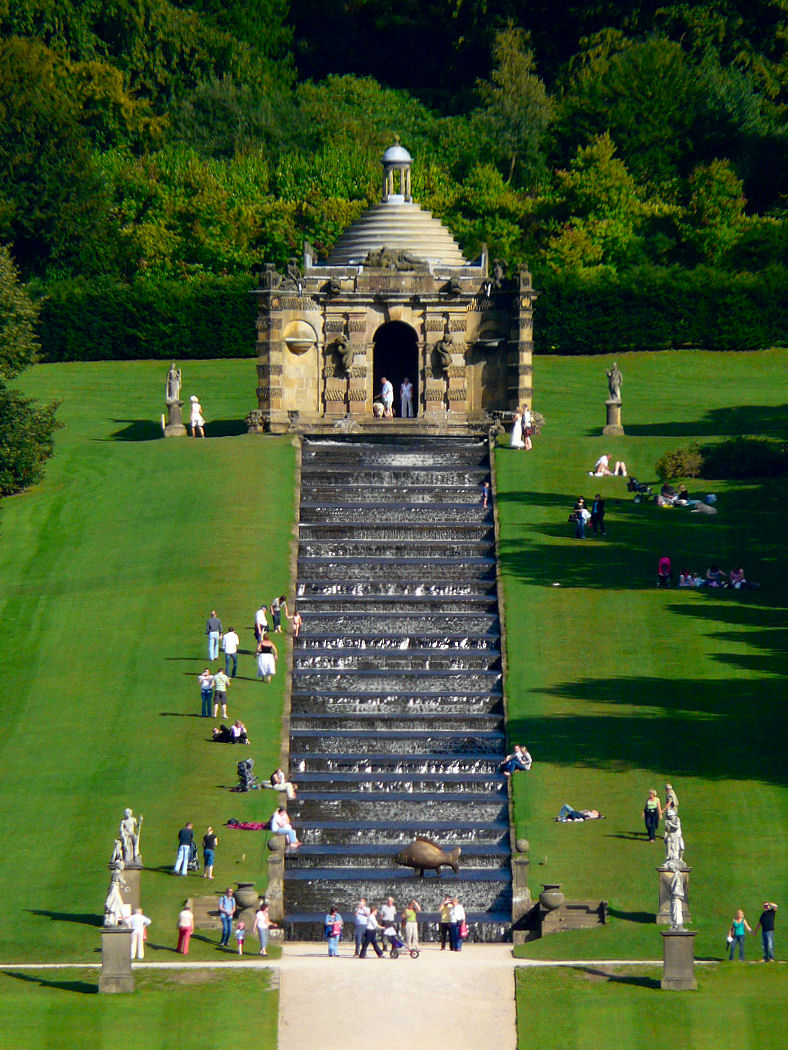
Chatsworth House, Gran Cascada.
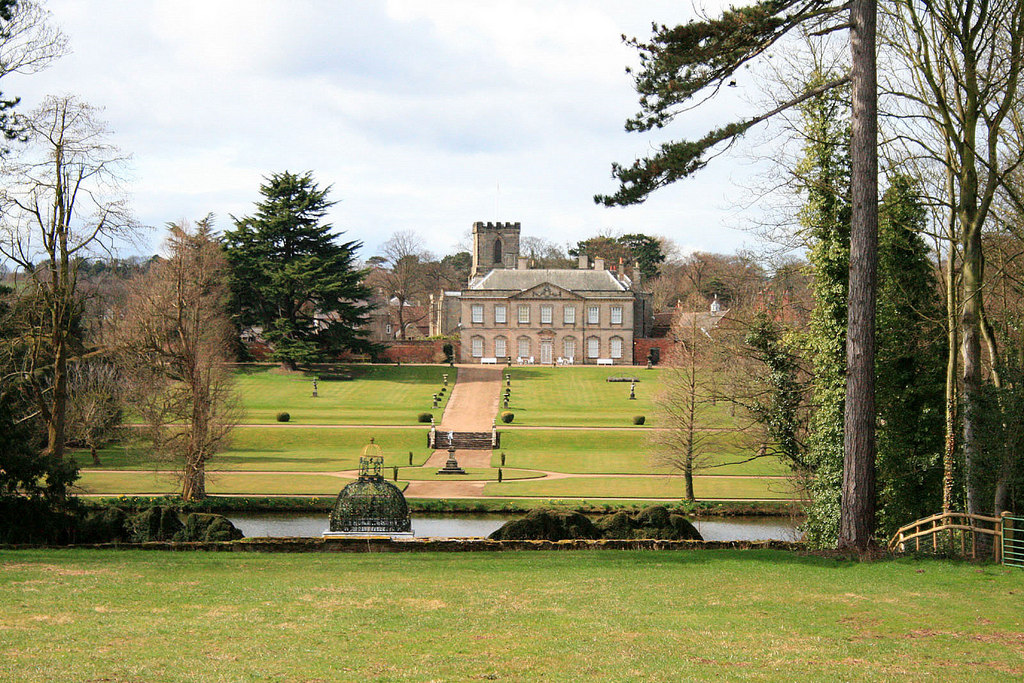
Melbourne Hall.

### Escandinavia

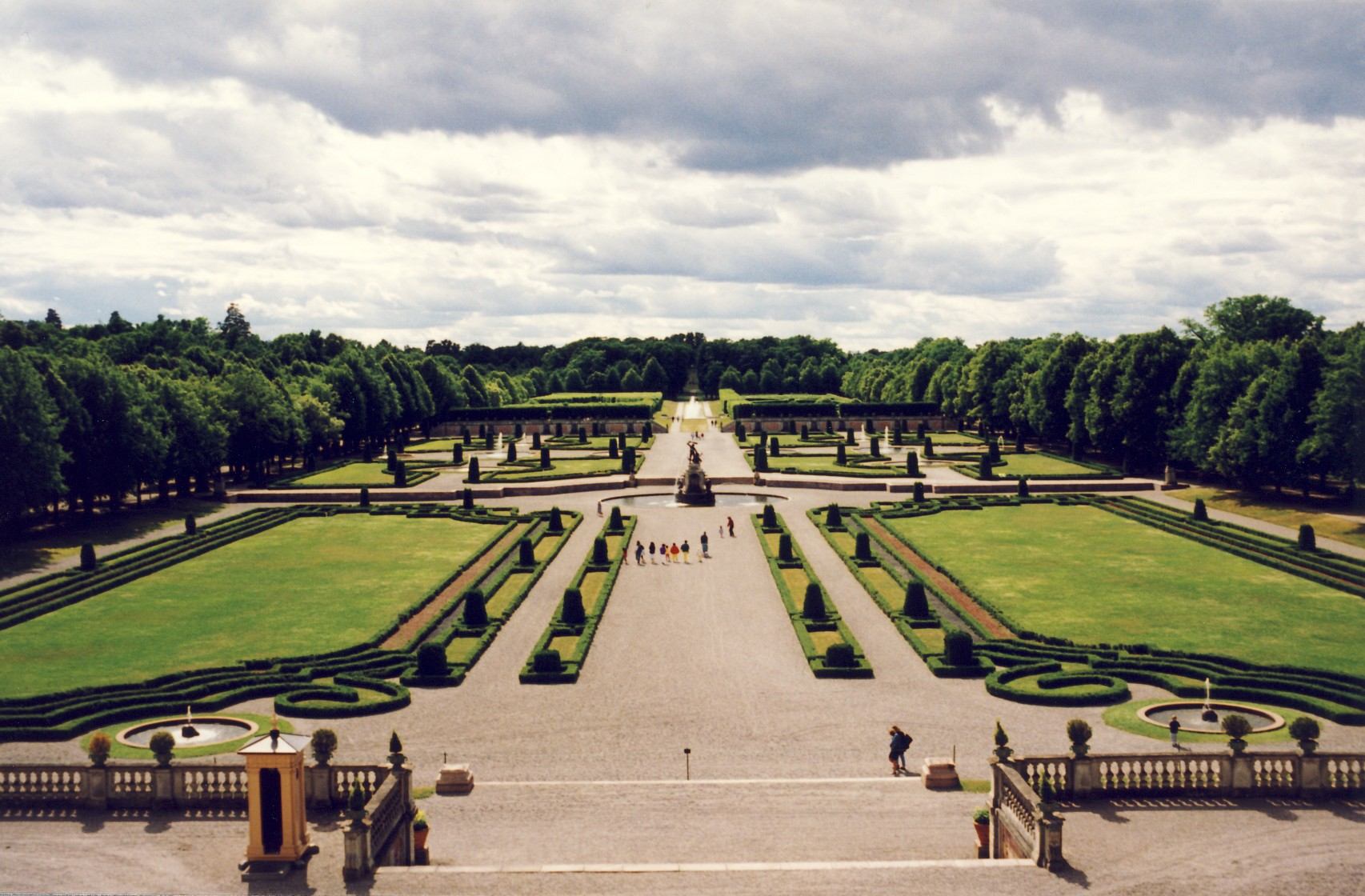
Jardín del Palacio de Drottningholm.

En Dinamarca había una larga tradición de jardines hortícolas de origen medieval, pero no de jardines ornamentales y de recreo, situación que varió ostensiblemente tras un viaje a Francia del rey Federico IV. En 1700 inició una remodelación del jardín del Palacio de Frederiksberg (Copenhague) en estilo barroco francés, con una disposición en terrazas y zonas de parterre, que corrió a cargo de Hans Hendrik Scheel. En 1717 construyó un nuevo palacio, el de Fredensborg, al norte de Copenhague, con un jardín diseñado por el arquitecto italiano Marcantonio Pelli en colaboración con Johann Cornelius Krieger. El proyecto, elaborado entre 1759 y 1769, no fue realizado en su totalidad debido a sus elevados costes, por lo que no se pudieron realizar las terrazas de mármol ni las cascadas previstas inicialmente, y en su lugar se instalaron terraplenes cubiertos de césped y diversas plantas, mientras que los estanques con surtidores se sustituyeron por otros terminados en bloques de piedra y madera.
En Suecia la jardinería recibió a la vez la influencia francesa y la alemana, sobre todo la derivada del Hortus Palatinus de Heidelberg. Gustavo II Adolfo promovió numerosas obras en el Palacio Real de Estocolmo, y su hija la reina Cristina llamó a la corte sueca al jardinero francés André Mollet, quien publicó su famoso libro Le Jardin de Plaisir en Estocolmo en 1751. Mollet transformó los jardines reales en parterres bordados, importó diversas plantas desde Francia y construyó varias orangeries. Pero el principal proyecto fue el Palacio de Drottningholm, situado en una isla del lago Mälar, al oeste de Estocolmo, donde se hallaba un castillo medieval que fue remodelado en 1661 por la reina Eduvigis Leonor de Holstein-Gottorp, con un proyecto arquitectónico de Nicodemus Tessin el Viejo. Es uno de los jardines más grandes del norte de Europa, con parterres basados en modelos de André Mollet, mientras que la estructura general está inspirada en la obra de Le Nôtre, con quien Tessin tenía contacto personal. Incluye una magnífica colección de esculturas de bronce, obra de Adriaen de Vries.

### Otros países europeos

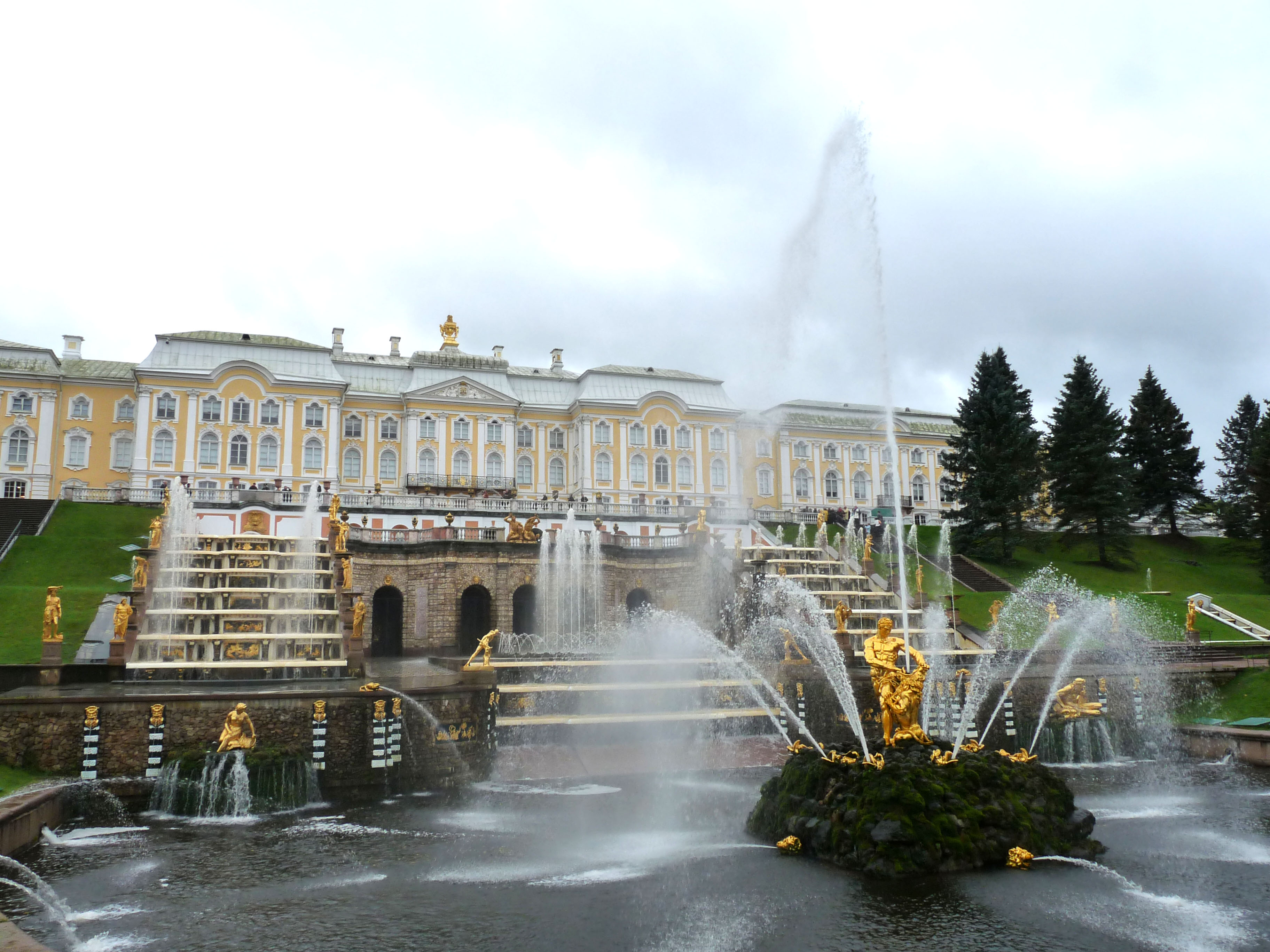
Palacio de Peterhof, San Petersburgo.

En Rusia no había hasta el siglo XVIII mucha tradición jardinera, pero la llegada al poder del zar Pedro I, fundador de la ciudad de San Petersburgo, conllevó la construcción de numerosos palacios y jardines inspirados en los grandes conjuntos palaciegos europeos, especialmente Versalles. La principal de estas construcciones fue el Palacio de Peterhof, conocido como el «Versalles ruso» y construido entre 1715 y 1725 por el francés Jean-Baptiste-Alexandre Le Blond, un discípulo de Le Nôtre. Contaba con un amplio jardín, que se extendía desde la terraza del palacio hasta el mar a través de una suave pendiente. El zar mandó traer árboles y plantas de todo el mundo, y se trasplantaron 40 000 olmos y arces provenientes de toda Rusia. El núcleo principal del jardín es la doble cascada frente al palacio, flanqueada de estatuas doradas, que desciende a través de siete escalones de mármol hasta una gruta y un gran estanque, donde se sitúa una roca artificial con una escultura de Sansón abriendo la boca a un león, de donde surge un chorro de agua; del estanque sale un canal que desemboca en el mar, donde hay un pequeño puerto. Desde aquí el jardín se estructura a través de una serie de ejes visuales, como en Versalles, alternando zonas de parterre y bosquetes con estanques y fuentes, y una profusa decoración escultórica.
En Polonia, el reinado de Juan III Sobieski supuso una breve etapa de esplendor cultural, que se tradujo en proyectos como el Palacio de Wilanów (Varsovia), conocido como el «Versalles polaco», construido entre 1677 y 1692 por Augustyn Wincenty Locci y Andreas Schlüter. El palacio cuenta con un extenso parque de 45 ha con jardines de diversos estilos, numerosas fuentes, esculturas y monumentos. El jardín barroco es la sección más antigua, frente a la terraza posterior del palacio, emplazado en dos niveles; está diseñado con formas geométricas, y posee diversas fuentes. Entre 1799 y 1821 se instaló un jardín inglés enfrente del ala norte del palacio. Otro exponente fue el jardín del Palacio Branicki en Białystok, un proyecto del Gran Hetman Jan Klemens Branicki construido entre 1726 y 1755. El jardín destaca en su parte frontal por una terraza sostenida sobre columnas, desde donde se vislumbra una estupenda panorámica del parterre, con una alameda central y decoración de esfinges. Posteriormente, el jardín fue ampliado en estilo inglés.

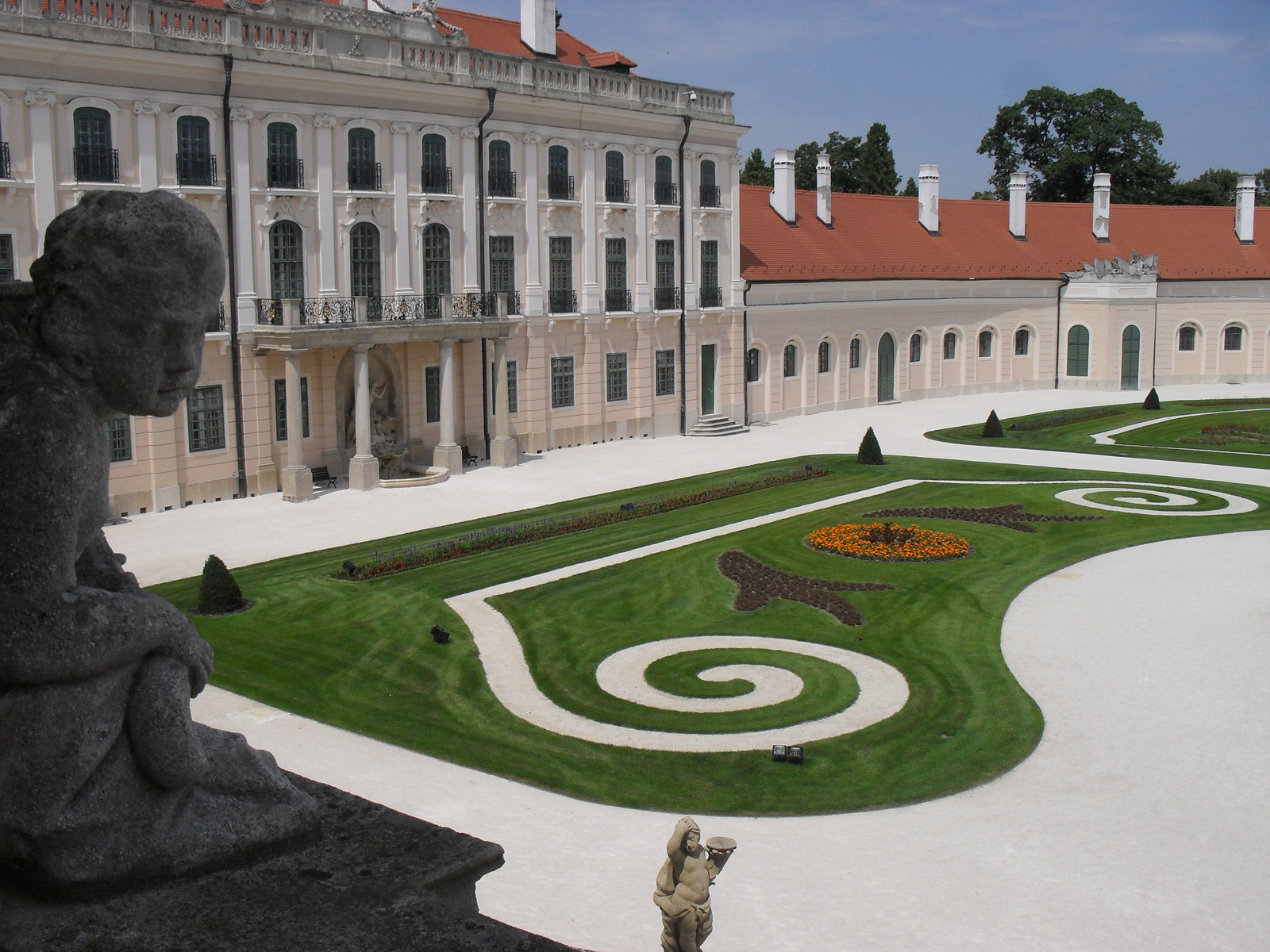
Castillo de Eszterháza.

En Chequia cabe mencionar el extenso parque conformado entre los castillos de Lednice y Valtice, conocido hoy día como Paisaje cultural de Lednice-Valtice y declarado Patrimonio de la Humanidad por la Unesco en 1996. El parque fue configurado durante los siglos XVIII y XIX por la familia Liechtenstein, con un proyecto arquitectónico de Johann Bernhard Fischer von Erlach. Tiene una extensión de 283,09 km², y cuenta con zonas de bosque y numerosos estanques, así como varios pabellones, entre los que destacan el del Belvedere, el Templo de Diana, el Templo de las Tres Gracias, el Templo de Apolo, el Castillo de Juan o el Minarete. Tras una primera fase barroca el parque se desarrolló con arreglo al estilo paisajístico inglés. Otro singular proyecto fue el Belén creado por el conde František Antonín Špork en Kuks (1726-1732), un jardín sagrado compuesto de varias ermitas dedicadas a los santos Antonio, Pablo, Bruno, Onofre y Garín, y decorado con diversas esculturas labradas en las mismas rocas del lugar, obra de Matthias Braun, que recuerdan a las del jardín manierista de Bomarzo.
En Hungría el príncipe Miklós Esterházy inició en 1763 la construcción del Castillo de Eszterháza en la localidad de Fertőd, dotado de un magnífico jardín conocido como el «Versalles húngaro». El palacio se estructuraba alrededor de un patio central flanqueado por dos orangeries, y en su parte frontal se abrían unos amplísimos jardines alrededor de tres largas avenidas, la central perpendicular al palacio y dos en diagonal. La avenida central se iniciaba con una escalera de agua que finalizaba en una terraza, y conducía a una faisanería dispuesta en exedra; la avenida izquierda desembocaba en un recinto hexagonal con una reserva de jabalíes; y la de la derecha acababa en una zona boscosa y coto de caza. En la zona comprendida entre estas avenidas se hallaban zonas de parterre, estanques y fuentes, así como estatuas y otros detalles ornamentales, además de diversos edificios, como una sala de ópera, un teatro de marionetas, una ermita, una pagoda china y diversos templos, dedicados al Sol, Venus, Diana y la Fortuna. Desgraciadamente, el jardín fue abandonado a la muerte de su dueño en 1790.

### América

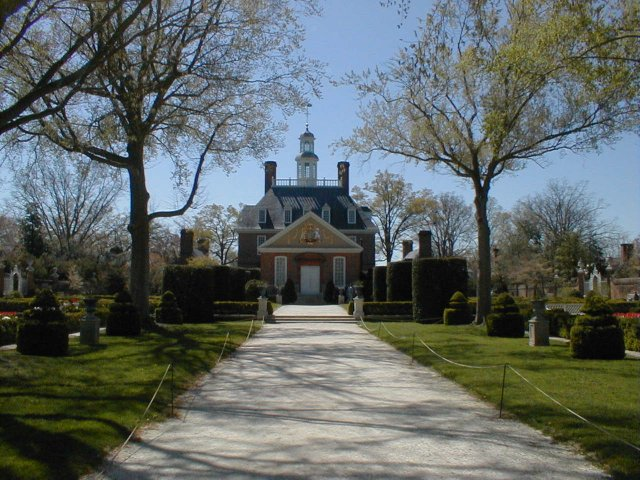
Jardín del Palacio del Gobernador, Williamsburg (Virginia).

En América se desarrolló durante los siglos XVI, XVII y XVIII un tipo de arte colonial que era fiel reflejo de la cultura y las tendencias artísticas producidas en las metrópolis colonizadoras. En la mayor parte de los casos, estas tendencias se impusieron a los estilos autóctonos anteriores, el denominado arte precolombino. La llegada de los conquistadores supuso una gran revolución sobre todo en el terreno de la arquitectura, con la traslación de las diversas tipologías de edificios propios de la cultura europea: principalmente iglesias y catedrales, dado el rápido desarrollo de la labor de evangelización de los pueblos nativos americanos, pero también edificios civiles como ayuntamientos, hospitales, universidades, palacios y villas particulares, que en numerosos casos contaron con jardines. Cabe señalar la importancia que el descubrimiento de América tuvo para la botánica, ya que del nuevo continente se importaron numerosas especies tanto hortícolas como ornamentales que tuvieron una rápida implantación en Europa. Entre las numerosas especies descubiertas la mayoría fue aprovechada por sus propiedades alimenticias, como: el tomate, la patata, el maíz, el cacao, el maní, la pimienta, la piña, el tabaco, la canela, la calabaza, la vainilla, etc.; pero algunas también por sus cualidades estéticas, como el nardo, el dondiego y la capuchina.
En el desarrollo de la jardinería colonial americana hay que tener en cuenta el factor climático: en América del Norte el clima es más parecido al europeo, por lo que fue más fácil trasladar las tipologías jardineras existentes en el Viejo Continente; en cambio, desde el Caribe hacia el sur se dan diversas climatologías que en su mayor parte no eran apropiadas para desarrollar el tipo de jardinería que conocían los colonizadores. Por otro lado, se dieron importantes diferencias respecto a la cultura colonizadora: así como españoles y portugueses implantaron una dominación más política y religiosa, ingleses y franceses establecieron originariamente unos contactos más comerciales, y posteriormente de emigración de la población. Todo ello conllevó importantes diferencias: así como los colonizadores ibéricos respetaron más las huellas de jardinerías anteriores que los otros colonizadores, en cambio las realizaciones propias fueron menores en número y relevancia.
Algunos estudiosos comparan la jardinería precolombina con la persa o egipcia, sobre la base de testimonios de los primeros conquistadores, que relataron las maravillas que contemplaron en palacios ajardinados como el de Moctezuma, con unos jardines dispuestos en terrazas escalonadas, con estanques, bosquetes, jardines medicinales, e incluso aviarios y zoológicos. Al parecer, muchos de los jardines precolombinos se ubicaban en patios interiores de las viviendas, hecho que entroncó con la tradición hispánica del patio de herencia islámica, por lo que esta tipología pervivió en las colonias españolas de América.
Los primeros vestigios de una jardinería colonial son muy escasos, ya que por lo general los colonizadores se ocuparon más de la explotación agrícola que de la jardinería ornamental. En los pocos ejemplos que se produjeron privó más la imitación de los jardines del lugar de origen de los nuevos pobladores que no la innovación o la experimentación de nuevas tipologías. A principios del siglo XVII se produjeron algunos primeros intentos de un urbanismo a imitación de las ciudades europeas, principalmente en Norteamérica, con ejemplos como Salem (1628) o Boston (1630). En el ámbito de las colonias holandesas de América del Norte se introdujeron en el siglo XVII los jardines al estilo holandés, de reducidas dimensiones, planos y ordenados, con la introducción por primera vez de parterres.
En el siglo XVIII surgieron las primeras muestras de relevancia en jardinería, especialmente en Estados Unidos, con ejemplos como los jardines de Crowfield en Charleston, o los de Middleton Place en el condado de Dorchester (Carolina del Sur) y Magnolia Gardens (Carolina del Sur), todavía en un estilo anglo-holandés, mientras que en Williamsburg (Virginia) surgió un primer intento de una jardinería más autóctona, con un espacio ajardinado concebido en consonancia con la estructura urbana de la población, y una tipología formal que recuerda a la del jardín barroco francés. En la segunda mitad del siglo XVIII perduró todavía la influencia barroca, aunque poco a poco se fue introduciendo el estilo paisajista inglés. En esta época también se trajeron diversas especies vegetales de Europa que fueron aclimatadas al nuevo continente. Algunos ejemplos serían la casa de George Washington en Mount Vernon y Monticello, residencia de Thomas Jefferson.

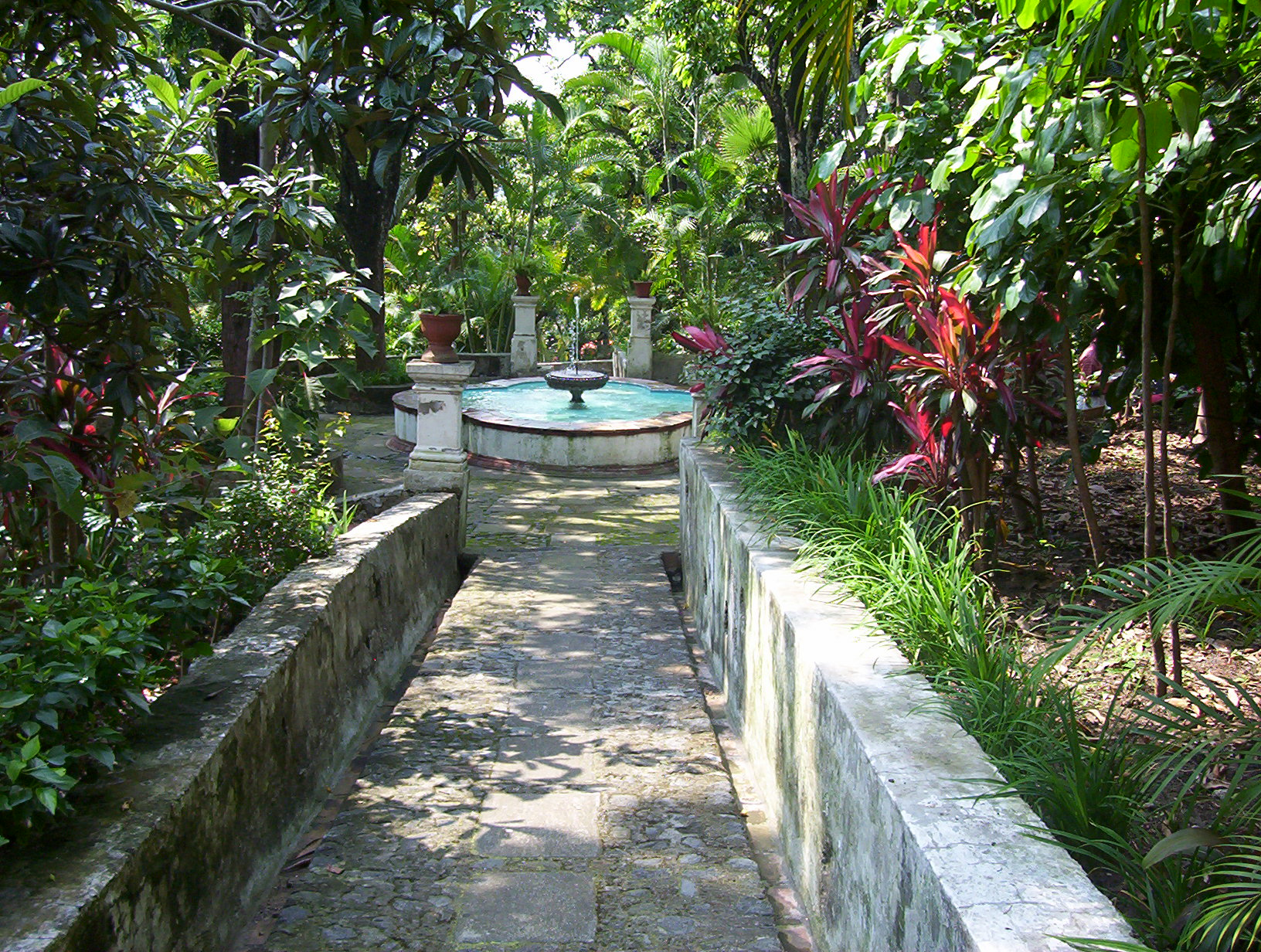
Jardín Borda, Cuernavaca.

En el ámbito hispánico, las muestras más relevantes de jardinería se dieron en el virreinato de Nueva España. En el terreno del urbanismo, las Ordenanzas de Población de 1573, promovidas por Felipe II, dictaminaron la construcción de nuevas ciudades con un trazado basado en la geometría y el orden, y en armonía con la naturaleza, por lo que se contemplaron espacios verdes de uso público al estilo de las alamedas españolas: surgieron así la Alameda Central de Ciudad de México, ya en el siglo XVI; o en el XVIII los paseos de Bucareli y de la Viga en la misma ciudad, o la Alameda de Querétaro. La jardinería proliferó especialmente en el siglo XVIII, sobre todo entre la aristocracia y el clero, que fomentaron la construcción de residencias tanto urbanas como rurales que incluían amplios jardines para esparcimiento de su propietario. A nivel urbano la tipología más usada fue la del patio de influencia andaluza, que se denota en la proliferación del uso de yesería y azulejos, aunados al empleo de materiales autóctonos como el tezontle y la chiluca. En cuanto a villas y haciendas rurales, los jardines se complementaban con huertas y se ornamentaban con cenadores, emparrados, estanques, fuentes y glorietas, como en las villas suburbanas de San Ángel, la del Conde de Xala o el palacio del arzobispo Vizarrón en Tacubaya, así como el Pensil mexicano en Tacuba. Uno de los mejores exponentes fue el jardín del párroco Manuel de la Borda en Cuernavaca (1783), realizado por el arquitecto José Manuel Arrieta, que aunaba la finca de recreo escenificada para fiestas de gusto barroco con un jardín botánico y una plantación de frutales. El jardín se hallaba en un plano inclinado resuelto mediante escaleras, rampas y terrazas. Junto a la casa se ubicaba una glorieta de forma geométrica, dividida en cuatro cuarteles por dos avenidas, en cuya intersección se levantaba un templete y una fuente de perfil abalaustrado. En un nivel inferior se encontraba una fuente alargada de donde surgía otro eje, perpendicular al anterior, que conducía a una zona arbolada y un gran estanque con seis isletas flotantes —vestigio de las chinampas precolombinas—, junto a dos pabellones con arquerías. Este jardín recuerda al del Retiro de Churriana (Málaga), en una síntesis de influencias francesa y andaluza. En el siglo XIX se convirtió en residencia imperial, ya que allí pasó largas estancias de descanso el emperador Maximiliano.